# 장면

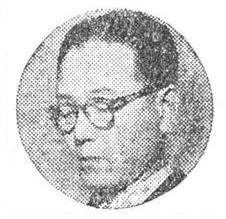
1950년 당시의 장면

장면(張勉, 1899년 8월 28일 ~ 1966년 6월 4일)은 대한민국의 정치인이다. 1956년 8월 15일부터 1960년 4월 25일까지 대한민국의 제4대 부통령이었다. 1950년 11월 30일부터 1952년 4월 24일까지 제2대 대한민국 국무총리를, 1960년 8월 19일부터 1961년 5월 18일까지  제7대 국무총리를 역임했다.
초명은 장지태(張志兑), 아호(雅號)는 운석(雲石), 세례명은 요한(Johan), 영문명은 John Myeon Jang·존 면(John Myeon), 일본식 이름은 다마오카 쓰토무(玉岡 勉).
종로구에서 태어났다. 일제강점기에는 천주교 선교 사목 활동과 언론 활동, 용산신학교, 동성고등학교, 계성국민학교, 혜화유치원 등에서 교편을 잡았고, 광복 이후 정계에 투신하여 1946년 민주의원 의원, 1947년 남조선과도입법위원회 의원, 1948년 대한민국의 제헌 국회의원에 당선되었으며, 1948년 12월 7일부터 12월 12일까지 프랑스 파리에서 열리는 제3차 UN 총회에 한국당대표단 수석대표로 파견되어 국제사회에 대한민국 정부의 승인을 얻어냈다.
1948년 제3차 UN 총회 한국 대표단 부수석대표와 1951년 10월 제6차 UN 총회 파견 수석대표로 다녀왔으며, 대통령 바티칸특사를 거쳐 제1대 주미 한국대사 등을 지내고 1950년 한국 전쟁 당시 미국군과 UN군의 한국전 참전을 호소하여 성사시켰다. 1950년 8월과 9월 UN 안보리에서 ‘한국 전쟁은 내전이며 미국과 남한의 북침’이라는 소련 측의 주장을 논파하기도 하였다.
1946년 과도입법의원 의원 재직 중에는 국대안(국립대학교 설치안)을 발의하여 성사시켰고, 공창제 폐지를 주창하여 가결시켰다. 1948년 UN 총회에 대한민국의 승인을 요청하는 한국 대표단의 수석대표로 회의에 참석하여 국제사회에 대한민국 정부의 승인을 얻어냈고, 한국 전쟁 때는 UN과 국제사회에 대한민국을 도와줄 것을 호소하여 지원을 이끌어냈다. 호헌동지회의 조직과 민주당 결성에 참여하였다. 군사정권에 실각한 이후 1990년대부터 재평가 여론이 나타나고 있으며 1999년 건국훈장 대한민국장이 추서되었다.
1966년 6월 4일에 자신의 거주지 대한민국 서울특별시 종로구 명륜동에서 간장염과 당뇨병의 합병증으로 인하여 66세로 급서한 장면은 청렴하고 깨끗한 정치가라는 평가가 자자했다. 그의 본관은 인동(仁同)으로 초명(初名)은 장지태(張志兑), 호는 운석(雲石)이다. 종교는 천주교로서 세례명은 ‘요한’(John)이며, 따라서 장 요한으로도 불리고, 장면 스스로도 영문명은 존 면(John Myeon)이라 했다. 일제 강점기의 창씨개명은 ‘다마오카 쓰토무’(玉岡 勉)이다. 한성부에서 출생하였고 지난날 한때 평안남도 중화에서 잠시 유아기를 보낸 적이 있으며 그 후 경기도 인천에서 성장하였다.

## 생애

### 생애 초기

#### 출생과 가계 (1899~1902)
장면은 1899년 8월 28일 서울 종로구 적선동, 삼군부(三軍部) 건물 뒷골목 근처의 외가에서 죽정(竹亭) 장잠(張潛)의 후손인 장기빈과 황 루시아의 7남매 중 맏이로 태어나 본가가 있는 인천에서 성장하였다. 서울 종로구 적선동 외가에서 태어난 장면은 인천에서 성장했다. 그래서 그를 인천 출신으로 보기도 하고 그의 아버지가 평남 출신이기 때문에 평남 출신으로 보기도 한다.
죽정 장잠은 조광조의 문하생으로 기묘사화 이후 벼슬길에 나가지 않았고, 장잠의 손자인 장사진은 임진왜란 당시 의병장으로 공을 세웠다. 본래 장면의 선조는 경상북도 인동(仁同)에 살았으나, 장면의 8대조 장익붕(張翼鵬)이 처가가 있는 평안북도 성천군(成川郡)으로 이주해 왔다. 그리고 장면의 고조부 장인각(張仁珏)의 대에 평안남도 중화군으로 이주하여 정착하게 되었다. 아버지 장기빈은 16세에 평안남도를 떠나 인천으로 이주했고, 대한제국의 세무 관료로서 탁지부에서 근무하다가 인천세관으로 발령받았다. 아버지 장기빈은 뒤에 천주교 신자인 장수 황씨 황성집(黃聖集)의 둘째 딸 황루시아와 결혼하였는데, 아버지 장기빈과 어머니 황루시아 모두 독실한 천주교인으로 그는 태어나면서부터 천주교 신자였다.
태어나기 전 어머니 황루시아는 성전으로 가기 전 진흙에서 섬광이 뻗어나오는 것을 보고 그 속에서 금가락지 5개를 얻는 꿈을 꾸었다 하고, 아버지 장기빈은 뒤뜰 아래 영롱한 깃털을 가진 특이한 동물을 품에 안는 꿈을 꾸었다 한다. 그의 외숙모는 밭 한가운데로 별이 떨어지는 꿈을 꾸었다 한다. 모태신앙인이었던 그는 1899년 9월 12일 부모를 따라 경성부 종현본당으로 가서 종현본당 주임신부 빅토르 신부에게 유아세례를 받았다. 그 뒤로 그는 죽을 때까지 한 번도 천주교 교리에 위배되는 행동은 하지 않았다 한다. 그는 나중에 총리가 되고서도 어머니에게 무릎을 꿇고 용서를 빌기도 하는 등 복종이 몸에 밴 인물이었다.

#### 유년기 (1902 ~ 1907)
처음 이름은 돌림자를 따서 지태(志兑)라 지었다가 후에 열심히 공부하라, 면학하라는 뜻에서 이름을 면(勉)이라 하였다.
소년기에 호를 운석이라고 하였는데, 이는 아버지 장기빈이 지어준 것으로 아버지 장기빈 자신의 호가 태암(太巖, 큰 바위)이었으므로 자녀인 장면 형제들의 호는 석(石, 돌)에서 따서 지었다. 그래서 장면의 호는 운석(雲石)이라 지었다.
유년기의 장면은 차분하고 온순한 성격이었다. 그는 나중에 국무총리가 되고 나서도 어머니에게 무릎을 꿇고 용서를 빌기도 하는 등 장면은 기도와 순종과 인내가 몸에 밴 인물로 성장하였다. 그는 어려서부터 말수가 적었고 독서와 사색을 즐겨하였다.

#### 소학교 시절 (1908 ~ 1914)
이후 아버지의 근무지인 인천부 전동(典洞)으로 와서 살다가 1908년 인천부 인천항 화촌동 8통 6호로 이사했고, 1920년 미국으로 유학하기 전까지 인천에서 생활했다.
1908년 8월 4일 장면은 인천성당 부설인 사립 박문학교(현재 박문초등학교)에 입학, 한학(漢學)과 수학 등을 수학하였다. 9세 때에 그는 부모님 몰래 상투를 잘랐다.
| “ | 아직 어릴 때라 매일 아침 어머니가 머리를 빗겨 주시는데 여간 귀찮지가 않았고, 나도 왜 그런지 머리 땋고 다니기가 싫어서 때마침 인천에 처음으로 이발소가 생겨 머리를 자른다기에, 부모님 승낙도 없이 혼자 가서 머리를 싹 잘라 버렸다. | ” |

단발령에 반대하여 '오두가단 차발불가단'이라 하면서까지 머리깎기를 거절하는 것을 보고 흥미를 품게 된 그는 인천 시내로 나가 최초로 설립된 근대식 이발소를 구경했다. 인천에 처음으로 이발소가 생겨 머리를 자른다기에, 그는 부모의 승낙 없이 혼자 가서 머리를 싹 잘라 버렸다. 자른 머리를 들고 집으로 돌아왔다가 그는 어머니에게 호되게 혼이 나기도 했다. 단발령이 내려진 뒤에도 몰락 양반가문이었던 그의 집안에서는 상투를 틀고 한복을 고집하였던 것이다. 유년기의 장면은 유순한 성격으로, 친구들과 어울리거나 운동 보다는 독서와 사색을 즐겼다.
1910년 인천성당 부설 박문학교 보통과를 최우등으로 졸업하고 박문학교 고등과에 진급하였다. 1912년 동 박문학교 고등과를 졸업하였다. 학창 시절 내내 공부와 신앙활동에만 전념하였다. 1912년 3월 인천 공립 심상소학교에 6학년으로 편입하여 심상소학교 6년과정을 마쳤다. 1913년 4월 인천 공립 심상소학교 고등과로 진학하여 1914년 3월에는 1년 과정을 수료하였다. 이후 같은해 4월에는 농림학교로 진학하였다.

### 청소년기

#### 결혼과 중등학교 재학 시절 (1914 ~ 1917)

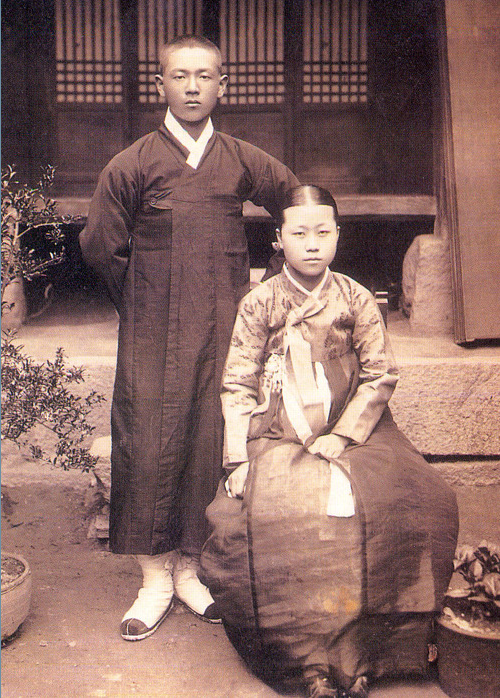
결혼 직후 부인 김옥윤과 (1916년)

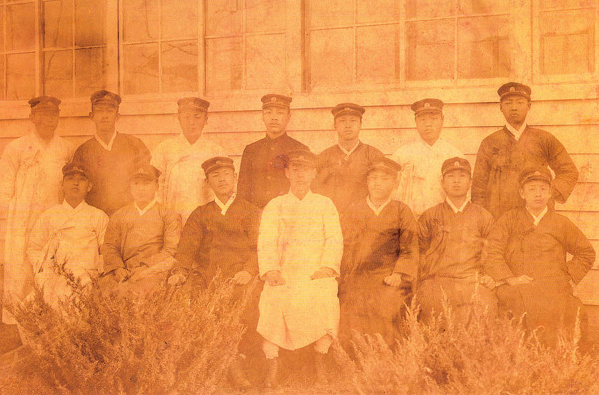
농림학교 재학 중
(앞줄 오른쪽 맨 끝이 장면)

그가 농림학교를 선택하게 된 계기는 당시 15세였던 그를 받아주는 중등교육기관이 없었기 때문이었다.:69 수원농림학교는 매월 5원씩 급여(훈련수당)로 지급되었으며, 그는 기숙사에 3원 50전을 내고 1원 50전씩을 용돈으로 사용하였다. 독실한 신앙인이었던 장면은 경성의 모던 보이들이 즐기던 술과 담배를 일체 입에 대지 않았다. 또한 동급생과 또래 청년들이 기방(妓房)에 출입할 때도 그는 기방에 출입하지 않고, 여가시간에는 천주교회에 나가 신앙과 기도, 독서, 영어공부 등으로 소일했다.
학창시절 장면은 상위권 성적을 유지하였다. 1916년 6월에 중등학교 2학년 1학기에 재학 중 집안의 소개로 김옥윤(金玉允)과 만나 결혼하였다. 처가는 이름도 있고 재력도 있는 집안이었다.:69 김상집(金商集)의 딸 김옥윤은 당시 15세로, 중림동 성당 부설 가명학교(加明學敎)를 졸업했으며, 처가 역시 모태 천주교 신앙인 가문이었다.
수업 중 연락을 받고 아버지 장기빈과 처가의 중매로 한 중매결혼으로 중림동 성당에서 올렸는데 장면의 회고에 의하면 “그 시절에는 성당 내부의 한복판을 판자로 가로막고 남녀석을 구별하고 있던 판이라 신랑인 나는 신부의 얼굴도 못 본 채, 식을 끝내고 집으로 되돌아와서야 겨우 처음으로 힐끗 쳐다보았다”고 하였다. 이른 나이에 결혼하게 된 것을 부끄러워하여 결혼을 비밀로 하려다가, 부끄러운 것을 억지로 참고 고등학교에 사정을 하여 양해를 구하여 2일 간 휴가를 얻어서 결혼식을 치렀다. 이후 그는 임종 전까지 한 번의 외도도 하지 않았다. 1950년대의 한 인터뷰에서 그는 자신이 아는 유일한 여성은 자신의 아내 뿐이라고 밝히기도 했다.

#### 교육 활동 (1917 ~ 1920)

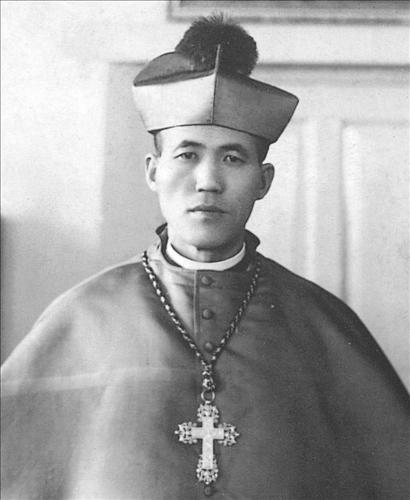
대주교 노기남

1917년 3월, 장면은 농림학교를 졸업하였다. 그러나 ‘금테 모자를 쓰고, 칼을 차’고 활동하는 관리가 되기 싫었던 그는:70 미국 유학을 결심하고 1917년 9월 경성 중앙크리스트교 청년학관(현 서울 YMCA) 영어과에 진학했다. 그는 중앙크리스트교 청년학관 재학 중 그해 4월 서울 용산에 있는 용산천주교신학교(龍山天主敎神學敎)의 강사로도 활동하였다. 1918년 4월 그는 용산의 예수 성심신학교(聖心神學敎) 강사가 되었는데, 이 신학교에서 장면에게 신학과 영어를 배운 세 살 아래 학생이 한국인 최초의 천주교 주교(主敎)인 노기남(盧基南)이었다. 신학교 강사가 되면서 기독교 청년학관은 야간반으로 전반, 낮에는 강사로, 밤에는 학생으로 생활하였다.
기독교 청년학관 졸업반 재학 중인 1919년 3월 1일 3·1 만세 운동에 참여하였다. 만세 운동에 참여하였다가 체포의 위기에 몰렸으나, 총독부 헌병이 변장한 그의 정체를 알아보지 못한 덕에 극적으로 체포를 모면하였다.

### 신앙·교육·외교 활동

#### 유학과 신앙 활동 (1920 ~ 1929)
1920년 3월 경성 중앙기독교 청년회관(YMCA) 영어과를 졸업하고 장면은 대학교 진학을 위해 미국 유학을 추진하였으나 가정 형편이 어려워서 포기하게 되었다. 그러나 한국에 천주교회를 설립하고 전교활동을 하던 메리놀 선교회에 그의 딱한 처지가 알려져 메리놀 선교회의 후원하에 그의 동생 장발과 함께 미국으로 건너갈 수 있게 되었다. 같은해 1920년 10월 장면은 한국 천주교 청년회 대표자격으로 미국으로 유학, 6개월간 메리놀 신학원에서 영어실력을 다듬었다. 이 곳에는 한국에서 천주교 전교 활동을 벌였던 패트릭 번(한국명 방일은) 등이 강사로 있었고, 패트릭 번 신부는 영어담당 교사였다. 1921년 1월 4일 메리놀 선교회에서 운영하는 대학교 진학 예비과정(비정규 고등학교 과정)인 버나드 고등학교(Bernards High School)에 입학하였다. 1921년 9월 미국 뉴욕의 맨해튼 대학교 영문학과(英文學科)로 진학해, 영문학외에 부전공으로 교육학(敎育學)을 전공하였다.

대학 재학 시절의 장면

집안으로부터 조금씩 도움을 받기는 하였지만 학비와 밥값을 벌어들이기 위하여 방학 기간과 여가를 이용하여 막노동과 아르바이트로 학비와 용돈을 조달하였으며, 또 비용을 절약하기 위하여 자취생활을 하였다. 2학년 재학 중 발병하여 병원에 입원하여 1년 간 휴학하기도 했으며 이후 다시 복학하여 학업을 마쳤다. 1925년 6월 맨해튼 대학교 영문학과를 졸업하였다. 졸업 직후 국내에 가톨릭 선교 사목에 뜻을 둔 그는 귀국을 결심한다.
그해 6월 30일 이탈리아에 도착해, 7월 5일에 로마 바티칸 시티에서 열린 ‘한국인 79위 순교자’ 시복식에 한국인 신자 대표로 참석하고, 7월 6일 당시 교황이었던 교황 비오 11세를 알현한 후 지중해와 인도양을 거쳐 40일의 항해를 마치고 8월 29일 귀국하였다. 그는 귀국 후 평안남도 소재 메리놀센터 하우스의 어학교수로 부임하였고 , 1927년부터는 메리놀신학원 당시 은사였던 패트릭 번 신부가 있던 평양성당에 근무하며 천주교 평양교구에서 활동하였다. 1928년 평양 천주교회청년회 회장에 선출되었고, 1928년 12월 미국 맨하탄 대학교에서 명예 법학박사 학위를 받았다. 1929년 10월 평양 시내 서포역전 평양천주교구 관리사무소에서 근무하였으며, 11월 영·한 천주교회 용어 사전인 ‘The Summary of Religious Terms’를 탈고, 출간하였다.

#### 신앙, 출판 활동 (1930 ~ 1935)
1930년 8월 21일 소책자 《구도자의 길》을 출간하였고 이듬해 1931년 3월 18일 천주교 평양대교구 사무직을 사퇴하고 경성부로 내려왔다. 4월 1일 천주교 교인들의 추천으로 동성상업고등학교 교사로 초빙되었다. 1931년부터 동성상업학교의 교사로 부임해 1936년에 교장이 되어 해방 때까지 근무하였다. 9월 15일 천주교 한국교구설정 백주년 기념 《조선천주공교회 약사》를 출간하였다. 1931년 동성상업학교 교사로 서무주임(행정실장)을 겸하였다.
천주교 서울교구장이던 원 라리보 주교의 측근으로도 활동하였다. 1933년 6월 10일 천주교 서울교구에서 원 라리보 주교와 주간 윤형중(尹亨重) 신부를 중심으로 잡지 ‘가톨릭 청년보’를 발간하자 장발(張勃)·이동구(李東九)·정지용(鄭芝溶) 등과 함께 편찬위원으로 활약하였다. 장면은 가톨릭 청년보에 칼럼과 기고문을 투고하였으며, 잡지는 1971년까지 발행되었다. 이 기간 중 그는 철저하게 비정치적인 칼럼과 글, 시를 발표했다.
그는 경성제국대학 예과에도 응시하였는데, 1933년 3월 29일 경성제국대학 예과 문과B조에 합격 하였다. 그러나 경성제국대학 문과 재학 중 중퇴하고 만다.

#### 교육자 생활 (1936 ~ 1940)

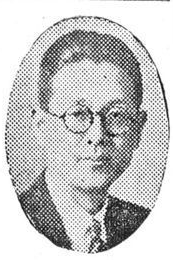
장면 (1938년).

1930년대 후반 서울 동성상업고등학교 교장으로 있을 때. 옆은 용산신학교에서의 제자인 대주교 노기남.

장면은 값비싼 영한 사전과 영어 사전을 구입하지 못하는 학생들을 위해 영한 사전의 필사본을 인쇄하여 천주교회에 비치하여, 평양부와 경성에 보급하였다. 영어사전과 영한사전을 구하고 싶어도 값이 비싸서 구하기 어려웠던 고학생들은 성당에 찾아와 그가 인쇄한 영한사전과 영어사전을 가져갔다.
1936년 11월 동성상업학교 박준호(朴準鎬) 교장이 별세하자 동성상고 서무주임으로 있던 장면은 11월 19일 천주교재단의 추천으로 동성상업학교 교장에 천거되어 취임하였다. 동성상업학교 교장에 취임하자 그는 조선총독부가 감시를 위해 파견한 일본인 교사 사이고를 축출했다. 1937년 4월 1일 경성 혜화유치원 원장이 되었고 38년 학사 시찰차 출국, 3주간 일본을 방문하고 돌아왔으며 1938년 친일단체인 국민정신총동원조선연맹 간사에 선출되었다.
1938년 10월 20일 국민정신총동원조선연맹 산하의 비상 시 국민생활개선위원회 제1부 위원 44명 중 1인으로 선임되어 명동천주교회를 국민정신총동원조선연맹에 가입시켰고 같은 해 5월 14일에는 국민정신총동원 천주교 경성교구연맹의 간사로 참여하였다. 그러나 이때의 칼럼 기고 등은 그가 적극적인 친일행위를 했다기 보다는 천주교 교단을 살리기 위한 소극적인 부일에 불과했다는 반론도 있다. 당시의 이런 활동은 그가 제7대 국무총리로 임명될 무렵 과거전력논란의 원인이 되기도 하였다.

#### 태평양 전쟁 전후

1940년 3월 넷째 아들 장익의 천주교 영성체 기념 사진. 장익은 후에 주교 서품을 받는다.

1939년 4월부터 1942년 8월까지 경성 계성국민학교 제3대 교장을 겸임하였고 1939년 9월 천주교청년회연합회 회장에 피선되었다. 또한 조선교육심의회위원, 중등교육위원회위원을 지냈으며 1941년 이후 일제 당국의 창씨개명 강요에 따라 다마오카 쓰토무(일본어: 玉岡勉)로 창씨개명을 하였다.
이때 창씨개명 사실과 조선총독부 학무국의 초청을 받은 것과 이때 촬영한 사진으로 인해 후일 제1공화국과 제2공화국 당시 친일의 오명으로부터 자유롭지 못하게 된다.
일제강점기 후반 조선총독부로부터 협력 압력을 받았고 총독부는 그에게 기방에 초청하는 등의 회유책을 쓰기도 했다. 그는 거절하지 않았다. 1942년 8월에는 계성국민학교 교장직을 사임하였고 1944년, 번역서 『교부들의 신앙』을 출간하였다. 광복 이후 조선교육심의회위원, 조선중등교육위원회위원에 선출되었고 1944년 8월에는 경성 계성국민학교의 제5대 교장으로 다시 부임하였다.

### 광복 후의 정치활동

#### 광복 직후 활동 (1945 ~ 1946)

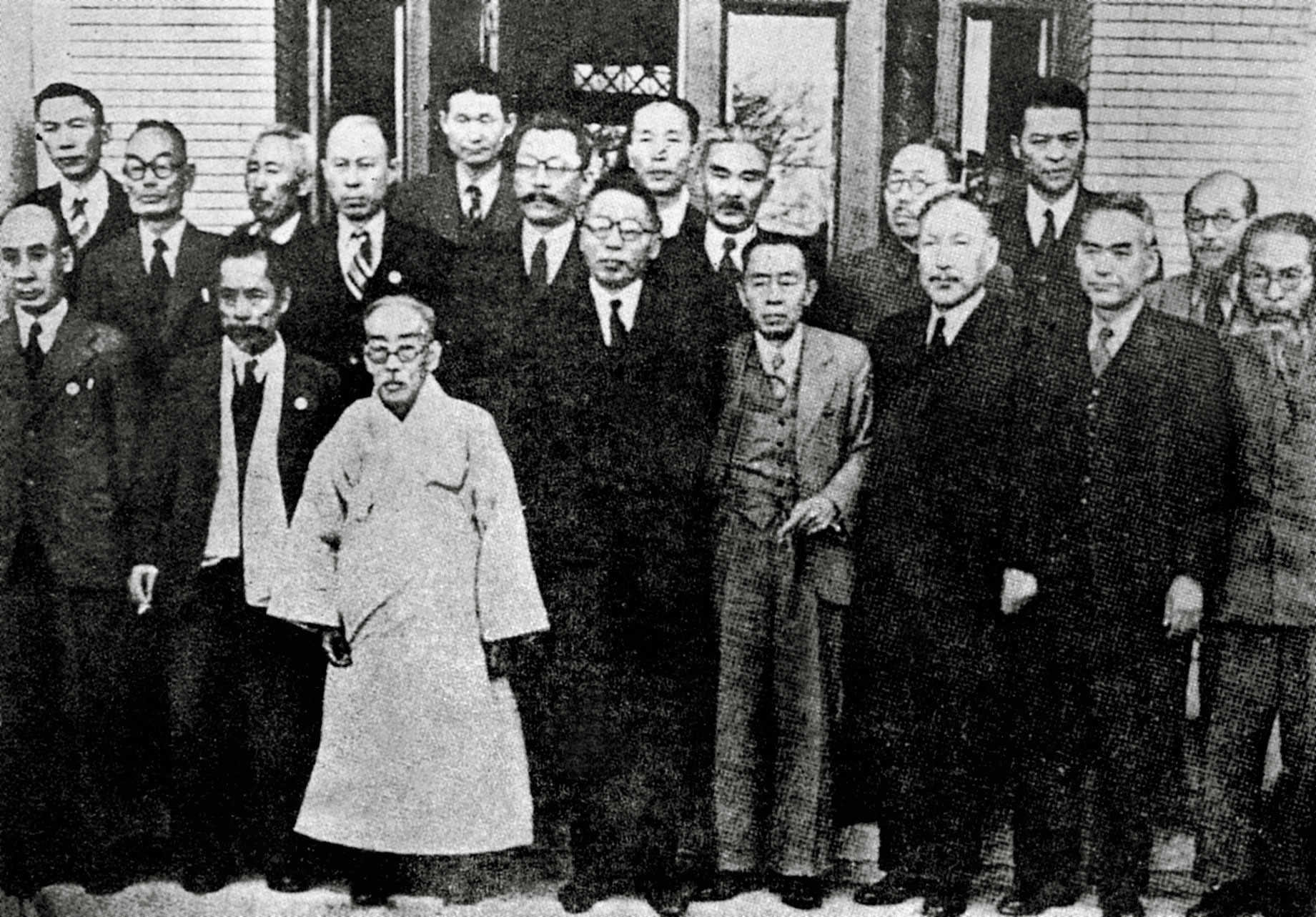
1945년 12월 3일. 임시정부요인 귀국기념 사진.

해방 후 정계 투신을 권고받았으나 그는 정치 참여를 사양하였다. 1945년 9월 초 한민당이 창당될 때 영입되었으나 그는 한민당 참여를 거부하였다. 1945년 9월 26일 순교 복자 축일을 기하여 명동 성당에서 시민사회단체가 주관하는 미군 환영 대회 개최에 참석하였다. 9월 26일에는 한국 가톨릭이 주최한 미군 환영 대회에서 통역을 맡기도 했다. 11월 3일에는 서울에서 열린 임시정부 환국 환영회에 참석하였다. 11월 30일 노기남 대주교의 초대로 주교관 만찬에 참석하였다. 11월 3일과 12월 1일 대한민국 임시정부 요인이 1진, 2진이 모두 귀국하자 12월 8일 명동 성당 문화관에서 정일형, 안재홍 등과 함께 이승만, 김구, 김규식 등 임정 요인을 환영하는 임정 요인 환영대회 및 축연을 주관하였다.

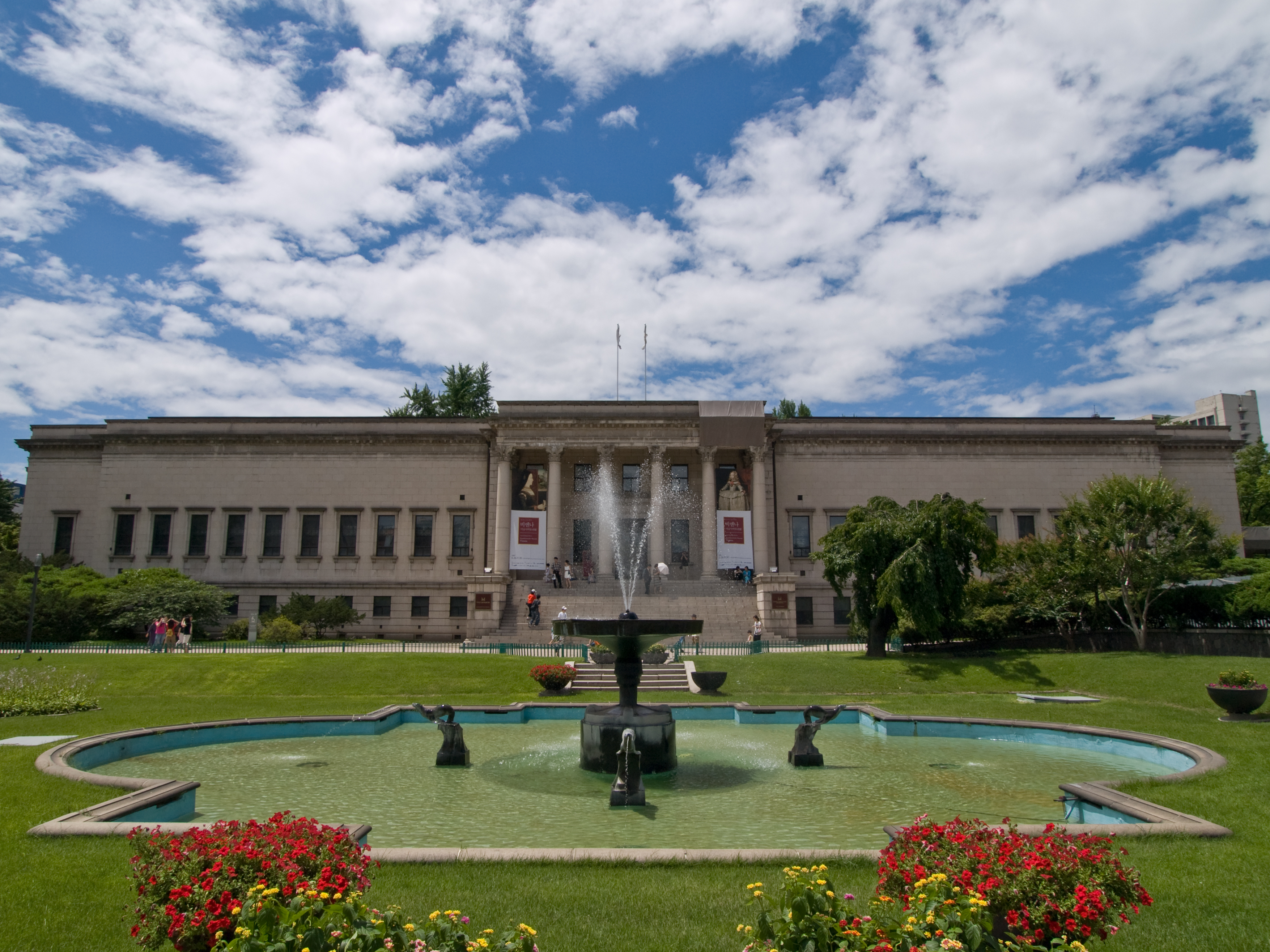
덕수궁 석조전. 이곳에서 미소공위가 개최되어 좌우합작위원회 회담이 열리곤 했었다.

이후 주변에서 거듭 정계에 진출하라는 권고에 따라 교육계에서 은퇴할 결심을 하고 정계에 입문하였다. 정계 입문 직후 그는 신탁통치를 반대하였으며 이승만의 반탁, 반공 노선을 지지하였다. 정계 입문 직후 그는 미군정 미국인 도날드 웨터카를 만났다. 하지 장군을 따라 오키나와에서 미군정으로 부임, 미군정 정보계통에서 근무했다. 도널드 웨터카의 부인은 한국인 임수영으로, 장면은 웨테카의 부인 임수영의 학교 동창인 경향신문 기자 윤금자를 통해 웨터카를 알게 되었다. 그는 이후 장면에게 정보를 제공하는 등 정치적으로 장면을 도와주었다. 12월 말부터는 이승만, 김구 등이 주도하는 신탁통치 반대운동에 참여하였다. 김도연에 의하면 그는 '반탁운동 등의 선봉에 섰다'고 한다.

#### 정계 입문 초기 (1946 ~ 1947)

엄항섭, 여운형, 장면
1947년 미소공동위원회 회의장에서
(앞줄 왼쪽 선글라스를 낀 남자가 엄항섭, 바로 옆은 여운형, 엄항섭의 뒷쪽 왼편에 흰 양복에 흰 중절모를 쓴 이는 장면

1946년초 이승만, 김성수, 김구 등의 주도로 열린 신탁통치 반대 운동에 참여하였다. 그의 반듯하고 모범적인 이미지는 다른 사람들에게 신뢰감을 주기 충분하였고, 그러한 인사가 운동에 참여한다는 점을 이승만은 집중 부각하였다.
1946년 2월 14일, 이승만·김구에 의해 비상국민회의 최고정무위원 28인의 한 사람으로 선출되었다. 2월에는 미군정 자문기관인 남조선대한국민대표민주의원 의원에 선출되었고, 영어 구사에 능했던 그는 민주의원으로 활동할 당시 미군정과의 연락과 통역을 맡아보았다. 1946년 6월 15일 오후 5시 40분 서울역에 마중나가 서울역에 도착한 삼의사 유골을 영접하였다. 이어 태고사(太古寺)에 마련된 빈소에 참석하였다.
그해 5월에 열리는 미소공동위원회에 참석하여 내용을 참관하였다. 이승만은 미소공위에 강력 반대하였으나, 그는 미소공위에 참관하여 그 내용을 듣고 이승만에게 보고하였다.

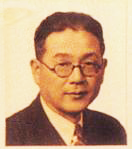
장면

1946년 10월부터 남조선과도입법의원(南朝鮮過渡立法議院) 의원에 출마, 1946년 12월 12일 과도입법의원으로 선출되었다. 그리고 서울시 교육위원회 위원에도 피선되었다. 그는 모든 무질서와 혼란의 원인은 무식함, 무지함 때문이며 교육만이 무너진 한국 사회를 다시 일으킬수 있는 바탕임을 역설하였다.

#### 과도입법위원회 위원 시절 (1947 ~ 1948)

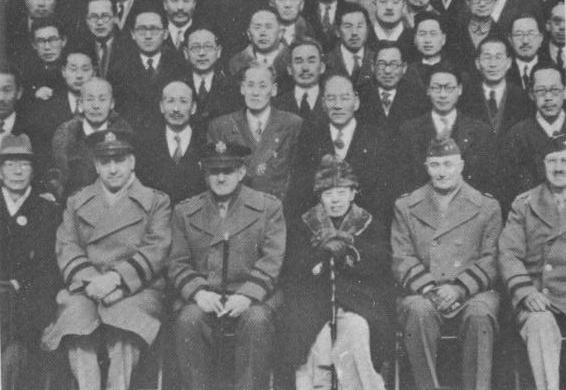
1947년 1월 과도입법위원회 신년사(세 번째 줄 왼쪽에서 네 번째가 장면, 첫 줄 왼쪽 맨끝은 서재필, 첫 줄 가운데 털모자에 지팡이를 쥔 이는 의장 김규식)

1946년 경향잡지 복간에 참여하였고, 경향신문 창간과 ‘가톨릭 청년’지(紙) 복간에도 참여하였다. 과도입법의원으로 재직할 당시 그는 이승만의 반공노선을 적극 지지하였다. 1946년 12월 서울 동성상업학교 교장직을 사임하였다.
과도입법의원 설립 초기 그는 과도입법의원 운수체신분과의원과 특별위원회 부일반역전범간상관리 분과 특위위원에 선임되었다. 과도입법의원인 장면은 국대안(國大案, 국립서울대학교 설치안)을 발의하여 통과시켰고, 사창(私娼) 폐지안을 건의하여 통과시켰다. 이리하여 성매매 업소가 사라지게 했다. 그의 국대안에 좌파 계열에서 많은 반대가 있었지만 미 군정의 진압으로 무리없이 통과되었고, 일제강점기 당시 설치된 경성제국대학은 그대로 국립 서울대학교로 개편된다.
1947년 3월 5일 조선적십자사 고문이 되었다. 그해 10월에는 교황 비오 12세가 파견한 사절 방 주교의 통역을 담당하였다. 1947년 11월 미 군정청 군정장관 딘 미육군 소장으로부터 5·10 총선거를 관리하기 위한 중앙선거위원회 위원의 한 사람에 임명되었다.

대한민국 제헌국회의원에 당선된 장면과 그의 선거운동원들
(1948년 5월말)

1948년 4월 1일과 5월 10일에 열리는 제헌국회의원 선거에 서울특별시 종로 을에서 무소속으로 출마, ‘양심적인 교육인’이라는 구호로 선거활동을 하였다. 5월 19일 과도정부법률 제12호에 의하여 남조선과도입법의원이 해산하여 과도입법위원회 의원직을 사퇴하였다. 

#### 제헌국회의원
5월 30일 제헌국회의원에 당선, 취임하였다. 한편 강원용은 이승만이 노골적으로 지원했던 사람으로 개신교계의 이윤영과 천주교계의 장면을 꼽았다. 강원용에 의하면 장면은 이박사의 지지자라 하였다.
바로 윤치영, 이훈구 등과 UN한국위원회 교섭위원의 한 사람에 선출됐다. 서울을 방문한 J. A 패터슨 등 국제연합 UN 대표단 을 상대로 대한민국 국회가 합법적인 단체임을 승인해줄 것을 설득, 1948년 6월 12일 UN 위원의 승인을 얻어냈다.

### 대한민국 정부 수립 이후

#### 정부승인 운동

##### 정부 수립, 외교 활동 (1948 ~ 1949)
프랑스 파리에서 열릴 제3차 유엔 총회(1948년 12월)에 대표단의 대표로 지명되었고(1948년 9월), 9월 9일 대표단의 수석 대표로 선출되어 파견되었다. 파리로 출발하기 전 장면은 은사 패트릭 번 신부를 방문했는데, 패트릭 번은 프랑스 파리 주재 교황청대사와 유럽·중남미 국가의 가톨릭국가 대표 및 가톨릭 지도자들에게 보내는 소개장 10여 장을 작성해 주었다.:79 동시에 패트릭 번은 교황 비오 12세에게 “유엔 총회에 참석하는 한국 대표 장면을 적극 도와달라”는 내용의 편지를 교황 앞으로 보내기도 했다.:79 11월에는 프랑스 파리에 도착, 11월 13일 장면은 네덜란드의 헤이그를 방문하면서 이준 열사 묘소를 들러 참배하였다.

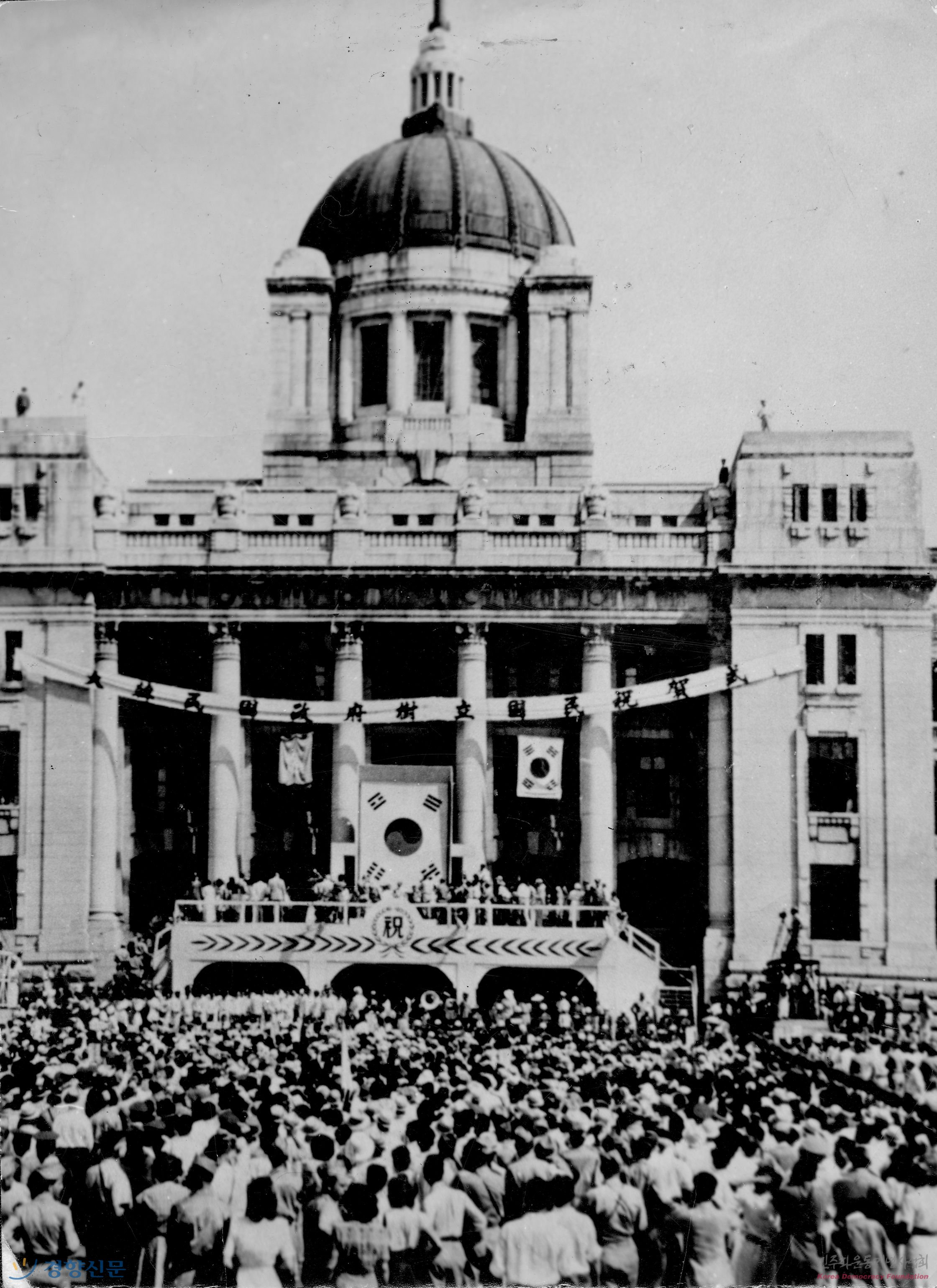
1948년 대한민국 정부 수립 선포식

파리로 돌아온 장면은 유엔 총회 의장으로 선출된 오스트레일리아 외무장관인 에버트를 만나려 했지만 실패하였다.:79 1948년 12월 대통령 바티칸 특사로 임명되어 로마 교황청을 방문하였고, 바티칸의 로마 교황 비오 12세를 알현하고 한국에 대한 정신적 후원을 청하여 승락을 받았다. 교황 비오 12세는 제3차 유엔 총회 당시에 한국 대표단을 지원하라는 지시를 교황청에 내렸는데, 허 교수는 “장면이 유엔총회에 파견된 것은 바티칸의 영향력을 활용하려는 이승만의 정치적 복선이 작용한 것이었다”고 평가했다. 초기에는 한국은 어디에 있는 나라이냐며 냉담한 반응을 보이던 각국 대표자와 관계자들은 패트릭 번 주교의 소개장을 받고 적극적으로 대표단 일행을 도와주었고, 총회 의장 에버트도 만나게 되었다.
실제로 교황 비오 12세는 일본에 체류 중인 전 평양교구장 번(Byrne, J. Patrick) 주교를 이미 1947년에 교황사절로 한국에 파견했다. 교황청의 사절파견은 국제공법과 외교관례상 한국이라는 국가의 존재를 외교적으로 승인한다는 의미가 있었다. 이후 50여개 국 대표를 돌아가며 대한민국 정부를 승인해줄 것을 요청하였다.

##### 대한민국 정부 승인 노력

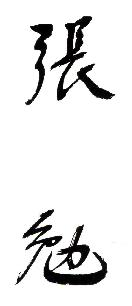
정계 입문 초기의 한자 서명, 한글, 영문 서명 등 다른 서명도 사용하였다.

1948년 12월 7일부터 12월 12일에 프랑스 파리에서 열린 제3차 유엔 총회에 한국 수석 대표단으로 참석하였다. 대표단은 장면 이외에도 장기영, 김활란, 조병옥, 정일형, 전규홍, 모윤숙, 김우평, 김준구로 구성되었다. 장면은 유엔 총회에서 신생 대한민국 정부의 승인을 요청하였다.
존경하는 의장 각하, 회원국 대표 여러분! 본인이 유엔총회 본위원회에 참석하신 회원국 대표제위 앞에서 발언할 수 있는 기회를 가지게 된 것을 광영으로 생각합니다. ...(중략)... 이 자리에 참석하신 세계자유 애호국가 대표 여러분은 우리의 정당한 주장을 양심상 거부할 수 없으리라는 확신을 갖고 본인의 연설을 이로써 끝내려 합니다. 최후로 본인은 1947년 11월 14일 유엔 총회에서 결의한 바 있는 한국정부가 곧 본인이 대표하는 대한민국 정부 임을 재확인하고 우리 정부를 이 자리에서 공식으로 승인하는 동시에 모든 회원국가들이 또한 개별적으로도 승인하도록 권장하여 주기를 간절히 바랍니다.— 12월 7일 샤이요 궁에서 개최된 유엔 제3차 총회 제1(정치)분과위원회에서
한국독립문제에 관하여 대한민국 수석대표 장면이 행한 연설

1948년 12월 파리 UN 총회에 파견된 대한민국 정부 대표단. 맨 앞줄 왼쪽이 조병옥, 가운데가 대표단장 장면, 왼쪽은 장기영, 뒷줄은 왼쪽부터 정일형, 모윤숙, 김활란, 성명 미상, 김우평

소련의 반대와 반발 인도 등 중립국의 외면이 있었으나 그는 각국의 대표를 찾아다니며 대한민국 정부가 유일의 합법 정부임을 주장, 정부 승인을 해줄 것을 설득하였다. 제3차 유엔 총회 결과는 찬성 48개국, 반대 6개국, 기권 1개국으로 대한민국의 승인을 얻는 데 성공했다. 유엔의 대한민국 정부 승인은 곧 대한민국의 정통성을 확보하는 기반이 되었다. 바티칸과 각국의 천주교 지도자들이 그를 도왔고, 유엔 총회에 파견된 자국의 대표자를 설득하기도 하였고 일부의 부정적인 시각에도 대한민국 정부는 유일의 합법정부라는 승인을 얻을 수 있었다.
회의를 마치고 다시 바티칸으로 가서 12월 22일 로마에서 예수회 총장 방문·면담하고 한국에 예수회 대학 설립을 건의하였다. 이 부탁은 뒤에 성사되어 1960년 4월 서강대학교 설립에 바티칸의 지원을 얻을 수 있게 되었다. 로마 방문을 마치고 1948년 12월 말 장면은 미국 뉴욕으로 건너갔다.
12월 27일 미국 방문 중 현지에서 주미 한국대사에 임명되었고, 재외공관 설치작업을 서두르게 된 이승만은 장면으로 하여금 미국에 그대로 머물러 주미 대사관 창설 작업을 착수하도록 지시했다.12월 29일 미국 맨해튼 대학교에서 명예 법학박사 학위를 수여받았다. 이듬해 1949년 1월 1일 장면은 미국 체류 중 미국 대통령 해리 트루먼으로부터 미국은 한국 정부를 승인한다는 성명을 접하였다.

##### 초대 주미대사 부임 (1949 ~ 1951)

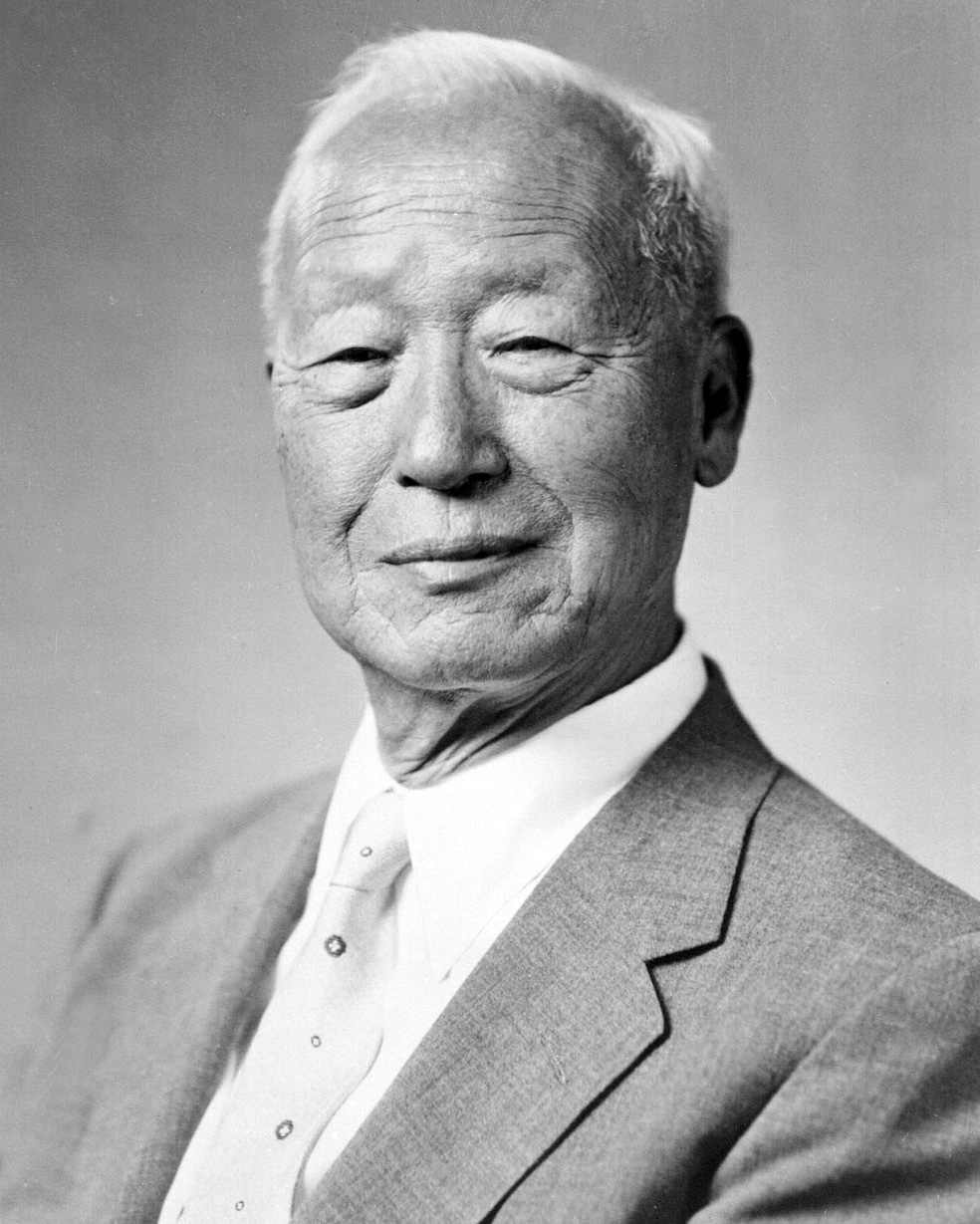
이승만
(그는 장면의 유창한 영어 구사력과 천주교의 명망높은 지도자라는 점을 높이 사 그를 발탁, 정계에 입문시켰다.)

1949년 1월 1일 미국이 가장 먼저 대한민국 정부를 세계적, 공식적으로 승인하자 그는 한국정부 특별대표(Special Representative)에 임명되어 주한미국대사관 개설 준비에 착수하여 외교 업무를 시작하였다. 주한미국대사관의 첫 건물은 구미외교위원부에서 시작하였다. 1월 2일 이승만은 장면을 주미대사로 인정해달라는 붓글씨를 친필로 작성해서 미국 대통령 해리 트루먼에게 보냈다. 욕심이 없었던 그는 관료생활 내내 술과 유흥은 가까이 하지 않았다. 귀국 예정대로 짐을 전부 본국으로 부쳤다가 1949년 2월 정식 주미대사에 임명되어 1951년 2월까지 초대 주미 한국대사관 대사로 부임하였다.
| “ | 대사라고는 처음하는 일이라 다음날부터 각국 대사 중 아는 사람들을 찾아 다니며 솔직하게 대사직의 공부를 시작하여 서식(書式) 편제(編制) 등을 습득하면서 차근차근 대사관의 기초를 세워 나갔다. | ” |

전용 차량이 없었던 그는 도보와 교통수단을 이용하여 회의에 참석하였다. 유엔 총회 수석 대표 때 받은 여비를 아껴 3000달러짜리 뷰익 자동차를 구입해 재선된 트루먼 대통령의 취임식에 특사로 참석했다. 이 때의 일을 그는 “차를 잡느라 애를 쓰다 보니 한 나라의 대사가 쪼르르 비를 맞았다. 그때의 비애감을 지금도 잊을 수 없다”고 회고했다.

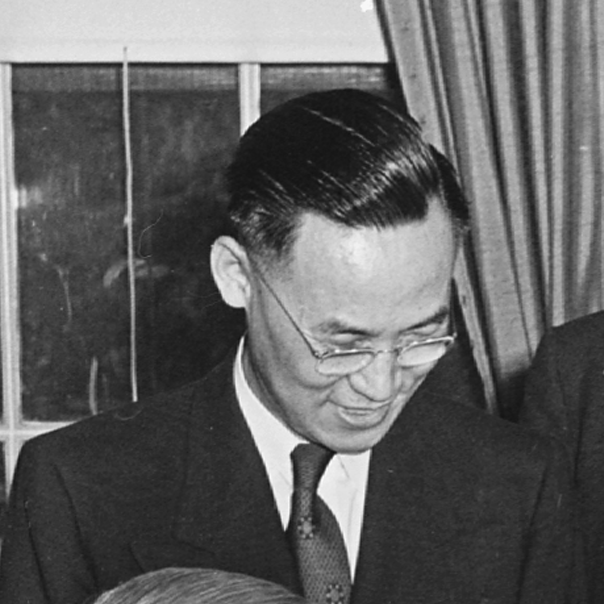
제1대 주미한국대사 시절

1949년 4월 10일 주미 한국대사관에, 서울의 이승만 대통령으로부터 미국과의 군사원조 교섭을 비밀리에 실천하라는 지시를 담은 편지가 전달되었다. 이에 따라 장면 대사는 해리 S. 트루먼 대통령과 의회내 극우파 의원들을 집중적으로 만났다. 장면 대사와 조병옥 특사의 외교활동이 더욱 활발해지자 그 후 미국의 대(大)신문들은 사설을 통해 트루먼 행정부의 대공유화(對共宥和) 정책을 비난하고 "두 한국 외교관의 호소는 미국으로부터 당연히 응답을 얻을 수가 있어야한다"고 지적했다.

#### 한국전쟁 파병 지원 노력

##### 초대 주미대사 재직 시절
미국내에서 군사원조에 대한 여론이 호전되고 있을 때, 미국 극동담당 차관보인 윌튼 버터워스(W. Walton Butterworth)가 장면대사에게 국무성을 방문해달라는 요청이 있었다. 버터워스는 조병옥 특사와 장면 대사의 미국정부에 대한 군사원조 요구와 주장을 미국내에서 여론화시키는 작업 때문에 국무성이 곤경에 빠졌으므로 장면 대사에게 다음과 같이 항의를 했다. "한국 정부가 한국 사정을 미국 일반시민에게 직접 호소해서 미국 정부에 압력을 가하려는 것은 정당한 방법도 아니며 효과도 없을 것입니다. 강력한 방위력이 있는 것처럼 행세하여 국민으로 하여금 정부의 방위력을 믿게 하고 또 공산군의 남침을 저지하면서 정상적인 외교절차를 밟아 무기와 군장비를 요청해야 될 것입니다. 그렇지 않고 한국 정부가 계속 이대로 남한의 군사력을 과소평가하는 성명을 낸다면 한국 국민사이에 불안감만 조성하여 오히려 공산주의자들의 목적과 활동을 돕는 결과밖에는 되지 못할 것입니다" 이러한 국무성의 항의에 대해 장면 대사는 "우리는 어떤 책략으로서 그런 것이 아니고 진정으로 우리의 위급한 사정을 우방인 미국국민에게 호소하여 주의를 환기시켜 한국에 대한 미국의 도의적인 책임을 환기시키고자 했을 뿐"이라고 응수했다.(장면 회고록을 재인용)
1949년 6월 14일에는 미국 국무 장관 서리, 딘 애치슨과 회담, 무기 원조를 요청하였다. 같은해 7월, 김구의 부음 소식을 듣고 참석할 수 없었던 그는 조의를 표하는 전보를 보냈다. 그 뒤 38선 이북에서 총선거를 주장하자 그는 7월 13일 미국에서 조병옥과 함께 38선 이북 측이 제안한 총선거 반박 성명을 발표했다. 8월에는 서재필에게 서한을 보내 대한민국 정부 수립 1주년 기념행사에 초청하였다. 8월 13일, 본국에 전문을 보내, 터키는 8월 13일에 대한민국을 승인하였고 호주는 8월 14일에 정식 승인한 것이라고 당해(當該) 양국 대사관으로부터 각각 통지가 왔음을 알렸다.
이보다 앞서 1949년 2월 대한민국에 주둔 중인 미군이 철수하자, 같은해 12월 중순 이승만으로부터 편지를 받았다. 편지에서 이승만은 그에게 “미국의 편향적인 친일정책의 부당성을 지적하면서, 미국은 가쓰라-태프트 밀약과 일본의 한국 합병에서 보았듯이 일본을 위해 한국을 포기할 수 있음을 주장하며 심각한 우려”를 표했다. 그러나 12월에 과로로 혈새병(血塞病)이 발병하였고 이후 12월 17일에는 바티칸 로마 교황청을 방문하였다. 1949년 제4차 유엔 총회에도 한국 대표단으로서, 조병옥(단장)과 함께 참석하였다.

##### 외교 사절 활동 (1950)

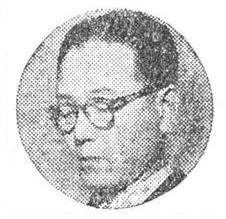
1950년 초

1950년 1월 20일 그는 미국 국무부 극동담당 차관보 버터워스를 만났다. 이 자리에서 장면은 1월 19일 경제협력처의 대한(對韓)원조에 우호적인 법안이 통과되지 않았다는 점이 한국내에 미칠 영향에 대해 우려를 표명하고 국무부에서 이에 대해 재검토해 줄 수 있는가를 질문했다. 버터워스 차관보는 미 국무장관과 대통령이 곧 이 문제에 대해서 성명을 낼 것으로 생각한다고 대답했다. 그리고 현재 시점에서 행정부가 더 할 수 있는 일은 없지만 현재 고려중인 방안이 의회로부터 하나 혹은 다른 형태의 긍정적인 반응을 이끌어 낼 수 있을 것이라고 설명했다. 버터워스 차관보는 장면 대사의 질문에 대한 답변 중 대통령의 재량에 따라 사용할 수 있는 중국 지역에 대한 상호방위원조계획(MDAP) 예산으로 책정된 7500만 달러 중 한국 원조에 전용할 수 있는 예산은 1월 19일에도 밝혔듯 하원의 동의를 이끌어 내지 않는 한 1달러도 없다는 점을 확실히 했다.
이듬해 1950년 4월 10일 호주·뉴질랜드·필리핀 파견 대통령 특사로 임명되어 “태평양 동맹” 체결에 관련된 사항을 의논하였다. 4월 12일 황창하 등을 대동하고 하와이를 순방, 재 하와이 교포들에게 강연( ~ 18일)하였다. 4월 18일 하와이를 떠나 뉴질랜드를 방문해 뉴질랜드 총독 및 수상을 예방하고 외상 등을 만나 4월 23일까지 회담하였다. 4월 24일 호주를 방문, 호주 총독과 수상, 그리고 외무상 등과 회담하고, 호주상공회의소를 방문하여 한국과의 무역교류 관련내용을 협의하였으며, 호주 이민상·농업상 등을 만나 5월 2일까지 회담하였다. 1950년 5월 3일에는 필리핀을 방문하면서 필리핀 대통령 등을 예방하였다. 5월 9일에는 필리핀을 떠나 일본 도쿄를 경유하여 대한민국에 입국, 서울에 도착하였다.

##### 한국 전쟁 파병 노력 (1950 ~ 1951)
1950년 6월 3일 부인 신병 치료차 자녀 2인을 동반하여 출국, 미국에 건너갔다. 6월 25일 미국에 체류 중인 새벽에 한국 전쟁이 발생하자 대한민국 정부의 긴급훈령을 받아 미국 국무성에 알려 사태의 절박성을 전하였다. 6월 25일 저녁 이승만과 통화 후, 미국의 상·하원을 찾아다니며 한국 파병을 역설하였고, 이후 UN과 국제사회에 북한군의 남침을 알리고 한국 전쟁에 참전해줄 것을 설득하여 미군과 UN군의 한국 파병을 이끌어냈다. 1950년 6월 25일 유엔안전보장이사회에서 연설하였다.
6월 26일 백악관으로 미국 대통령 트루먼을 만나 미군의 한국 파병을 요청하였고, 6월 27일의 미국의 대북한 선전 포고와 UN에 대한민국에 대한 지지를 호소하여 UN군의 한국 전쟁 참전결정을 이끌어냈다.
유엔 승인을 받은 대한민국은 현재 북한 괴뢰군의 불법 공격을 받고, 이에 대항하여 고전 분투하고 있다. 북괴군의 대규모 침공은 우리 대한 민국 정부를 전복시키고, 북한 괴뢰 정권 치하에 몰락시키려는 야망에서임이 분명하다. 이런 불법 공격은 인도와 민심을 거스르는 죄악일 뿐 아니라, 국제 평화와 안전에 대한 명백한 위협이니 만큼 귀 안보 이사회에서 침략자들로 하여금 일체 공격을 즉각 중지케 하고, 38선 이북으로 철퇴하도록 강력히 조처해 줄 것을 호소한다.

6월 27일에는 UN안전보장이사회에 참석하였고 다음날인 6월 28일 서울은 조선인민군에게 함락당하였으나 장면은 ‘미국의 소리’(Voice of America) 방송을 통해 유엔 결의 사항 등을 본국에 방송하였다. 1950년 6월 말 장면은 병석에 있는 서재필에게 서신을 보내 입원 중인 서재필의 빠른 완쾌를 비는 한편, 당시 전쟁 상황을 전하며 “지금 상황이 좋지 않더라도 반드시 승리 할 것이다”라는 것과 “자유로운 분위기 내에서 제2대 총선거가 진행되었음”을 전하였다. 그러나 서재필은 휴전을 못보고 사망했다. 한국 전쟁 직후 미국의 정치인들 중에는 대한민국의 서울이 3일만에 점령당하여 가망이 없다는 결론을 내렸다. 장면은 미국내 정치인들을 찾아다니며 한국에 파병해줄 것을 설득하였다. 소련과 중국이 안보리에 불참하는 동안 그는 줄곧 UN안보리 이사회에도 참석하여 회의 내용을 청취하였다. 전쟁발발 15일밖에 지나지 않은 시점인 7월 10일, "38선은 의미를 상실했으며 전한국의 해방과 통일은 필수적"이라고 주장하였다. 장면의 언명 속에서 대한민국의 리더십이 6월 25일의 침략을, 일방적으로 밀리고 있을 시점부터 이미 통일의 호기로 여기고 있었음을 알 수 있다.

##### UN에서의 설득 작업

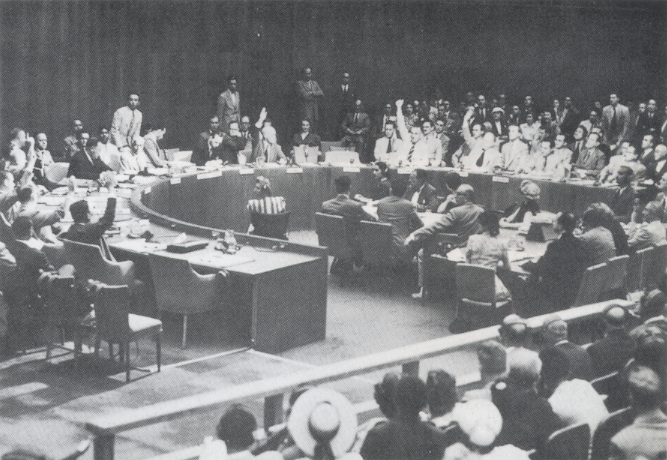
UN 안보리 한국 참전 표결 과정

8월 1일, 안보 이사회의 8월 의장국인 소련 대표 말리크가 이사회에 출석했다. 의장석에 앉은 소련측 대표 말리크는 한국 사태에 대한 안보 이사회의 그동안의 모든 결의가 모두 무효임을 선언하였다. 이에 장면은 “안보 이사회의 상임 이사국인 소련이 불참한 가운데 또 상임 이사국으로서 당연히 참석해야 할 중공 대표가 없는 동안에 통과된 결의안은 하나도 인정할 수 없다” 고 주장했다.
장면은 8월의 유엔 안보리 회의에도 옵서버 자격으로 자리 잡고 앉으려고 대기하고 있었다. 그러나 말리크는 끝내 장면의 착석을 거부했다. 또한 말리크는 “6‧25 동란은 북괴군의 남침에서 시작된 것이 아니고, 반대로 한국군의 북침”이라며 “미국이 한국군을 배후에서 조종했다”고 주장하였다. 소련측 대표의 이런 역선전을 미리 예상한 장면은 미국측 대표 오스턴과 짜고 한국 전선에서 노획한 소련제 소총 한 정을 증거물로 제시하고 반박하였다. 말리크는 “이번 싸움은 한국 사람끼리의 싸움이지 소련은 전혀 아랑곳이 없다”며 “소련군은 이미 1947년에 완전히 북한에서 철수했고, 이번 동란에 소련서는 총 한 자루 보내 준 일이 없다”고 단언했다. 미국측 대표 오스틴은 장면이 한국 전선에서 가져온 ‘1950년 소련제라는 철인’이 찍힌 소총을 증거물로 제시하였고, 남한의 북침 주장과 소련의 불개입 주장은 논파당하였다.
9월에 열린 UN안보리 이사회에도 참석하였고 영국이 안보 이사회 의장국이었다. 9월 1일, 글랜드윈 접 영국측 대표가 안보 이사회의 사회를 맡자 장면은 착석과 발언권을 달라고 미리 요구했다. 의장은 “당사자국인 대한민국을 대표하는 장 대사에게 착석을 허한다”고 선언하여 무난히 착석하였다. 의장으로부터 발언권을 얻은 나는 “그동안 갖은 모욕을 당하면서도 나는 할말을 못하고 참아 왔다”고 말문을 열어 소련을 공박하였다. 소련 대표 말리크는 “규칙 발언!”이라며 그의 발언을 제지하려 들었다. 이어 말리크는 그에게 “도대체 저자가 누군데 무슨 자격으로 저 자리에 감히 앉아서 발언을 하는 것이냐?”며 “저자는 이승만 도당의 괴뢰”라고 마구 욕설을 퍼부었다. 장면은 말리크의 욕설에 대해 취소하라고 항변하였다.
대한민국에는 이승만 도당이라는 것은 없고 나는 헌법에 의해 합법적으로 당선된 대통령의 임명을 받아 대한민국 정부를 대표해 이 자리에 의장의 초청으로 착석했노라.

약 40여 분간 그는 공산권의 남한의 북침 주장과 한국민들끼리의 내란이라는 주장을 반박하는 연설을 했고, 이는 국제사회에 생방송으로 중계되었다.
1950년 9월 유엔 본부에서 열린 한국 전쟁 참전 부상자를 위한 헌혈에 참여하였다. 9월 제6차 UN 총회에 파견될 한국대표단에 장택상, 이묘묵, 김규홍 등과 함께 대표단으로 선발되었다. 9월 29일 서울 수복 직후 그는 경향신문 상임고문에 추대되었다. 10월 4일 그는 누님 장정온 수녀가 북한 인민군에 납치된 후 행방불명된 소식을 접하였다. 주미대사로 재직 중 “남로당원을 무혐의로 풀어 줬다”는 이유로 체포된 서울지방검찰청 검사 이홍규의 석방을 탄원하여 곧 풀려나게 하기도 했다.

#### 제2대 국무총리 시절 (1950 ~ 1952)

##### UN 총회 참석

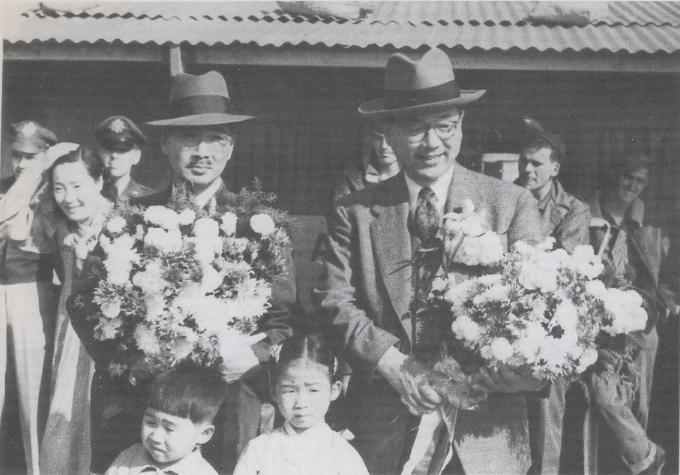
UN 총회 대표단으로 출국하기 직전 (왼쪽은 장택상, 오른쪽은 장면)

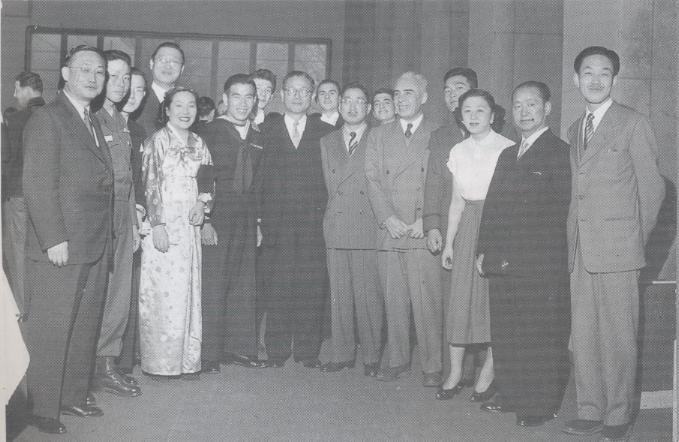
프랑스 파리 제5차 UN 총회장에서 (왼쪽 맨 끝은 이묘묵, 가운데 왼쪽은 장면, 가운데 오른쪽은 장택상, 오른쪽 맨 끝은 장면의 비서 이홍렬

1950년 10월 9일, 주미 한국 대사로 재직 중 제5차 UN 총회 한국대표단의 수석대표로 선임되어 서울에 소환되었다.
11월 6일 장택상 등과 함께 프랑스 파리로 출발하였다. 제5차 유엔 총회에 한국 대표단으로서 임병직(단장), 장택상, 김동성, 임영신과 함께 참석하였다. 11월 23일 주미 한국대사 재직 중 제2대 대한민국 국무총리에 임명되었다. 1950년 12월 미국에 체류 중 포덤 대학교로부터 명예 법학박사 학위를 수여받았다.
이승만은 그가 UN에 대한민국 정부의 승인을 얻은 것과 한국 전쟁 직후 미군과 UN군의 파병설득에 성공한 것을 높이 평가했다. 한편으로 이승만은 개각의 필요성을 느끼고 새로운 국무총리를 임명하여 반(反)이승만 분위기를 개선하려 했다. 이때 무임소 장관 오위영(吳緯泳)은 장면을 총리 후보로 지명하면서 이렇게 말했다.
제 생각으로는 장면 박사가 제일 적임자라고 생각합니다. 그는 미국에서도 지지를 받고 있을 뿐만 아니라, 6.25 당시의 성공적인 외교 활동을 통해 국민들에게 잘 알려진 사람입니다. 지금의 시끄러운 사태를 수습할 수 있는 유일한 인물입니다.

한국 전쟁에 중공군의 개입 직후 대한민국 정부로부터 국무 총리에 임명되어 인준되었으니 귀국하라는 통보를 받았다. 그러나 장면은 나는 곧 귀국할 수 없다는 뜻을 이승만에게 전달했다. 중공의 개입으로 전국이 변하여 새로운 전쟁에 직면함에 따라 11월 20일 해리 트루먼 미국 대통령이 “한국전에서 원폭(原爆) 사용도 불사하겠다”는 언명이 있었고, 유엔에서도 중공의 개입에 대해 논란이 심해졌으므로 이 문제가 일단락된 후에라야 귀국하겠다는 보고하고 양해를 구했다.

##### 귀국과 국무총리 취임

1951년 2월 15일 대한민국 해상 이동방송선(HLKT)을 방문한 장면

장면은 귀국전 국무총리에 임명되었으나 이듬해인 1951년 2월에 귀국한 후 정식으로 취임하였다. 귀국 무렵 대한민국 국회와 이승만은 갈등하고 있었다. 그는 중간에서 양자의 조정 역할을 하려 했으나 실패하였다. 그는 귀국 즉시 총리직에 취임하지 않고, 1주일 간의 여유를 얻어 요인들을 만나 의논해 보았다. 그는 “일반적으로 이 박사에 대한 평이 좋지 않아 총리직을 맡을 생각이 간절하지 않았으나 이왕 인준도 받았으니 하는 데까지 하다가 할 수 없으면 그만두라”라는 주변의 의견대로 총리직을 맡게 되었다. 이승만은 장면에게 인사권을 위임하겠다고 하였으나, “5석 중 3석을 총리가 정하였으니 내무에는 이순용(李淳鎔), 국방에는 이기붕을 써 주시오”하고 종용하자 장면은 받아들였다. 국무총리 재임 중 그는 호화로운 식단을 기피하고 직접 도시락을 싸들고 출퇴근하였다.

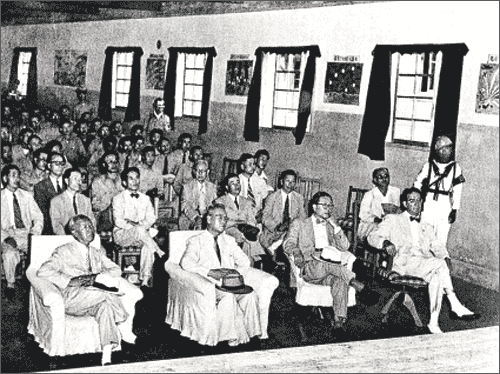
1951년 7월 부산 피란 시절 전황을 듣는 장면 총리(오른쪽 두 번째), 이승만 대한민국 대통령(왼쪽 첫 번째), 신익희 국회의장(왼쪽 두 번째), 존 무초 주한미국대사(오른쪽 첫 번째)

8월에는 자유당이 창당되자 자유당에 입당했다. 12월에는 원외 자유당이 결성되면서 장면이 속한 자유당은 원내 자유당으로 불리게 되었다. 원내 자유당에서는 1952년 제2대 정부통령 선거에서 그를 대통령 후보로 추대하려는 일파와, 내각 책임제로 개헌하여 대통령직을 유명무실화하게 한 뒤 그를 내각 책임제 하의 국무총리로 추대하려는 세력이 나타났다. 흥사단도 장면을 지지하였다. 이후 흥사단의 지지를 이유로 장면은 흥사단계로 분류되었으나 장면은 이를 부정하였다. 장면을 대통령 후보로 추대하려는 세력과 내각책임제 개헌 후 장면을 총리로 추대하려는 세력의 존재가 이승만의 귀에 들어가면서 장면은 정치적으로 궁지에 몰리게 된다.

##### 제6차 UN총회 참석
1951년 11월에 건강이 좋지 않았으나 “대한민국을 새로 수립하고 유엔의 승인을 받을 때에도 임자가 활약했고, 유엔 사정에도 다른 사람보다 정통하니, 이번에도 국무 총리 현직을 가진 채 수석 대표로 유엔 총회에 참석하라”는 이승만의 간곡한 권유로 프랑스 파리에서 열린 제6차 유엔 총회에 참석하게 되었다. 대표단은 장면 외에도 임병직, 장택상, 이묘묵, 전규홍, 안연생으로 구성되었다. 1952년에는 UN안전보장이사회에도 찾아가 한국 전쟁에 대한 원군을 요청하였다. 그러나 부득이도 제6차 유엔 총회에서는 대한민국 문제가 상정되지 못한 채 폐회되고 말았다. 유엔 총회가 끝난 후에도 간염이 악화되어 휴양을 요하게 되었다. 이러한 내용과 귀국이 지연될 것을 이승만에게 보고하자 이승만은 즉시 귀국하라 하였다. 귀국 도중 일본 도쿄를 경유하였으며 주미 한국대사 자격으로 한일예비회담 수석 대표로 일본을 방문중인 양유찬(梁裕燦)을 만났다. 그때 양유찬과 유엔군 총사령관으로 일본에 근무중이던 주한 미8군 사령관 리지웨이 장군을 방문했다. 장면의 귀국은 지연되었고 국무총리 장면의 귀국이 늦어지자 이승만은 허정을 1952년 1월 12일 서리전임으로 발령시켰다.
1950년 2월 11일 UN특사 자격으로 파견 중이던 그는 대한민국을 대표해 유네스코 가입을 신청 바로 가입이 허락되었다. 그는 유네스코의 설치 준비에 착수하였다. 그는 유네스코한국위원회 초대 위원장직을 제의받았지만, 적임자는 문교부 장관이나 문화예술계를 대표할 인사 중에서 찾아서 선정하자 하고 사양했다.
1952년 제2대 대통령 선거 직전, 원내 자유당 일각에서도 장면을 대통령 후보로 추대하려는 움직임을 보였고 이때부터 이승만의 견제를 받게 되었다. 그가 대통령 물망에 오르게 된 것은 정치적 과오를 범한 일이없다는 것과 정계에서 적이 없다는 것이 그가 지명된 이유였다. 그러나 여기에도 많은 저항선이 있었다. 엄상섭은 장면의 연령 관계에서 "그가 대통령이 된다면 나는 어떻게 되느냐?"는 신정을 가지는 정객군상(政客群像)들의 방해공작을 지목했다. 그러나 간염이 발병하여 1952년 1월 2일부터 1월 23일까지 프랑스 파리에서 입원 치료를 하고 귀국했다. 4월 9일 귀국하였으나 다시 발병하여 미군병원에 입원했다.

##### 신병치료와 국무총리 사퇴
장면이 미군 병원에 입원하여 지병을 치료받고 있는 사이, 장면을 대통령으로 추대한다, 내각책임제로 바꾸어서 이승만을 실권없는 대통령으로 만든 후 장면을 내각책임제 하의 국무총리로 추대한다는 등의 소문이 파다하게 확산되어 있었고 곽상훈 등 일부 야당 의원들은 장면을 추대할 계획을 세우기도 했다. 이는 장면과 이승만의 관계를 악화시키는 원인이 되었다.
| “ | 도대체 병원선엔 가 본 일이 없다. 후일, 서독 병원으로 사용한 부산에 있는 미 육군 병원에서 4개월 간 치료를 받았다. 외부와는 일체 연락이 없었고 외부인의 출입도 금했다. 이것을 병원선에 피신하여 음모라도 꾸미고 있던 것처럼 억측을 한 것이다. 다시 말하면 병원선에 숨어 사람들을 시켜, 그때 대통령에 또 나서는 이 박사의 낙선 운동을 계획했다니 언어 도단이다. | ” |

이때 그가 미군 병원선에 피신해 있다는 소문이 돌았으며, 귀국 후 이 대통령을 만나지도 않고 병원선으로 피신했다는 소문이 돌았으나 그는 이승만을 면담하고 사퇴서를 제출하였다. 귀국 시에 비행장에 내려 국무총리 서리로 있던 허정과 함께 바로 대통령 이승만을 만나 귀국 보고를 하고, 그 후 국무 회의와 국회에서 경과 보고와 기자 회견후 장기 치료를 요한다는 미군의 진단을 이승만에게 제시하고 그 동의를 얻어 미군 병원에 입원, 1952년 4월 19일 국무총리를 사퇴하게 되었다
부산정치파동을 겪고 수도가 서울로 환도한 뒤 그는 가톨릭 총무원에 관계하는 한편 경향신문 고문실에 나와서 일을 보았다.

#### 국회는 이승만의 대안자로 고려
4월 20일 간장염이 재발되어 신병으로 요양 중 국무총리에서 사퇴할 뜻을 내비쳤고, 원내자유당의 주류가 대통령으로 추대할 것으로 알려지면서 4월 23일자로 국무총리직에서 사표 수리되어 사퇴하였다. 장면의 정치적인 후견인이었던 이승만은 장면을 경계하였고 그 후 총리직을 사퇴하면서 자유당도 탈당, 이후 자택에 칩거하였다. 같은해 4월말부터 5월까지 그는 경향신문 고문직에 있었다. 병세가 악화된 그는 5월 26일 부산정치 파동당시 미군의 도움으로 미군 병원에 입원하였다.
그는 술과 담배를 입에 대지 않았으나, 과로와 섭식 문제로 간장 관련 질환에 시달림을 당했다. 간장 질환으로 총리직에서 물러났으나 윤치영과 한근조 등 일각에서는 그가 미국과 야당을 등에 업고 이승만을 축출하려다가 실패해서 그만둔 것이라며 집요하게 그를 공격하였다.
1952년 5월 무렵, 대한민국 군부는 한때 장면을 그를 이승만의 대안으로 추대할 생각으로 내부에서 여러 교섭이 오기도 했으나 실행에 옮기지는 못하였다. 1952년 5월 10일 새벽 3시경, 이용문은 장면의 비서로 있다가 4월에 사퇴한 선우종원의 부산 자택을 찾았다. 선우종원의 평양고등보통학교의 2년 선배였던 이용문은 선우종원에게 혁명을 하자며, 장면의 추대를 말하였으나 선우종원은 민주주의란 수단과 절차가 중요하며 방법이 옳지 못함과 자신의 집안은 3대째 천주교 신자임을 들어 반대하였고 장면에게까지 전해지지도 않았다. 1952년 초부터 조병옥 등과 함께 충무공기념사업회를 이끌기도 했다. 장면 대통령 추대음모설과 내각제 개헌 후 국무총리로 대통령 이승만을 거세하고 실권을 장악하는 실권장악설 등이 돌면서 장면과 이승만의 관계는 악화되었다. 이승만의 측근인 윤치영, 장택상, 박용만, 허정 등은 그가 이승만을 제거할 의도가 있었다고 주장하기도 했다.

#### 신당 조직 운동 (1953 ~ 1954)
1951년 장면이 주한 미국대사와 프랑스 파리에 체류하고 있을 때, 부산에 피난중이던 민주국민당, 한국독립당 등 야당 소속 국회의원들은 미국의 지지를 받던 장면과 조병옥, 조봉암 중 장면을 차기 대통령 후보로 추대하려는 움직임을 보였다. 이듬해인 1952년 2월에는 미국에서 이승만을 제거하고 장면을 한때 대안으로 고려되기도 하였으나 추종세력이 미약하다 하여 곧 배제되었다. 그를 대통령으로 추대하려던 야당 의원들의 존재는 해방정국부터 그의 정치적 후견인이었던 이승만과의 관계를 악화시켰다.
야당에서 내각제 개현을 추진하자 이승만은 대통령 직선제 추진을 위해 장택상, 이범석 등을 동원, 1952년 5월 25일일부터 7월 7일까지 부산 정치 파동을 일으킨다. 부산 정치 파동 직후 반(反) 이승만의 기치하에 모였던 정치인들 중 일부는 다시 자유당으로 돌아갔고, 일부는 바로 신당(新黨) 창당을 추진했다. 조봉암은 이때부터 신당 결성을 추진했다. 조봉암은 장면을 찾아와 함께 자신과 함께 신당운동을 할 것을 간청하였으나 장면은 한번에 거절하였다. 장면이 조봉암의 청을 거절한 이유는 조봉암의 정치노선이 탐탁지 않다는 것과 신당운동은 아직 때가 아니다라는 이유에서였다.
1952년 6월 20일 정부 측에서 발표한 대통령 직선제 개헌안이 부결되자 정부는 국회 해산과, 반(反) 민의(民意) 국회의원들을 소환하겠다고 위협했다. 국회가 내각제 개헌안으로 맞서자 정부는 백골단, 땃벌떼 등을 동원하여 국회의원들을 위협했다. 이에 장면은 이시영, 김성수 등 81명과 함께 부산의 국제구락부에 모여 반독재 구국선언을 시도하였다. 그러나 실패하고 말았다. 8월에 이승만은 발췌개헌안이 통과되자 대통령 직선제로 선출했다. 이때 조봉암이 대선에 나서자 민국당은 서둘러 이시영을 옹립했다. 장면은 이때 김성수·김창숙·이동하·신익희 등 8명과 함께 8월 초 이시영을 추대하자는 공동성명을 발표하였다.

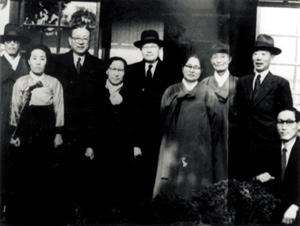
앞줄 왼쪽에서 두 번째는 박순천, 뒷줄 맨 왼쪽은 현석호, 장면 순, 가운데는 신익희, 뒷줄 왼쪽 첫 번째는 신창현, 두 번째는 곽상훈

1954년 5월 서울 종로구에서 민의원 선거에 출마하였으나 낙선하였다. 3대 국회이후 서서히 신당운동이 추진되면서 호헌동지회가 결성되자 1954년 11월에 장면은 호헌동지회에 참여하였다. 호헌동지회 참여 당시 그는 조병옥, 김도연, 김준연, 곽상훈 등과 함께 조봉암의 호헌동지회 참여를 반대했다. 장면의 지지 세력이었던 평안도 등 서북 계열과 함경도 등 월남(越南)한 반공 인사들, 가톨릭 교단, 흥사단 계열 등에서 조봉암의 호헌동지회 참여를 반대하였고, 장면 역시 조봉암의 호동 가입에 반대 입장에 서게 되었다.

#### 호헌동지회와 민주당 창당에 참여 (1954 ~ 1955)

인촌 김성수

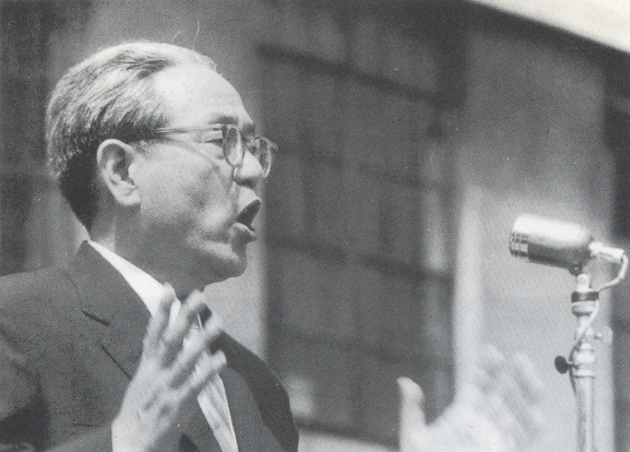
부통령 후보 시절 정견 발표

1955년부터 그는 곽상훈, 조병옥, 정일형 등과 대성빌딩에서 민주당 창당 준비 회의를 하였다. 같은해 5월 잡지 《새벽》에 논설 ‘정치의 도의성’을 발표, 정치 도의의 책임성과 신앙성을 강조하였다. 1955년 진명여자고등학교 재단 이사장에 취임하였다. 2월 18일 오전 11시경 김성수가 수일간 혼수상태에 있다가 깨어났다. 그의 위독소식을 듣고 장면이 찾아왔다. 장면은 김성수를 찾아갔으나, 의사의 지시로 만나지 못했고 이아주를 통해 천주교에 입신하도록 권고하였다. 오전 11시경 혼수상태에서 깨어난 김성수는 이아주로부터 장면의 권유를 전해듣고 수긍하였다. 부인의 연락을 받은 장면은 12시경 가회동 성당의 박병윤(朴炳閏) 신부와 함께 계동으로 찾아갔다. 김성수는 신부에게서 조상봉사를 해도 좋다는 이야기를 전해듣고 영세를 받고 바오로라 세례하고 종부성사를 하였다 그날 장면은 서울 계동의 김성수 사저에서 김성수의 임종을 지켜보았다.
1955년 9월 18일, 민주당이 창당되자 그는 곽상훈, 박순천, 이철승, 정일형 등과 민주당 신파의 지도급 인사로 활동하였다. 이승만의 3선 개헌에 반대한 자유당 탈당파 김영삼 등이 그를 찾아왔으나, 장면은 담배나 술을 일절 입에 대지 않고 성경 말씀 내용을 주로 화제로 삼자, 지루해한 김영삼 등 일부는 장면을 떠나 다시 민주당 구파의 조병옥을 찾아갔다.

### 대한민국 부통령 시절

#### 부통령 선거 출마와 당선

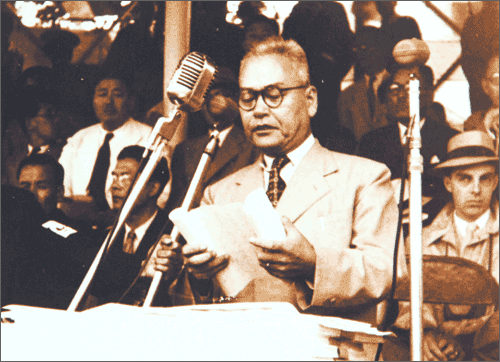
러닝 메이트로 출마했던 신익희
(그의 급사로 장면의 지원유세는 타격이 예상되었으나, 예상을 뒤엎고 선전한다.)

1956년에는 민주당 최고위원에 선출되었고 자유당 이승만 정권에 대한 불만이 극에 달했던 1959년 민주당 전당대회에서 부통령 후보자로 지명되었다. 5.15 제3대 정·부통령 선거에서 그는 민주당 구파(구 한민당 계열)에서 지지하는 김도연을 누르고 부통령 후보자로 지명되었다. 민주당 구파의 반발이 있었으나 구파인 조병옥이 같은 구파라고 김도연을 지지하지 않고 중립적인 태도를 보였기 때문에 그는 무난히 부통령 후보로 낙점될 수 있었다.
민주당 지방 유세 때 곽상훈은 대통령 후보로 나오려는 조병옥과 장면을 설득시켰다. 그에 의하면 '어느날 밤 마산의 어느 여관방에서 해공과 운석 사이에 내가 눕게 되었는데, "운석, 이번에는 대통령을 해공을 주자. 어떻나? 작정해라. 그래야 우리 민주당이 잘될 것 아닌가?" 라고 하였다. 곽상훈은 장면을 종용했지만 장면은 즉석에서 쾌락을 안했다. 그런데 곁에 누워 자고 있던 신익희는 자는 척하고만 있었다'는 것이다. 장면은 다음날 대통령 후보직을 신익희에게 양보하겠다고 선언한다.
1956년 정·부통령 선거에서 민주당 신익희의 러닝메이트로 부통령 후보에 출마하여 신익희가 선거 직전 급사한 가운데, 부통령 선거 유세활동을 하였다. 신익희의 급서로 선거전이 이승만과 신익희의 대결에서 갑자기 이기붕과 장면의 대결로 맞상대가 바뀐 만큼 그 대결에 정면 승부를 걸기로 작정하였다. 장면은 전국 유세를 다녔다.

이기붕

그러나 선거 유세기간 중 그가 일제강점기 당시 친일파라는 내용을 인쇄한 벽보와 그의 얼굴을 일본인의 얼굴과 합성한 벽보들이 거리에 나붙기도 했다. 5월 21일 선거에서 41.7%(401만 2654표)로 39.6%(380만 5502표)를 얻은 이승만의 러닝메이트였던 자유당의 이기붕을 20만여 표의 근소한 차로 누르고 제4대 부통령에 당선되었다.

#### 제4대 부통령 재임 (1956 ~ 1960)

##### 명목상의 참의원 의장
8월 15일 정·부통령 당선자 취임식에서 부통령에 취임하였으며 내각책임제 구현을 위해 노력하였다. 그러나 이승만은 그를 노골적으로 견제하여 취임식장에서 장면이 앉을 좌석을 부여하지 않았고, 취임사 발표 시간조차 주지 않았다. 장면은 간단한 성명서로 취임사를 대신하였다.
대한민국 헌법에는 대한민국의 부통령은 참의원의 의장을 겸하는 규정이 있었다.
부통령이라는 자는 우리 헌법상의 규정으로 볼 것 같으면 참의원의 의장이요, 헌법 위원회의 위원장이요, 탄핵 재판소의 재판장입니다. 세 가지 중요한 국가 기관의 장을 겸한 직위입니다. 그럼에도 불구하고 그대로 이 사람이 미련한 생각으로 부통령으로 당선이 됐을 때에는, 그래도 참의원이 생겨서 내가 의장 노릇도 하며, 입법부의 한 사람으로서 국가의 여러 가지 입법에 관한 일과 행정부를 견제하는 작용을 할 수 있으리라고 기대했던 것입니다.
하나 현 정부에서는 야당인 내가 부통령에 당선이 됐으니까 ‘이 자가 참의원의 의장으로 앉았다가는 여러 가지 성가신 일이 많을 거야. 아예 참의원을 구성시키지 말자’라는 생각을 해서 참의원 선거를 안합니다. 지난번에 여러분께서 아시는 바와 마찬가지로 국회에서 참의원 선거법을 제정하여 억지로 통과시켰습니다. 그래도 정부에서는 선거를 안했습니다. 야당 부통령이 남아 있는 한은 안할 것 같습니다.

헌법상 그는 참의원 의장을 겸할 수 있었으나, 야당인사가 부통령이 당선되면서 자유당 정부는 참의원 구성을 허용해주지 않았다.

##### 부통령 취임 초반

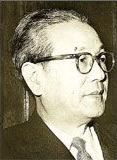
부통령 취임 초기

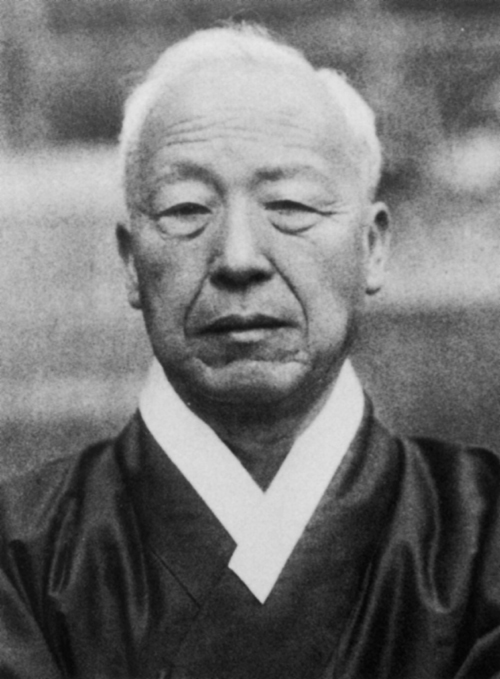
이승만. 정계 입문 초기 정치적 후견인이었으나, 이후 이기붕과의 경쟁관계에 처하게 되자 냉담하게 대하였다.

자유당은 그를 노골적으로 견제하였다. 자유당의 입장에서 장면은 너무 커져버렸다. 이승만은 국제 의전행사에서 장면이 앉을 자리도 내주지 않을 정도로 그를 무시하고 모욕했다. 실권도 없다시피 한 부통령 자리에 앉아 있었지만, 부통령이라는 직함 자체가 그를 전과 비교되지 않을 만큼 거인으로 만들어버렸다. 동시에 민주당 구파 세력의 견제까지 들어오게 되었다.
부통령 재직 중 1956년 9월 28일 시공관에서 열린 민주당 전당 대회에 참석한 그에 대한 암살 미수 사건이 있었다. 왼쪽 손에 관통상을 당하였으며, 저격범 김상붕 등은 “조병옥 박사 만세” 등을 외치며 내부 소행인 것처럼 조작하려다가 도주하였다. 저격범들은 바로 현장 근처에서 체포되고 피격 사건 배후 인물로 지목된 최훈은 10월 1일 구속되었다.
1956년 10월 4일 9·28 피격사건 국회 특별조사위가 구성되고 12월에 피격사건 공판이 실시되었으며 1957년 2월 26일 각종 불상사에 대한 고충을 피력하자 다음날인 2월 27일 자유당에서는 대중을 선동하지 말라고 반박성명을 냈다. 3월부터 11월까지 부통령 피격 사건의 피해자 겸 증인으로 법정에 출석하였다. 그러나 최종 심리에서 장면은 저격범들에게 사형구형이 확정되자 선처를 호소하여 저격범들의 감형을 주선했다.
이듬해 1957년 3월에는 암살 피고인들에게 사형이 구형되었으나 같은 해 11월 최종 선고에서 사형이 구형되었다. 그러나 저격 배후를 이기붕과 자유당의 소행으로 확신한 장면은 이승만에게 피격사건 관련 피고인들에 대한 관용을 요청하였다. 재판 후 피고인들이 구속 수감되자 장면은 이들이 수감된 감옥을 찾아 위문하고 옷가지와 물품을 전달하기도 했다. 그의 인품에 감화받은 피고인들은 천주교에 귀의하기도 했고, 목사가 된 이도 있었다. 장면의 부통령 당선 이후 민주당의 영향력은 커져갔지만 민주당내 신·구파간 갈등은 커졌다. 이후 구파는 부통령인 장면에게 당의 주도권을 빼앗길지도 모른다는 위기감에서 그를 더욱 견제하게 됐고,신파는 장면을 중심으로 더욱 똘똘 뭉치게 됐다. 1957년 미국 시튼 홀대학교에서 명예 법학박사를 받았다.

##### 장면 부통령 피격사건

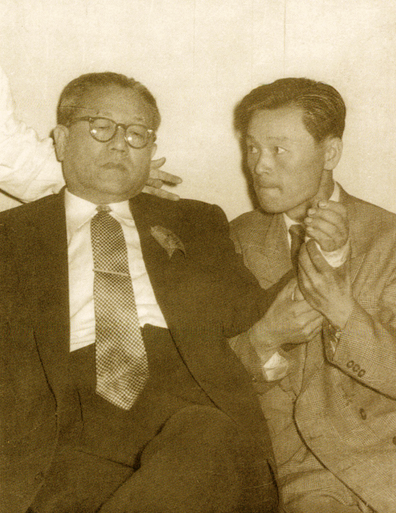
오른손 관통 직후, 경호원의 부축을 받은 장면 박사

1956년 9월 28일 서울 종로구 시공관에서 열린 민주당 제 2차 전당 대회에 참석했고 연단에서 연설을 마치고 내려오던 중에 복도에서 최훈, 김상붕 등 5인이 쏜 총에 왼손을 관통상당하였다. 손에서는 피가 흘렀으나 장면은 괜찮다고 손을 흔들며 내려왔다. 현장에 있던 김상붕 등은 “유석 조병옥 박사 만세”를 외치고, 다른 공범들은 “해공 만세”를 외쳐서 민주당 내부의 소행인 것처럼 몰고가려 하였다. 김상붕 등 5인은 현장에서 체포되었다. 그러나 범인들은 배후에 대한 진술을 거부하였다.
1957년 10월 1일 9.28 피격 사건의 배후로 최훈을 구속하고 10월 4일 ‘장면 부통령 피격사건 특별 조사위원회’가 구성되었다. 12월 1일 첫 공판이 열렸고, 12월 18일 피격사건 공판서 배후로 이덕신, 치안국장 김종원 등의 범행사주 진술을 확보했다. 3월 21일 피격범인 이덕신, 최훈, 김상붕 외 5인 등에게 사형이 언도되었고, 11월 1일 피격 사건 대법원 최종 심리에서 저격범 7인에게 사형이 최종 선고되었다. 그러나 장면은 11월 2일 저격범 7인에 대한 관용을 베풀것을 탄원하여, 형을 사형에서 무기징역으로 감형시켰다.
곧 병원에 입원했고, 곽상훈, 신익희, 윤치영, 박순천, 조봉암, 이승만, 장택상 등이 그의 병실을 방문했다. 이기붕이 직접 화환을 들고 오자 불쾌해한 그는 이기붕을 향해 독설을 날렸다.
| “ | 만송(晩松)에게 “여보시오, 정치라는 건 이렇게 해야 한단 말이오?” 하고 쏘아붙였더니, 그는 잠시 아무 말도 못했다. | ” |

이승만이 관련자 처벌을 지시하였으나 이기붕과 자유당 일파의 소행이라 확신한 그는 자신의 뜻을 이승만에게 설명한 뒤, 아랫 사람들은 죄가 없다며 석방을 탄원하였다. 후일 1960년 12월 12일에는 직접 마포형무소를 방문하여 저격범들을 옥중 면회하였다. 그는 직접 털옷과 영치금을 지급하고 “추운데 고생이 많다”며 “모범수로 형기를 빨리 마치고 사회에 나와서 만나기를 바란다”라고 위로하였다. 그의 위로에 감화된 암살자들은 출감 후에 목사와 신앙인으로 거듭났다.

##### 3·15 부정선거와 부통령 재선 실패
1957년 가을에 이기붕, 장택상 등과 선거법 협상을 벌여 후보난립을 막기 위해 출마자의 기탁금제를 신설(40만환)하고 선거비용 제한, 선거관계자만 선거운동을 할 수 있게 하는등 법을 대폭 손질하고 의석(선거구)도 203개에서 233개로 늘렸다. 1958년 3월 28일 자유당은 대통령 유고시 부통령 계승권 삭제를 위한 개헌을 추진하였고, 장면은 반발하였다.
1958년 11월 18일 국가보안법이 국회에 통과되었다. 민주당 등에서는 보안법 개정에 반대하였고, 25일 국가보안법 반대 원내투쟁위원회가 구성되었다. 12월 19일 국가보안법 개정에 반대하는 의원들의 원내농성이 발생, 12월 20일 장면은 국회 보안법 반대투위를 방문, 보안법 반대에 대한 대안을 제출해줄 것을 요청하였다. 12월 22일 국무위원들은 장면의 국가보안법 반대투쟁위 방문을 비판했다. 1959년 5월 정부가 경향신문을 폐간시키자 5월 11일 경향신문 폐간에 대한 비난 기자회견을 하고, 다음날 5월 12일 CBS 기자와의 방송인터뷰 중 경향신문 폐간 조치는 인권유린이라 논평하였다. 8월에는 대통령 후보자의 각 정당 당수직을 겸임하는 것을 반대하였다. 9월에는 영남 지방 수해 현장을 시찰하고 돌아왔다.
1959년 11월 민주당 전당대의원대회에서 대표최고위원에 당선되었다. 11월의 민주당 정부통령 후보자 경선에서 조병옥에게 석패하여 다시 부통령 후보자로 지명되었다. 대통령 후보자 지명 경선에서 불과 세 표 차이로 패하는 바람에 다시 대통령선거에 나서지 못하고 부통령 후보자로 결정되었다. 1960년 3월 치료차 도미한 조병옥이 대선을 앞두고 월터-리드 육군 병원에서 수술 중 사망하여, 그는 부통령 후보 홀로 유세를 하게 되었다. 3월 1일 새벽, 서울 시내와 각지에 ‘구국철혈동지회’라는 우익단체의 명의로 지방 주요 도시 곳곳에 장면이 일제강점기에 삭발하고 국민복을 입은 채 일본 군인들과 함께 찍은 사진이 “장면 박사의 일제시대 행적”이라는 제목과 ‘다마오카 쓰토무’(玉岡勉)라는 창씨개명이 적힌 전단지와 벽보들이 뿌려졌다. 여러 단체의 이름으로 주요 도시에 나붙은 벽보는 일제 국민복 차림의 장면이 일본군 장교들과 찍은 사진과 함께 '친일 경력'을 나열했다. 구호는 '음흉한 친일도배(徒輩)에 속지 말자', '민족정기가 통곡한다'는 구호가 요란했다. 경찰 수사로 자유당 배후가 드러났으나, 4ㆍ19 혁명의 소용돌이에 묻혔다. 그러나 그의 얼굴을 일본군에 합성한 사진은 이후 1960년 총리 선출 기간에도 일부 단체에 의해 각지에 나붙게 되었다.
1960년 3월 5일 서울에서 그는 20여만 명의 청중 앞에서 정견발표회를 가졌다. 서울에서 정견발표회를 가진 뒤 무개 지프를 타고 가두 퍼레이드를 벌였다. 3월 15일 정부통령 선거에 출마하였으나 3.15 부정선거로 낙선하였다. 3·15 부정선거로 전국에서는 부정선거 무효와 재선거를 주장하는 시위가 발생했다.
3월 16일 장면은 민주구국운동의 선두에 서겠다는 언명을 했다. 민주구국운동의 선두에 서겠다는 언명만 했을 뿐, 새로 당선된 정·부통령을 인정하겠는가에 대해서는 언급을 회피하였다. 재선거도 장면의 성명에는 들어 있지 않았다. 교수 서중석은 장면이 한국의 CIA 분실 책임자인 피어드 실바와 긴밀히 접촉하고 있었다. 고 주장했다.

#### 부통령 사임 전후
1960년 4월, 잔여임기를 4개월 남겨놓고 부통령직을 사퇴했다. 민주당 신파 내부에서도 이승만이 퇴진하면 그가 대통령직을 승계할 것이라며 사퇴를 만류했지만 그는 사퇴를 고집했다.
장면 부통령 대국민 담화문

1. 본인은 오늘로서 부통령직을 사퇴한다. 3·15 부정선거로 인하여 3천만 동포의 울분은 드디어 절정에 달하고, 마침내 민족의 정화인 청소년 남녀들이 불법과 불의에 항쟁하다 총탄에 쓰러져, 그 고귀한 피가 이 강산을 물들게 됨을 볼 때에 하루라도 그 자리에 머무를 수 없는 비통한 심경에 다다른 것이다.
 동시에 본인의 사퇴로서 권력을 갈취하여 압제와 폭정을 계속하는 이승만 정부에게 경종을 울리고, 나아가 자유·민주의 정신을 이 땅에 소생시켜, 국가 위기를 극복하는 데 일조가 되기를 바라는 바이다.

2. 본인이 국민 여러분의 지지로서 부통령에 당선된 이래, 헌법이 본인에게 부여한 직책을 수행하려고 노력하였으나, 이를 수행할 기관들은 이승만 정부의 고의적인 방해로 인하여 그 구성조차 보지 못하였으며, 그 외에도 독재화하여 가는 정치, 파탄되어 가는 국민경제, 혼란 일로의 사회상, 고립되어 가는 외교 등을 시정하기 위하여 기회 있을 때마다 행정부에 대한 충고를 하였고, 이 대통령과의 면담을 요구함도 수차이었으나, 그때마다 거부당하였으며, 부득이 서면으로 한 본인의 진언도 아무런 반향을 보지 못하였다.

금년의 선거를 앞두고 이박사의 4선을 실현하기 위하여 자유당과 정부는 재작년 12월에 신성한 국회의사당에서 야당 의원을 폭력으로 축출· 감금한 후, 국가보안법과 대한민국 지방자치법을 개악했으며, 언론 기관과 야당활동을 무자비하게 탄압하였고, 평화적 집회 및 시위의 자유에 대한 불법제한을 더욱 강화하는 등으로 부정선거의 복선을 갖추었고, 헌법정신에 배치되는 3월 조기선거, 유령유권자의 조작, 입후보 등록의 폭력방해, 관권 총동원에 의한 유권자 협박, 야당인사의 살상, 투표권 강탈, 부정 무더기표 투입, 3인조 공개투표, 야당 참관인에 대한 각종 방해, 부정개표 등으로 3·15 정부통령 선거에서 97퍼센트 내외의 여당득표를 조작 발표함에 이르러서는 정권욕의 불법수단이 극한에 달하여 민주선거제도는 완전히 파괴되고 말았다.

3. 이러한 부정, 살인선거 등에 대하여 국민의 분함은 가슴에 사무쳤고, 진리와 정의에 민감한 청소년 학도들의 시위운동은 전국 각지를 휩쓸게 되었다. 집권자의 사병화한 경찰은 평화적 시위 학도들에게 총탄을 퍼부었으며, 그도 부족하여 학살한 보복살상과 고문을 무수히 감행하여 국민을 경악케 하였고, 또다시 총탄을 퍼붓는 등 무단정책을 사용한 나머지, 드디어 법적 요건에 어긋나는 비상계엄령까지 선포하는 수치스런 사태에 이르렀다. 이러한 중대위기에 즈음하여 이대통령은 3·15 선거의 불법과 무효를 솔직히 시인하고, 또 12년간 누적된 비정에 대한 책임을 지고 물러서야 할 것이다.

4. 본인은 비록 부통령의 직을 떠난다 할지라도 민주투쟁 전열에서 국민들과 더불어 최후 승리의 날까지 분투할 것을 맹세한다.

5. 이번의 전국 학도 총궐기 운동은 우리 역사상 새로운 시기를 획하는 것으로서, 3·1 독립운동에 비견할 만한 금자탑이며, 이제부터 민족정기와 자유정신은 온갖 압제력을 물리치고, 광명의 천지를 개척하여 조국의 민주건설과 반공통일을 완수하게 될 것으로 믿는 바이다. 끝으로 민주 수호를 위하여 생명을 바친 '민족의 꽃'들에 대하여 그 명복을 빌며, 명예의 부상자 여러분의 쾌유를 소원한다.— 단기 4293년 4월 23일
대한민국 부통령 장면

장면은 부통령직 사임 이유로 정권을 내놓더라도 장면이 대통령직을 계승하지 않는다는 보장을 하여 이승만의 하야를 유도하려는 것이었다는 주장과 두 번째로 부통령으로서의 도의적인 책임, 세 번째로 이승만의 불행을 이용해서 권력을 잡는다는 인식을 심는 것이 싫어서였다고 하였다.
장면의 부통령직 사임에 대해 이영석은 이승만이 퇴임하고 3.15 선거가 무효로 처리되면 잔여 임기가 4개월도 안되지만 대통령직이 장면에게 넘어오게 되어 있는데 이것을 거부한 것은 무책임한 주장이라고 비판하였다.
민주당 구파는 장면의 부통령직 사퇴에 대해 정략적 사임설을 주장, 그가 새 정부의 실권을 잡는데 보다 유리하리라는 정치적 타산에서 부통령직을 사퇴했다고 비판했다. 독재 방지를 위해 내각책임제가 필요하다는 인식이 퍼지면서 장면이 대통령이 되면 내각제 개헌을 실현해야 되는데, 현직 대통령에 있으면서 차기 정부 국무총리직 경쟁에 나서는 것은 여론으로부터 환영받지 못할 것이고 그것을 내다본 것이라는 것이었다.
민주당 구파 인사였던 김도연은 1968년에 펴낸 자신의 회고록에서 장면의 부통령직 사퇴가 이승만 하야를 촉진했을 가능성은 인정하였으나, 당시 장면이 부통령직을 사퇴하지 않고 대통령직을 유지한다면 사태를 수습할 수 있었다는 평을 내리기도 했다.
차기 지도자 자리를 놓고 미국은 장면을 지목하였다. 7월 29일로 예정된 제5대 총선거에 관심을 보인 미국은 친미성향이 강한 장면을 선택했다. 7월 11일 미국 대통령 드와이트 아이젠하워는 서울에 주한 미국대사에게 장문의 훈령을 보냈다. 훈령에서 장면을 지도자로 선발하는 것이 이상적인 선택임을 주지시키고, 이 점을 허정에게 말한 뒤 장면에게 지도자자리를 수락하도록 은밀히 요청하라고 주문하였다.
주한 미국대사 대리 마셜 그린은 7월 20일 대사관저에 있을 아이젠하워 주최 조찬모임 때 민주당 지도자인 장면을 대통령 오른편에 앉도록 좌석을 배치하고, 그에게 미 대통령과 많은 이야기를 할 수 있는 기회를 만들라는 문건을 작성했다. 7월 29일 총선 당일에는 총선이 한참 진행 중일 때 아이젠하워의 방문을 받고, 조찬회동을 함께하였다. 7월 29일, 장면은 금천역에서 무허가 강연을 하면서 열차를 지연시켰다가 곽상훈이 옹진군 유세때 군용기를 동원하고 전투기의 호위를 받은 일과 함께 관권선거로 비판을 받기도 했다.

### 4.19 전후

#### 3·15 부정선거와 4·19 전후
1960년 3월 15일에 있었던 정·부통령 선거에서 조병옥의 러닝메이트로 부통령 후보로 출마했으나, 극심한 부정 선거로 당선되지 못했다. 3·15 부정선거는 마산 3·15 의거의 촉발제가 되었고, 이는 4·19 혁명의 도화선이었다. 4·19 혁명 이후 장면은 학생 시위대를 지지하는 입장을 취하였다. 4·19 혁명의 혼란 와중 그는 4·19 혁명 부상자들이 수용된 병원을 찾아 부상자들을 위문하였다.
4.19 이후 과도정부가 추진하고 있는 이승만 정권하의 부정축재자 처단에 지대한 관심을 가진 미국은 이들에 대한 과격한 처벌을 피하도록 시사한 공문을 국무총리 허정과 민주당 대표최고위원인 장면에게 보냈다. 그해 5월 허정 등으로부터 정치보복을 하지 말 것을 권고하는 요청을 받았다. 허정의 요청 외에도 개인적인 신념으로 정치보복에 반대한다는 입장을 천명하였다. 1960년 5월 10일 제5대 민의원 선거에 서울 종로구 을구에서 민주당 공천으로 출마하였다.

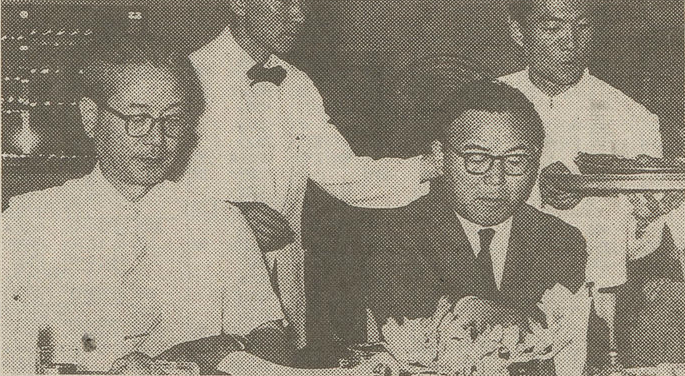
4 19의거 후 민주당 신파 대표인 장면과 회동한 구파의 윤보선

1960년 5월 22일 기자회견에서 그는 총선에서의 민주당의 과반수 획득은 땅짚고 헤엄치는 격이라고 언명하였다. 5월 29일 장면은 민주당 대표 자격으로 과도정부에 이승만의 탈출 경위와 진상을 밝히도록 요구하고 부패와 독재와 학정에 인책·사과하지 않고 망명함은 무책임한 행동이라는 성명을 발표하여 정부를 비난했다. 6월에 장면은 7월 29일에 열리는 서울시 용산 갑구에서 5대 민의원 선거에 당선되었으며, 6월 19일 아이젠하워 미국 대통령이 방한하자 6월 20일 아이젠하워 대통령과 비공식 회담을 하였다. 7월 12일 언론 발표에서 민주당 대표 최고 위원으로, 70만 대군을 40만으로 감군할 것을 언명하였다. 7월 19일 제5대 민의원에 당선되었다. 5대 국회에서 그는 국회 외교분과위원회 위원을 맡았다.

#### 5대 민의원 재직
장면이 차기 총리로 유력시되자 그가 친일파였다는 소문이 다시 확산되었다. 8월 19일 국회에서 장면의 총리 지명동의안 표결이 있기 전 김두한이 나타나 장면의 친일경력을 문제삼았다. 김두한은 장면에게 역사적인 귀한 표를 던져서는 안 된다는 내용과 장면의 창씨개명을 적은 문건을 뿌리고, 장면을 끌어내려야 된다고 외쳤다. 이어 김두한은 장면을 국무총리로 뽑는다면 국회 의사당을 불살라 버리겠다고 외쳤으나 제지당했고, 장면의 총리 인준안은 무난히 통과되었다. 총유효득표수 225표 중, 찬성 117, 반대 107, 기권 1로 정족수를 채우고 총리에 피선되었다.:54
8월, 의원 내각제로 권력 구조가 바뀐 제2공화국 국회에서 국무총리에 선출되어 제2공화국의 두 번째 국무총리를 지냈다. 민주당 신파에서는 그를 대통령 후보로 지목하고 있었으나, 그가 대통령 후보가 되면 내각책임제 하에서의 실권은 구파가 장악할 것을 염려하여 그의 경쟁자인 구파 출신 윤보선을 대통령으로 선출하는데 찬성하였다. 그러나 취임 초부터 윤보선은 총리 후보로 자파의 김도연을 지목했다. 그러나 8월 17일 부결되었다. 김준연이 인준부결된 뒤 장면은 총리후보자로 지명되었다. 1960년 8월 18일 미국 대통령 아이젠하워에게 서한을 보냈다. 아이젠하워에게 보낸 서한에서 장면은 정치 경제적 개혁이 긴요함을 역설하면서 경제성장은 새로운 정부의 핵심정책이 될 것이라 주장하였다.
총리에 취임한 장면은 이렇게 연설하였다.
당면한 민족적 과제인 경제적 건설을 수행해야 할 중대한 책임을 통절하게 느껴 마지않는다.

8월 19일 장면은 국무총리에 선출되어 다음날인 8월 20일부터 조각에 착수하였으나, 민주당 내 신·구파간 싸움에 휘말려 들게 됐다. 내각책임제하의 국무총리는 임명제 총리와는 다르게 인사 임면권이 부여되었고, 신파 내에서도 소장파(少長派)는 노장파와 별도로 행동하여 주요 요직을 요구하기도 했다.

### 제7대 국무총리 시절 (1960 ~ 1961)

#### 총리 취임 1기

##### 국무총리 취임과 인사 개편

1960년 8월 19일 총리로 인준된 직후 윤보선 대통령(왼쪽)과 악수를 하고 있는 장면

내각제를 채택했던 제2공화국 시절 총리는 제도적으로 국무위원 임면권, 국무회의 의장, 행정 각 부 지휘·감독, 민의원 해산권 등 역대 대한민국 국무총리 가운데 가장 강력한 권한을 가졌다. 하지만 장면 당시 총리도 윤보선 대통령과 정치적 갈등을 빚다 여덟 달 만에 자리를 내놨다.
국무총리 취임 이후 그는 반도호텔 8층에서 집무를 보았는데, 8층이 총리실이고 그 옆에 출입기자실이었다.
제7대 국무총리 시절 내내 그의 지위를 인정하지 않으려던 민주당 구파 인사인 윤보선, 유진산 등의 공격을 받았다. 장면은 국무총리 취임 초부터 총리직을 아쉬워하던 민주당 구파와 갈등이 생겨 8월 21일 장면은 윤보선 대통령을 만나 구파인사의 내각 입각을 요청하였으나 8월 22일에 윤보선, 김도연 등 구파와의 민주당 신·구파 조각 협상은 결렬되었다.

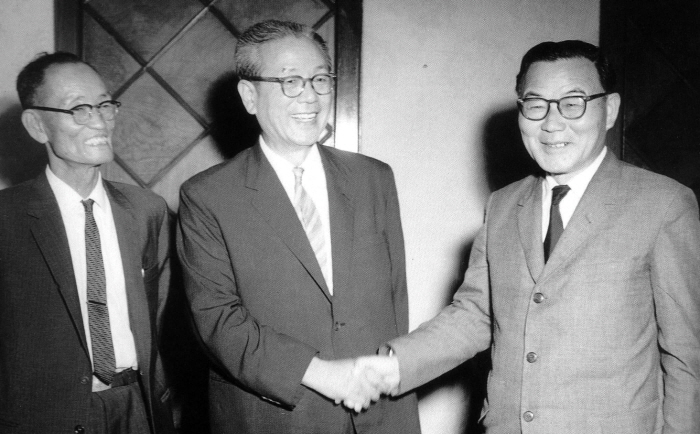
장면 총리 인준 직후 곽상훈 민의원 의장, 장면 국무총리, 윤보선 대통령

8월 21일 장면, 윤보선, 곽상훈, 유진산이 참석한 4자 회동에서 장면은 최소한 5명의 구파 인사를 내각에 받아들일 것을 약속했다. 그러나 장면은 다른 신파인사들의 강력한 반대로 약속을 지키지 못하였다. 이틀 뒤인 8월 23일 신파 10명, 구파 1명, 원외인사 2명으로 구성된 내각 명단을 발표하였다. 24일 한 기자가 이 내각이 얼마나 오래 갈것 같느냐고 반문하자 그는 각료 13명의 명단을 훑어본 뒤 이 내각은 잠정적인 것이며 언제든 거국내각을 구성하겠다고 언명하였다. 구파인사 5명을 받아들이는 안이 무산되자 민주당 구파는 5대 5로 각료직을 나눈다는 약속을 깼으므로 더 이상 장면을 믿을 수 없다고 반박했다. 취임 직후 그는 1961년 제2공화국 탄생 경축 전국 남녀웅변대회를 개최하여 신순범 등 우수 학생들을 포상하였다.
8월 23일 내각 출범 일주일 만에 내각 인사개편을 계획하다. 같은 날 장면은 국군 인사를 단행, 육군 참모총장에 최경록을 임명하고 참모총장 최영희는 합동참모본부 의장으로 발령했다. 8월 27일 시정연설 발표를 하였다. 연설 발표에서 그는 긴급과제 6가지에 대한 정부 방침을 발표, 그 중 6번째 항목에서 그는 감군 정책을 다짐했다. 감군 발표를 하면서도 사전에 한국군이나 미국측과 사전 논의, 내부조율 없이 독자적으로 추진해 나갔다. 주한 유엔군사령관 카터 매그루더, 미국 국방부 군사지원담당관 윌리스턴 팔머는 공식적으로 반대의사를 표명했고, 정군을 외치는 소장파 장교들도 반대했다. 장면이 임명한 참모총장 최경록도 감군은 전투능력을 심각하게 떨어뜨린다며 원칙적으로 반대 성명을 발표했고 감군 정책은 취소되었다. 8월 26일 경무대에서 3부 요인들과 함께 윤보선 대통령 제63회 탄신일 축하 인사를 다녀왔다.
민주당 구파는 그해 9월 원내 교섭단체를 독자적으로 등록하였고 장면은 이를 사실상 분당 행위라고 비난하였지만 구파는 그해 10월 13일 신민당을 창당 선언하고 탈당해 나갔다. 9월 12일 장면은 1차 인사개각을 단행하였다.

##### 정국 수습

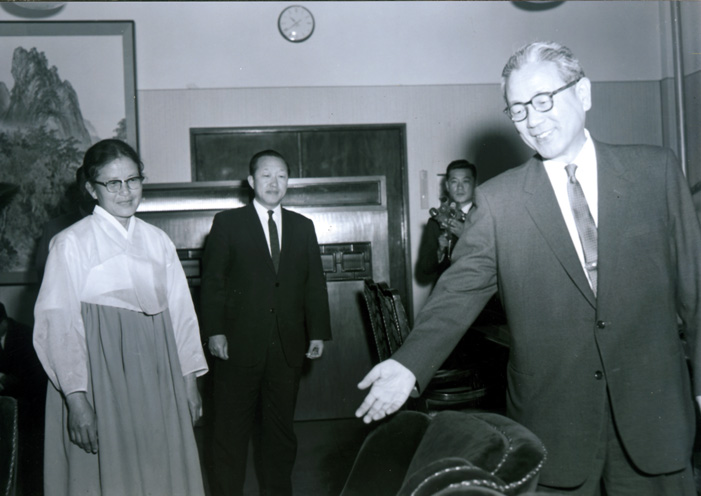
조만식의 부인 전선애 여사와 면담 중

9월에 보도연맹원 희생자의 유족 송모씨 등이 국회의장 곽상훈을 찾아가 피해사실에 대한 청원서를 제출하자 민의원 의장 곽상훈의 주선으로 그들과 만나 면담하고 50만원의 지원금을 지급해 주었다. 9월 10일 내각인사를 개편하였다. 구파측의 요구대로 교통에 박해정(朴海楨), 체신에 조한백(趙漢栢), 보사에 나용균(羅容均), 국방에 권종돈(權鐘敦) 등 4석을 주었다. 그러나 민주당 구파는 계속 반발하고 이의를 제기하였다.

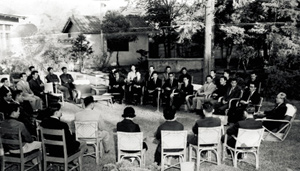
1960년 10월 18일 서울시내 대학생 대표 60여 명과 코리아하우스에서 면담 중

4.19 혁명 직후 일부 약탈당한 상점과 의거 참여와 의거 과정에서 나타난 부상자를 찾아 해당 읍면동사무소에 찾아가 피해보상을 실시하게 하고, 사태의 수습에 만전을 기하였다. 또한 1953년 휴전 이후 급증한 실직자들의 진로 문제 해결 및 취업 지원과 대학 졸업 미취직 인력의 일자리 주선 등의 실천을 발표하였다. 또한 미국식 지방 자치 제도의 도입을 선언하여 10월 선거를 실시하여 각 시의 특별시장, 직할시장, 도지사 및 시장, 군수, 구청장과 읍장, 면장까지 민선으로 선출하게 할 것을 천명하고, 선거에 들어간다. 또한 서울시의회, 직할시의회, 도의회, 시·군·구의회와 읍의회, 면의회도 두어 지방기초자치단체의 의원을 선출하도록 했다. 서울시와 직할시, 도, 시군구의회와 읍면의회는 1961년 5·16 군사 정변으로 일괄 해산될 때까지 존속한다.
1960년 10월, 서울지법에서 4.19 발표자 등에 대한 처벌이 경미하다 하여 4.19부상자 50여명 등이 국회로 난입했다. 장면은 의사당 난입사건에 개탄은 했지만 특별 대응을 한사코 거부했다. 총리 의전비서관 이홍렬의 증언에 의하면 그는 의사당을 난입한 시위대를 진압하라고 건의하였으나 장면은 이를 거절했다 한다. 의전비서관 이홍렬은 비서진을 대표해 비상대책기구를 구성할 것을 조심스럽게 건의하였다. 그러나 장면은 민주적인 행정을 하자고 투쟁해서 총리가 되었다며 비상수단을 써야 한다면 내가 물러나겠다며 강하게 반발했다. 그러나 장면의 단호한 반대에도 헌법 23조 개헌에 의한 특별법 제정이 대세가 되었고, 개정은 진행되었다. 11월 12일 공무원 기강확립을 위하여 양담배 흡연금지 등 4개 특별지시를 각부에 조치하였으며, 1961년 1월 18일 쌀값 억제정책을 공포하였다.
한편 장면은 영친왕에게 입국을 권유했다. 영친왕이라는 상징적 인물을 자기에게로 끌어들여 민주당의 불안한 입지를 확고히 다지겠다는 판단에서였다. 이를 눈치챈 영친왕은 장면의 제안을 거절했다.

##### 표현의 자유, 풍자의 자유 허용
1960년 8월 19일의 방송 인터뷰에서 장면은 정치인에 대한 풍자의 자유를 허용하겠다고 밝혔다. 과거 자유당 정권의 언론 탄압 외에도 1960년 6월 1일에 대학교 총장배척운동을 보도했다는 이유로 동아대학교 학생 1천여명이 부산일보사를 습격하여 난장판을 만든 이후 4.19나 학생운동권, 상이군인 등에 대한 비판적 기사를 보도한 신문사와 방송국에 대한 약탈이 계속되었다. 장면은 이는 비민주적인 사태라고 규정하고 취임 초기부터 언론의 자유, 표현의 자유를 보장하겠다고 선언한다.
1960년 11월 18일자 국제신보 특종 보도로 장경근 도피 사건이 폭로되었다. 자유당 말기 내무장관을 지냈고 3.15 부정선거의 주범 가운데 하나인 자유당 간부 장경근은 검찰 구속 중 병보석으로 서울대부속병원에 입원해 있다가 자신의 애첩 강만순과 함께 11월 13일에 사라졌는데, 얼마 후 그는 일본에 밀항한 것으로 밝혀졌다.
서울일일신문은 면이와 경근이 때문에 창피해서 라는 설명과 함께 두 손으로 얼굴을 가린 만평을 실었다. 장씨종친회라는 제목의 이 만평은 장면과 장경근을 한데 엮어서 비난한 것이었다. 부패사범을 잡지 못한 수사기관의 무능력을 꼬집은 풍자였다. 경향신문 정치부장 출신으로 장면의 공보비서관이 되었던 송원용은 서울일일신문 사장 이관구를 찾아가 항의하자 이관구도 "이건 너무했다."면서 윤전기를 멈추고 만평을 뺐다고 한다.

##### 국토건설사업

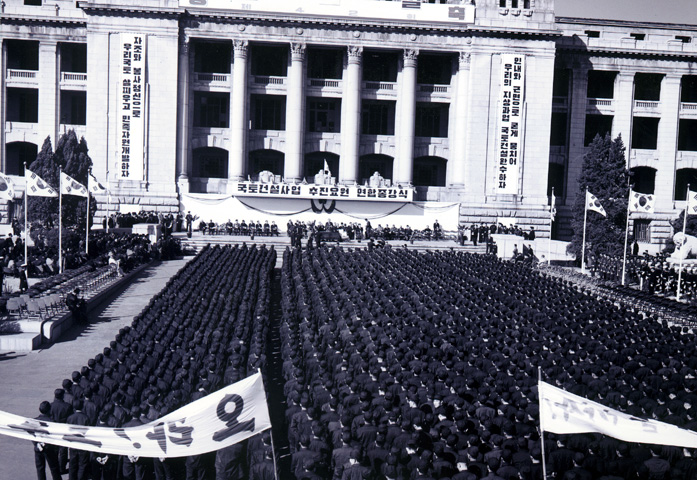
국토건설사업 교육 종강식 (1961년 2월)
(대학, 초대졸 출신 고학력 실직자 취직을 목적으로 그는 국토건설 사업을 계획, 시행한다.)

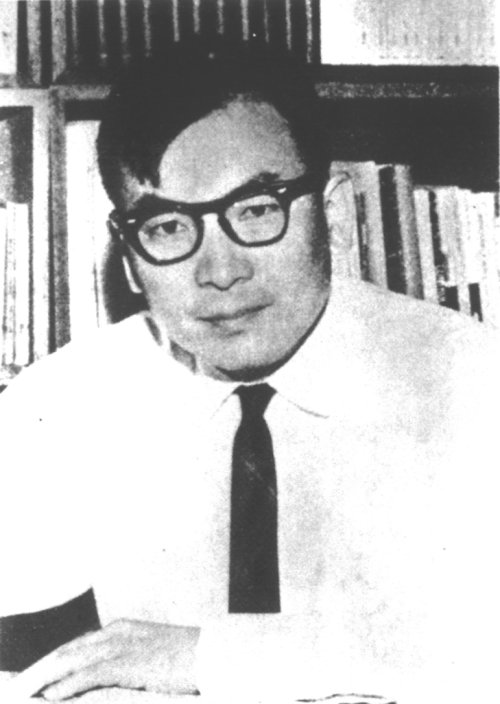
장준하
(그는 장준하와 사상계 동인들을 발탁하여 국토개발사업 및 정신계몽사업을 주도하게 한다.)

장면은 한국 전쟁 이후 고학력자들의 실직 문제를 해결할 방안을 마련했고 1960년 8월에는 국토건설사업을 직접 기획, 발의하였다. 이에 따라 고졸 혹은 대졸 이상의 당시 고학력자들을 대상으로 건축, 토목 등의 기술을 2주~4주간 교육한 뒤 국토건설요원으로 각지에 배치하여 국토개발 사업과 건축, 도로 공사 등의 임무를 전담하게 했다.
1960년 8월 장면은 장준하와 그의 국제연구소 멤버들에게 국토건설사업을 도와줄 것을 요청했고, 장준하는 장면의 요청을 받아들였다. 본부장은 장면총리가 겸임했고 장준하는 수석부장으로서 본부장 대리 구실을하는 기획부장을 맡았다. 이후 주요한, 정헌주, 함석헌 등을 강사진으로 초빙하여 기술교육 외에 정신교육도 병용하여 실시했다. 사실상의 국토건설단의 책임자는 장준하, 주요한이었지만 그는 이들에게 수시로 운영 결과와 강의 내용에 대한 보고와 결재를 받았다. 11월 28일 대규모 공공사업인 국토건설사업 계획을 발표, 댐, 발전소, 도로건설 등을 목표로 하는 연 예산 400억 환 규모의 계획을 발표했다. 이후 국토건설본부를 창단하여 초대 본부장에 취임하여 국토개발사업을 추진하였고, 대졸 미취업자를 국토건설본부 요원으로 채용하여 전국 시군에 파견하여 건설사업을 추진하였다.
1961년 1월 27일 국토건설단 관계관 회의를 주관하였고 이후 2월 27일에는 국토건설단 종강식에 대통령 윤보선과 함께 참석하였다. 4월 18일 장면은 매카나기의 후임으로 주한미국대사에 부임해온 마셜 그린을 면담했다. 면담에서 마셜은 한국의 국토건설사업에 1억 5천만 달러를 추가지원해주기로 약속하였다.

##### 정책 수립
1960년 11월 1일 민족통일연맹으로부터 통일 문제 논의를 위해 미·소를 방문해줄 것을 요청받기도 했다. 11월 2일 오스트리아식 통일한국론에 반대한다는 담화를 발표하였고, 11월 3일에는 미국의 대통령 후보자들에게 한반도 중립화 통일안에 대한 반대의사를 피력한 서신을 발송하였다.
제1공화국에서 진보당 사건으로 1959년부터 금지된 사회주의 정당 결성의 불법화도 풀어주고, 사회주의 정당의 창당과 결성도 프롤레타리아 혁명 등의 폭력혁명을 기도하지 않고 제도권 내의 야당을 지향한다는 조건부로 허용하였다.
1961년 1월 1일의 공개 담화에서 정치의 자유 허용을 선언했다. 1월 1일 대국민 공개 담화에서 그는 정치인을 풍자하거나 예술 작품의 소재로 허용해도 좋다고 선언한다. 그러나 정치인에 대한 풍자의 자유는 1961년 5월 16일 5·16 군사 정변으로 사라지고, 1987년에 가서야 다시 부활한다. 그러나 김일성과 북한에 대한 찬양이나 긍정적인 평가는 금지시켰다. 이후 자신의 별명인 붙여진 자장면, 짜장면, 삼다 선생(三多先生, 겁 많고, 욕심 많고, 모르는 것이 많다)이 시중에 유포되며 조롱, 풍자 꺼리가 되었지만 이에 개의치 않았다. 그는 풍자의 자유, 정치 결사의 자유를 두루 허용하도록 했다. 그가 정치인에 대한 풍자의 자유를 선언한지 얼마 안돼서 나온 것은 시인 김수영이 그를 조롱하는 풍자시였다.

'김일성 만세'

한국의 언론자유의 출발은 이것을

인정하는데 있는데

이것만 인정하면 되는데

이것을 인정하지 않는 것이 한국

언론의 자유라고 조지훈이란

시인이 우겨대니

나는 잠이 올 수밖에

'김일성 만세'

한국의 언론자유의 출발은 이것을

인정하는데 있는데

이것만 인정하면 되는데

이것을 인정하지 않는 것이 한국

정치의 자유라고 장면이란

관리가 우겨대니

나는 잠이 깰 수밖에— 김수영, '김일성 만세'

장면은 이를 매우 불쾌하게 여겼고, 김수영의 이 시는 김일성의 찬양을 고무한다는 이유로 압력을 받아 언론에 공개되지 못했다.
12월 10일에 성화 조작 보도에 불만을 품고 신앙촌 신도 6백여명이 동아일보사 본사를 습격한 사건이 발생했다. 언론 보도에 불만을 품고 신문사나 방송국에 대한 물리적 폭력 행사가 지속되자 장면은 1961년 1월 1일 방송담화를 통해 풍자의 자유를 전면 허용하겠다고 선언한다.

##### 인사 개혁

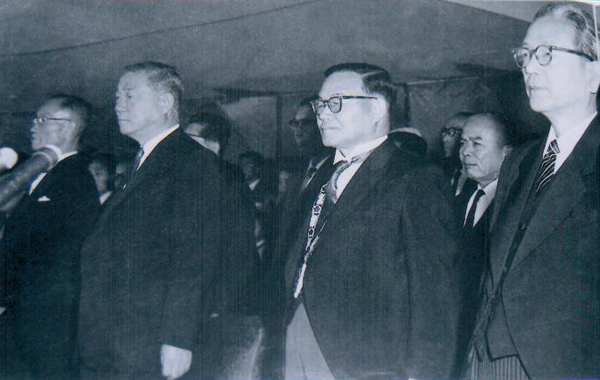
제2공화국의 대통령인 윤보선(오른쪽에서 두 번째)과 총리 장면

1960년 12월 그는 정권 인수 3개월 안에 자유당 정권에 협조했거나 다른 문제점이 있는 경찰관 4천500명을 해고했다. 또한 다른 경찰관의 80%를 다른 지위, 다른 지역으로 전출시켰고, 이승만 정권의 고위 공무원 5천명도 해임했다. 그러나 빈자리는 민주당 당원 출신의 정실인사로 채워졌다. 이승만의 측근이었던 윤치영 등은 정치보복, 정실인사라며 조소하였다.
장면은 8월부터 군인사를 단행하여 최경록을 참모총장으로 인준하려 하였고, 사전에 이를 안 최경록은 대통령 권한대행 겸 내각수반을 겸하던 허정으로부터 육군 참모총장직을 제의받았으나 이를 사양하고 최영희에게 양보하였다. 8월 29일 최경록을 육군 참모총장으로 인준하였으나 민주당의 신파 인사들은 같은 천주교 신자인 육군 중장 이한림을 참모총장으로 인선하도록 압력을 가하였으나, 장면이 이를 거절하고 인선하지 않은 것을 문제삼아 계속 항의하였다. 이한림은 최경록 등과 이승만 정권에서 자행되는 부정인사에 협조하지 않아 진급이 늦은 장성이었다. 그러나 최경록은 미국이 장면 내각의 군인사 정책에 간섭에 반발하여 항의하였다가 6개월 만인 1961년 2월에 낙마하였다.
10월 10일 허정 과도내각수반 때 임명된 시·도지사를 전격 경질했다. 그러자 대통령 윤보선은 민주당 구파 입장을 대변하여 유감성명을 발표했다. 장면 내각에서 정치에 왜 관여하느냐며 비판하자, 윤보선은 국가적인 큰 잘못에 대해 국민의 한 사람으로서 말했다고 대응했다. 1960년 10월 12일 신정부수립 기념식에 참석하였다.
민주당 정권이 집권하자 이종찬 장군은 국무총리 장면을 찾아 박정희의 중용을 건의하였다.
 그러나 장면은 이 문제를 바로 답변하지 않고 주한미군 사령관 매그루더 사령관을 찾아 논의하였다. 며칠 뒤 매그루더는 한국 육군본부로 박정희의 신원조회를 요청하였고 김형일 육군본부 참모차장은 '박정희는 좌익이다'고 답변하였다. 매그루더는 다시 장면을 찾아 '그런 사람을 어떻게 그런 요직에 앉혀뒀냐'며 항의를 했습니다.
육군 참모총장 경질 이후 민주당 신파 인사들은 최경록의 후임으로 육군 중장 이한림을 재차 천거했으나 1961년 2월 17일 장면은 후임 참모총장으로 장도영을 발탁했다. 한편 로마 바티칸에 주의대사로 파견되었던 이종찬은 장면에게 박정희를 참모총장으로 기용하면 반란이 일어나지는 않을 것이라는 건의를 하였으나 장면은 이를 거절하였다. 한편 윤보선이 군통수권을 행사하려 하자 그는 1960년 11월 30일 군 통수권은 내각에 있다는 의견을 발표하였다.

#### 중앙정보위원회&시국정화단 설치
1960년 11월 11일 장면은 정보기관 설치를 요구하는 미국 중앙정보국 측의 요청을 수용하여 중앙정보위원회를 창설하였다. 나중에 1961년 3월 2일에는 자신의 직속으로 또하나의 정보기관인 시국정화단을 조직한다.
1960년 11월 11일 중앙정보조직인 중앙정보연구위원회를 조직하고 위원장에 취임하였다. 장면 총리는 미국 CIA 서울지부의 권유에 따라 총리실 직속의 중앙정보기관을 만들었다. 미국 CIA는 1961년 중앙정보연구위원회라는 이름으로 발족한 이 기관의 책임자로 이후락을 밀었다. 이후락은 미국인들의 지원에 힘입어 육군소장 예편과 함께 정보연구실장(차관급)으로 취임했다. 중앙정보위가 설치되자 그가 만들어놓은 79부대는 중앙정보위에 편입되었다.
장면이 이후락을 중앙정보위의 정보실장과 연구실장으로 발탁된 것은 미국 중앙정보국의 추천에 의해서였다. 그러나 이후락의 성품과 사람됨됨이를 불신했던 장면은 1961년 3월 28일 이기호(李岐鎬)를 행정이사관 임용과 동시에 연구실 부실장으로 임명하여 이후락을 견제하게 한다. 당시 당시 국방부 정보비서관인 육군대령 이기호는 특명으로 육군준장 진급과 동시에 예편하고 중앙정보위 연구실 부실장으로 임명하여 이후락을 견제, 감시케 했다.

#### 총리 취임 2기

##### 당내 갈등과 개각
1961년 1월에는 2차 개각을 단행하였고 3월에는 대졸 미취직자들을 구제하기 위해 국토건설단을 발족하였다. 1월에 장면은 공무원노조 및 교사 노동조합 설립 추진운동을 불법으로 규정하고 관련자들을 파면, 해임시켰다.
1월 10일 참의원 의원 여운홍이 평화통일과 남·북한 인사교류의 첫단계로서 북한의 전 최고인민회의 상임위원장(전직 북한의 국가수반)인 김두봉(金枓奉)과 당시 조선민주주의인민공화국 국가수반 겸 최고인민회의 상임위원장 최용건, 내각 부총리 홍명희 등을 남한에 초청해야 한다고 주장하자 1월 16일 장택상은 국시위반이 아니냐고 되물었다. 장택상은 국회 발언에서 “장면 정부는 전 자유당 정부가 취한 판문점 휴전조인거부태도를 그대로 지속하느냐? 그렇다면 북한을 정식 정부로 인정할 수 없는 것임에도 불구하고 여운홍씨의 말에 정부는 왜 아무 조치를 취하지 않느냐”고 항의하였다. 이에 장면은 “북한의 전 최고인민회의 상임위원장(전직 북한의 국가수반)인 김두봉과 최고인민회의 상임위원장 최용건, 내각 부총리 홍명희 등을 남한에 초청하자는 참의원의원 여운홍의 주장은 정치인의 의견이라면 모르나 정식으로 제안한 것이면 문제삼지 않을 수 없다”고 경고하였다. 북한과의 협상 요구가 일부 터져나오자 이를 방관한다는 이유로 그에게 의혹을 보내는 주장이 터져나왔고 장면은 이를 해명하기 급급하였다.
윤보선이 민주당 구파 정치인들을 청와대로 자주 불러들여 모임을 가지면서 장면 내각의 정책과 반대되거나 장면을 비난하는 성명을 수시로 내면서 장면은 청와대를 갖은 정략을 꾸미는 구파들의 참모본부로 여겼다.
1961년 1월, 취임 초부터 자신들의 리더 이철승을 국방이나 내무장관직에 입각시키라는 당내 신파 소장파의 의견을 받아들여 이철승에게 보사부장관직을 제의하였으나 이철승은 제의를 거절했다. 1월 12일 미국의 경제관료들을 면담하고, 2월 25일에는 케네디 미국 대통령을 면담했다. 2월 8일 한미경제원조협정을 체결하고 기자회견을 하였다. 2월 15일 야당이 제의한 한미 행정 협정 수정안을 거부하였다. 1961년 3월, 대통령 윤보선으로부터 거국내각 구성을 제의하였으나 거절하였다.

##### 보수 세력과의 갈등
4.19 관련자에 대한 미온적인 처벌이 문제가 되자 그는 결국 1960년 말부터 민주당 의원들을 통해 공민권 제한 대상자를 선정하되, 최소한의 인원으로 결정할 것을 주문했다. 정치보복이 발생해서는 안 된다는 것이 그의 이유였다. 그러나 최소한의 인원만 처벌하자는 그의 주장에 다른 민주당 의원들 중에는 노골적으로 불만을 드러내기도 했다. 이어 장면은 민주당 의원들을 통해 반민주행위자에 대한 공민권을 제한하는 법률을 통과시키고 그 정도에 따라 5년 혹은 7년간의 공민권을 제한하는 조치를 취하였다.
그는 공민권 제한 대상자에 3.15 부정선거 당시 자유당 정,부통령 후보, 각 당 중앙당 당무위원, 기획위원, 정무위원, 정부 심계원장, 대통령 비서관, 민의원 의장 비서실장, 그리고 자유당, 경찰, 중앙 및 지방 행정기관, 금융기관, 노총, 반공청년단 등의 지도층, 3군 참모총장으로 결정하였다. 그밖에 현저한 반민주행위의 혐의가 있는 자 역시 공민권 제한의 심사대상자로 결정하였다. 공민권 제한법은 1961년 1월 4일자로 시행령이 공포되어 효력이 발생하였다. 이렇게 해서 자동대상자 658명의 공민권이 박탈되었고, 전국적으로 14,000명이 심사대상자로 분류되어 특검의 심사를 받았다.
심사대상자 가운데 경찰은 2,534명(경감 7명, 경위 84명, 경사 454명, 순경 1,970여 명)이나 되었다. 경찰은 자유당 정권의 하수인, 부정선거와 발포의 원흉으로 지적되어 적지 않은 수난을 당해야 했다. 장면 정권은 경찰 가운데 4,521명(14%)을 파면시키고, 전체 경찰의 80%를 인사, 보직 이동시켰다. 그러나 정치테러와 총기발포 등에 직접적인 관련이 있는 경찰 고위간부들은 구속하지 않고 단지 해임하였다. 공민권 제한 대상자에 노총과 반공청년단 등 우익 단체 지도자가 포함되어 있자, 우익 단체들은 즉각 반발하였다. 장택상은 장면 같은 인물도 대통령 꿈을 꾸는데 나라고 대통령 꿈을 못꾼다는 보장은 있느냐며 공공연히 반발하기도 했다.
그러나 소급입법을 적용하여 3.15 부정선거 관련자들을 처벌할 것과 자유당계열 인사들을 숙청할 것을 요구하는 시위가 계속 일어났지만 그는 시위대의 주장에는 반대한다.

##### 부정축재법과 정치자금 문제
3월 24일 부정축재법에 관련 재계 대표들과 회담하였다. 집권 초반에 부패정치인 처리로 그는 골머리를 앓기도 했다. 개인적으로는 청렴했던 장면은 정치자금 문제로 큰 고통을 받았다.
김의원 나 죽겠소. 여당 의원들이 자기 선거빚 좀 갚아달라 하고, 정치자금 좀 달라 하며 자꾸 우는 소리를 해대니 내가 이를 어찌 할 수 있겠소.

사적으로 뇌물받는 것을 거절했고, 아버지의 대에 관료생활을 하였지만 대가족의 생계를 채우기에 벅찼으므로 정치자금을 조달할 곳이 없었다. 쪼들리는 정치자금과 활동자금을 달라는 신파 인사들 사이에서 그는 곤욕을 당했다.
3월 23일 대통령 윤보선으로부터 호출, 사퇴하라는 권고가 들어왔다. 그러나 장면은 화를 내며 “나의 총리직은 헌법에 의해 보장된 직책이므로 사퇴할 수 없다”고 받아쳤다.
나의 국무총리직은 대한민국의 적법한 법 절차에 의해서 맡게 된 것이므로, 내 자의로 정권을 내놓는다 안 내놓는다 할 수도 없는 것이고, 당신의 강요에 따라 (내가) 총리직을 사임할 성질의 것도 아닌 줄 안다.

3월 29일 강원도 원주-춘천간 도로포장 기공식에 참석, 군민이 합심해서 헐벗은 이강산을 하루속히 건설하자고 강조했다.
1961년 4월 민주당 총재에 선임되었고 4월 7일 제 5회 신문 주간 기념대회에 참석, 5월에는 3차 개각을 단행하였다. 그해 3월 그는 자유주의에서 한발 후퇴, 깡패와 혁신세력 소탕을 결심한다. 같은 달 초 장면은 강력한 정치를 하기 위해 경찰을 통해 혁신분자와 깡패 리스트를 작성, 5월 19일 국가비상사태 비슷한 것을 선포, 혁신계와 깡패들을 일제 검거한다는 계획 아래 그 리스트를 작성해 놓고 D데이를 기다리고 있었다. 그러나 이 계획은 5·16 군사정변으로 좌절되고 만다.

##### 4.19 관련자들 명예 회복 노력
60년 4·19 혁명 직후의 제2공화국에서는 양민학살 사건의 진상조사특별위원회’를 구성해 실태조사를 진행하고, 장면 총리가 희생자들에 대한 조의를 표했다. 그러나 4.19 관련자들에 대한 소급입법과 처벌에는 반대했는데, 그의 의사와 상관없이 소급입법안이 통과되었다.
4월 26일 일본 천황 히로히토의 탄신 기념일 축전을 보냈다.
이 뜻깊은 천황의 탄신일을 맞이하여, 본인은 한국 정부와 국민을 대표하여 충심으로 축하의 뜻을 표하며 천황의 끊임없는 건강과 귀국의 번영을 기원하는 바입니다.

한국의 정부 수반이 일본 천황에게 보낸 공식 축전은 대한민국 정부 수립 이후 최초의 일이다. 일본 천황 생일 기념 축전을 보낸 일로 극우 단체에서는 순회동 공관과 민주당 당사에 몰려가 장면은 친일파라며 항의 집회를 개최했다.
4월 28일 혁명 과업 완수 등 80개 항의 정책 백서를 발표하고 이의 실천을 다짐했다.

#### 5·16 군사 정변 직전
5·16 일주일 전 장면은 구체적인 쿠테타 정보를 입수하자 군부 주체 세력을 불러서 단단히 따졌다. 그러나 박정희, 김종필 세력에도 한다리를 걸치고 있었고, 장면 측에게도 한다리를 걸친 장도영은 그럴리 없다고 반박하였다.
장 총장, 이것이 내가 당신에게 네 번째로 말하는 군부에 관한 정보야. 어떻게 된 일인가?

천만의 말씀이십니다. 그런 일이 있겠습니까? …(이하 중략)… 제가 있는 동안은 그런 일이 있을 수 없습니다.

1961년 박정희 등이 일으킨 5·16 군사 정변으로 제2공화국이 붕괴하면서 그는 5월 16일 4시 30분 총리관저를 떠나 미국대사관에 신변보호를 요청하였으나 대사관 직원이 부재중이라 들어가지 못하였다. 장면은 아내와 자녀들은 다른 곳으로 피신시킨 뒤 5월 17일 새벽 6시경 홀로 카르멜 수녀원으로 피신했다. 박정희와 군사정변 주동자들은 장면을 찾는데 혈안이 되어 있었고, 장면은 자신을 찾는 외무부 장관 정일형의 전화 조차도 받지 않고 자신의 은신처를 알리지 않았다.
이범석-박병권 일파의 쿠데타 기도와 윤치영 등 강경 보수 세력의 쿠데타 기도 외에 그는 정일형을 배경으로 한 최경록 역시 불신하였다.

### 생애 후반

#### 국무총리 사퇴
5월 17일 새벽 수녀원에 있던 장면은 주한 미국대사관에 계속 연락했다. 그러나 장면은 주한미국대사관에도 자신의 은신처를 밝히지 않았다. 유엔군 사령관 매그루더는 미국 본국에 지원요청을 했으나 미국 국무부는 불개입 의사를 나타냈다. 5월 17일 미 국무부는 장면은 나타나지도 않았고 지도력을 행사하지도 않는다는 이유로 거절했다. 5월 18일 미국 측과의 통화에서 미국의 불개입 의사를 전달받은 장면은 전화를 끊고, 5월 18일 오후 카르멜 수녀원을 나왔다. 대통령 윤보선이 5·16 군사 정변을 추인했다는 소식과 “올 것이 왔다”고 하는 그의 발언 소식을 접한 뒤 5월 21일 3일 만에 모습을 드러낸 그는 공식 기자회견에서 내각총사퇴서를 발표하였다.
장면사

금번 군사 쿠테타에 대한 정치적, 도의적 책임을 통감하고 우리 국무위원일동은 전원 총 사퇴한다. 국민제위에게 양해있기를 바라는 바이다. 그리고 사후 수습에 있어서는 유혈을 방지하고 반공(反共) 태세를 강화하며, 국제적 지지를 확보하는 방향으로 나아가기를 희망한다.— 단기 4294년 5월 21일 국무총리 장면 외 국무위원 일동

이 짤막한 사퇴사를 남기고 퇴진하였다. 장면은 국무총리가 일을 못하게 된 큰 이유는 대통령 윤보선이 딴죽을 걸었기 때문이라고 지적했다. 그는 윤보선과 민주당 구파, 신민당의 비협조와 구파 계열이 군사정변을 묵인 내지는 동조했다고 비판하였다. 한편 그는 자신이 왜 쿠데타로 축출되어야 하는가 알 수 없다며 억울함을 토로하였다.
| “ | 이게 천주님의 뜻인지도 모르지. 이게 천주님의 뜻이라면 나는 따를 수 밖에. 허나 정녕 맹세하거니와 나는 쿠데타를 당해야 할 만큼 잘못을 저지른 일이 없네. 내가 뭘 잘못했단 말인가? 내게 잘못이 있었다면 민주주의를 민주주의대로 하려고 한 잘못밖에 더 있겠나? | ” |

총리 퇴임 직후 그는 자택에 칩거하였으며. 이후 국가재건최고회의에 의해 정치정화법 대상자로 지정되어 정치활동에 금지조치를 당하였다. 7월 4일, 국가재건최고회의 공보실과 합동 수사 본부에서 민주당 정부의 용공 정책 진상을 발표하였다. 용공주의 혐의에 대해 그는 8월 16일에, 반박하는 내용을 담은 인쇄물 《나의 심경을 말한다》를 배포하였다.

#### 야당 정치인과 신앙활동 (1961 ~ 1966)
1961년 9월 7일 군사혁명재판소 군사 재판에 출두하여 증언하였으며 불기소연금되었다가 11월 10일 불기소 연금에서 해제되었다. 이듬해 1962년 6월에 장면은 이주당 사건의 배후라는 의혹을 받았고 장면과 10년 이상 친분 관계를 쌓아오던 미국인 도널드 웨터카는 ‘이주당 사건’에 연루된 혐의로 한국에서 추방당했다.
8월에는 구 이주당계 사건의 배후로 지목 되어 공산주의 혐의를 받고 재판을 받고 법정 구속, 사형이 구형되었다가 1962년 9월 육군본부 보통군법회의에서 감형되어 징역 10년이 선고었으나 10월 15일 보석으로 출감하였다. 8월 10일 군정으로부터 입건·송치되었으나 이후 10월 15일에 보석으로 출감하였다. 그러나 10월 20일 군사혁명재판위원회는 다시 장면에게 항소를 제기하였다.
1963년 2월 다시 구 이주당계 사건으로 기소되었으며, 공산주의 혐의와 반혁명 음모로 재판에 회부되었다. 재판에서 그는 3년 징역, 5년 집행유예 항소심 판결을 받았다. 그해 박순천, 오위영, 현석호, 조재천, 김도연 등과 함께 민주당 재건에 참여하였다. 이후 야당 정치인으로 정치활동을 하였다. 12월 14일 국가재건최고회의는 정치정화법 해당자 192명을 추가 해제하였으나 장면 등 74명은 미해제시켰다. 10월에는 대통령 후보자로 출마한 윤보선의 예방을 받았다.

### 사망

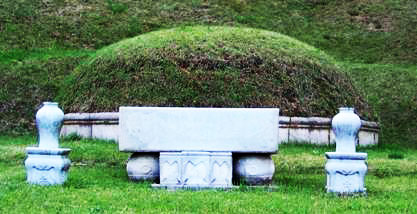
장면 박사 묘소

1964년 7월 20일, M.V. 우드게이트(M.V.Woodgate)의 저서 《성 빈센트 바오로(St.Vincent de Paul)》의 한글 번역한 『성 원선시오』를 출판하였다. 이듬해 1965년 3월 27일 천주교 혜화동 교회 평의회 회장에 피선되었다. 또한 동료 정치인인 박순천, 현석호, 조재천 등을 전도하여 천주교에 귀의하게 하였다.
1965년 7월에는 김포공항을 방문, 비행기편을 통해 운구되는 이승만 시신 영접에 참석한 뒤, 7월 27일 ‘이승만 박사 국민장 장례식‘에 참석하였다. 1966년 1월 27일 지병인 간염과 당뇨병 등의 악화로 성모병원에 입원하였다. 5월 14일 박정희 정권은 장면을 정치정화법 대상자에서 해제시켜 주었다. 그러나 병세가 악화되자 5월 24일 다시 미아리 성가병원에 입원한다. 그러나 가망이 없자 다시 자택으로 옮겨왔고, 6월 4일 서울 종로구 명륜동 자택에서 간염, 당뇨병 등의 합병증이 악화되어 향년 68세로 숨졌다. 그는 이승만 대통령의 선례에 따라 조촐한 가족장(家族葬)을 할 것을 유언했으나 장례는 정부에 의해 국민장(國民葬)으로 정해졌다.

## 사후
- 6월 6일 가족장을 결정했다가 다음날 국민장으로 변경되었다. 장례는 1966년 6월 10일 동대문운동장에서 국민장으로 거행되었고, 6월 12일 서울시에서 시가행렬과 노제를 거쳐 경기도 포천군 소흘면 이동교3리 산14-1(현 경기도 포천시 소흘읍 이동교3리 산 14-1) 윗용산골 천보산의 천주교 혜화동교회 포천묘원에 안장되었다.
- 1999년 8월 27일 ‘탄신 100주년’을 기념하여 김대중 정부에 의해 건국훈장 대한민국장(훈 1등)이 추서되었다.
- 1990년대 중반 이후 복권노력이 시도되었고, 1999년 7월 5일에는 운석기념회가 공식 출범했다.
- 1999년 4월 28일 추기경 김수환은 강원도에서 추기경 서임 30주년 축하식을 열어준 군종사제들과의 면담에서 "장면 총리의 역사적인 재평가 작업을 여생동안 이뤄보고 싶다"는 의지를 적극 표명하였다[148] 6월 4일 장면 총리 서거 33주년 기념일인 신임인사차 예방한 박지원(요셉) 문화관광부장관은 김수환 추기경에게 “장면 전 총리의 포천묘소를 국립묘지로 이장할 것을 제의하면서 협조를 요청”하기도 했다.[148] 6월 11일과 6월 12일자 대한매일에 “5·16 당시 나라가 공산화 직전에 있었다든가, 장정권이 지나치게 부패했다는 쿠데타 명분에 대해서 상당 부분 공정한 주장이라고는 생각하지 않는다”라고 밝히는 등 이 땅에 최초의 민주주의 꽃을 피운 제2공화국의 역사가 우리 현대사에 정직하게 기록될 것을 희망했다.[148]
- 1999년 7월 5일 오후2시 서울 종로구 동숭동 흥사단 강당에서 운석기념회가 창립되었다.[149]
- 9월 20일 오후 서울 동성고등학교 대강당, 대학로 혜화로터리 옆에서 운석장면박사 탄신100주년 기념음악회가 열렸다.
- 15대 대통령 김대중(金大中)은 1999년 8월 27일 서울 혜화동 성당에서 열린 ‘운석 장면선생 탄신100주년 기념미사’에 참석했다.[150] '장면과 제2공화국이 무능하고 부패했다는 비난은 5·16 쿠데타 세력이 자신을 정당화하기 위한 것이었다'고 하였다.[150] 김대중은 직접 미사에 참여해 “장 박사 정권이 무능하고 부패하고 혼란했다는 말은 5·16 쿠데타 세력이 쿠테타 정당화를 위해 국민의 머리를 세뇌시킨 결과”라며 “장 박사님에 대한 부당한 평가가 오늘 건국훈장 추서로 말끔히 씻겨 다행스럽게 생각한다”고 축하했다. 9월 13일 세종로 정부청사에서 국무총리 김종필 주재로 임시국무회의를 열어 건국훈장 대한민국장을 추서했다.[151] 그러나 장면의 건국훈장 중에서 최고등급인 대한민국장 추서에 대해 논란이 있다.[152]
- 김수환 추기경은 장면을 가톨릭 성인(聖人)으로 추대하는 운동을 주도했으나 뜻을 이루지 못하고 사망했다. 동성상고 동문회의 한 관계자는 “추기경님은 돌아가시기 전까지 ‘선생님은 성인(聖人) 반열에 오르셔야 할 분’이라며 장 전 총리에 대한 진실을 밝히려 애쓰셨는데 뜻을 이루지 못해 눈을 감으며 아쉬우셨을 것”이라고 밝히기도 했다.[153]
- 2008년 8월 학술지 ‘한국사 시민강좌’ 하반기호(43호)에서 대한민국 건국 60주년 특집 ‘대한민국을 세운 사람들’을 선발, 건국의 기초를 다진 32명을 선정할 때 정치 부문의 한 사람으로 선정되었다.[154]

## 연보
- 1916년 5월 20일 서울 중림동 성당에서 김상집의 딸 김옥윤과 결혼
- 1917년 농림학교 졸업
- 1918년 4월 용산 천주교 소신학교 강사
- 1919년 기독교청년회(YMCA) 영어학교 졸업
- 1920년 미국 맨해튼 대학교 영문학과 입학
- 위장 질환으로 1년 휴학
- 1925년 미국 맨해튼 대학교 영문학과 졸업
- 1925년 미국 유학을 마치고 교황청의 한국인 순교자 시복식 방문
- 1925년 귀국하여 천주교 평양교구 설정 준비작업에 참여하며 메리놀 외방전교회 신부들의 한국어 강사로 활동
- 1925년 평안남도 소재 메리놀 센터 학당(Marynoll Center House)의 한국어 어학교수로 부임
- 1927년 평양교구 설정, 평신도 대표로 사목활동에 적극 참여
- 1928년 평양천주교청년회 회장
- 1931년 서울 동성상업학교 교사, 서무주임(실장)을 겸함
- 1936년 박준호 교장의 별세로 서울 동성상업학교 교장에 취임
- 1937년 4월 1일 혜화유치원장
- 1939년 4월 계성보통소학교 교장을 겸임
- 1939년 9월 20일 천주교서울교구 청년회연합회 회장에 피선
- 1945년 대한민국 임시정부 환영회에 참여
- 1945년 11월 13일 ~ 1946년 3월 조선교육심의위원회 심의위원 겸 제6분과위원회 위원[155]
- 1946년 2월 1일~ 비상국민회의 의원
- 1946년 2월 14일~ 남조선대한국민대표민주의원 의원
- 1946년 10월 남조선과도입법위원회 의원에 입후보, 당선
- 1948년 5월 10일 제헌 국회의원에 무소속으로 서울 종로구 을에 입후보
- 1948년 5월 30일 제헌 국회의원 당선
- 1948년 6월 11일 ~ 제헌국회 외교국방분과위원, 교육문화분과위원, 국회 외무국방위원회 외무분야 간사
- 1948년 6월 17일 ~ 제헌국회 선거심사위원
- 파리에서 열린 제3차 유엔 총회에 대한민국 대표단 단장으로 파견하여 대한민국 정부의 승인을 요청하여 성사시킴
- 1948년 12월 바티칸과 비오 12세의 지원을 바탕으로 각국 대표단을 찾아다니며 대한민국 정부 승인, 설득 작업
- 1949년 대통령 특사로 교황청을 방문
- 1949년 초대 주미 대한민국 대사로 부임
- 1950년 호주· 뉴질랜드·필리핀 파견 대통령 특사로 순방외교 활동
- 1950년 5월 호주 방문까지 모두 마치고 미국으로 귀환
- 1950년 6월 27일 미국 체류 중 북한의 남침 소식을 접하다.
- 1950년 6·25전쟁 직후 미국과 UN에 한국의 자유를 지켜줄 것을 호소하여 파병을 성사시킴
- 1951년 제2대 국무총리
- 1951년 로마 교황청 표창 수상
- 1952년 간장 질환으로 총리직에서 사직
- 1952년 원내 자유당 인사들의 리더로 활동, 내각 책임제 개헌 후의 국무총리 추대파와 이승만을 대신할 제2대 대통령후보로 추대하는 파가 나타남
- 1952년 발췌개헌안이 통과되고 추대 움직임 실패, 경향신문사 고문직에 임명
- 1952년 조봉암의 신당 영입의사를 거부
- 1952년 5월 부산정치 파동 때 미군의 도움으로 미군 병원으로 피신
- 1954년 호헌동지회에 참여
- 1955년 신익희, 곽상훈, 윤보선 등과 민주당 조직
- 1955년 민주당 최고위원
- 1956년 5월 부통령에 출마하여 러닝 메이트 신익희의 사망으로 고전을 치룸
- 1956년 5월 부통령에 당선
- 1956년 9월 시공관 민주당 전당대회에서 권총 저격, 손목 관통상을 당했으나 경상에 그침
- 1959년 민주당 대표최고위원에 피선
- 1960년 3월 대통령 후보 조병옥의 러닝 메이트로 부통령에 입후보했지만 낙선
- 1960년 4월 23일 부통령직 사임 - 25일 국회본회의에서 사표수리 가결
- 1960년 5월 제5대 민의원
- 1960년 8월 18일 제7대 국무총리로 선출
- 1961년 1월 1일 정치인 풍자의 자유를 허용하는 담화를 발표
- 1961년 1월 국토건설단 창단
- 1961년 5월 16일 5·16군사정변이 일어나자 피신
- 1961년 5월 20일 총리직 사직
- 1962년 이주당(二主黨) 사건으로 투옥되었다가 석방
- 1963년 재건 민주당에 참여, 야당 정치인으로 활동
- 1965년 간장염으로 성모병원에 입원
- 1966년 5월 정정법 해제
- 1966년 간장염으로 사망

## 장면 총리 가톨릭 성인 추대 운동
김수환 추기경은 생전 장면을 가톨릭 성인(聖人)으로 추대하는 운동을 주도했으나 뜻을 이루지 못하고 사망했다. 동성상고 동문회의 한 관계자는 “추기경님은 돌아가시기 전까지 ‘선생님은 성인(聖人) 반열에 오르셔야 할 분’이라며 장 전 총리에 대한 진실을 밝히려 애쓰셨는데 뜻을 이루지 못해 눈을 감으며 아쉬우셨을 것”이라고 밝히기도 했다. 김수환 추기경은 동성학교 재학 시절, 당시 일본 천황의 생일을 맞아 학교에서 열린 글짓기에서 '황국신민으로서의 소감을 적으라'는 질문에 '나는 황국신민이 아님. 그러므로 소감 없음'이라고 적었다가 교무실로 불려갔다. 당시 학교의 교장이었던 장면은 김수환 추기경의 뺨을 때리며 혼을 냈는데, 이는 당시 학교 밖에서 처벌을 받을 것을 우려한 장면이 일부로 체벌을 해서 이를 막기 위함이었다. 장면은 일본인 교감이 나간 직후 김수환에게 직접 사과했다.
2006년 장면 전 총리 서거 40주년 미사를 장익 주교와 김수환 추기경이 공동으로 집전했다. 당시 김 추기경은 “장 전 총리는 성인의 지위에 오를 만한 분이라고 생각한다”고 말해 장 전 총리에 대한 각별한 마음을 나타냈다.
김 추기경은 과거 장 전 총리 탄생 100주년 기념미사를 집전하는 자리에서 “성인 추대를 교회 차원에서 생각해 볼 수 있다”고 말한 바 있다. 운석은 미국 유학시절 세계 가톨릭 내 신앙조직인 프란체스코 수도회에 평신도로 가입한 데 이어 이 수도회를 국내에 소개했다.
김수환 추기경은 1990년대부터 그를 성인으로 추대하는 운동을 추진했다. 1999년 8월에 김추기경은 강론을 통해 "장면 박사는 정치인으로나 신앙인으로 모범적이고 거룩한 분이었다"고 회고한 뒤 "교회 차원에서 시복(諡福:죽은 뒤에 복자품에 올리는 일) 혹은 시성(諡聖:성인품에 올리는 일)이 추진되기를 바란다"고 밝혔다. 그러나 성사시키지 못한다.

## 논란과 의혹

### 친일 논란
총리까지 역임한 장면이 창씨개명을 했고, 학교 다닐 때 신사참배도 하였지만 국민총력천주교경성교구연맹 이사직을 맡았던 경력 때문에 친일인명사전에 이름을 올렸던 것은 일제강점기에 국민총력천주교경성교구연맹이 매월 첫째 주를 애국주일로 정해 ‘무운장구기원미사제’를 지냈으며 미사 후에는 시국에 대한 강론을 갖고 미사 후 단체로 신궁 또는 신사참배를 갖도록 독려했다는 데에 있었다.
또한 1999년 정운현의 “나는 황국신민이로소이다”에서 친일파로 지목된 이래, 2004년 민족문제연구소의 친일파 708인에 선정되었다. 1940년 7월 동대문경찰서에 동성상업학교 교장으로서 국방 헌금을 냈고 1941년 8월 7일 종교계의 총동원을 논의하는 종교계 시국간담회에 노기남과 함께 천주교 대표로 참석했다. 1943년 6월 16일 동성상업학교 교유와 생도들로부터 모금한 항공기 구입비 130여 원을 동대문경찰서에 냈다. 1944년 9월 국민동원총진회 중앙위원을 맡았다는 것이다. 2008년 민족문제연구소가 선정한 민족문제연구소의 친일인명사전 수록예정자 명단 중 로마 가톨릭 부문에 포함되었다. 그러나, 2009년 대통령 직속 친일반민족행위진상규명위원회(친일진상규명위)에서는 친일반민족 행위자로 분류하지 않았다.
한편 추기경 김수환 자신도 학도병으로 신사참배는 물론이고 창씨개명까지 했으면서 “장면은 단순히 신자 대표자로 활동한 것”이라고 적극 옹호하였는데 2005년 10월 21일 동아일보와의 기자회견에서 장면, 노기남, 김성수 등이 친일파로 선정되자 김수환은 이를 옹호하고 나섰던 것, 당시 김수환은 기자회견에서 장면, 노기남, 김성수를 변호하였는데 그는 일부 민간단체에서 친일파로 선정한 것에 대해 “노기남 대주교는 천주교 대표로 되고, 신자 대표로는 장면 박사가 되어 본인 의지와는 상관없음”을 해명하고, “단순히 친일이라고 판단을 내리는 것은 너무나 가벼운 행동이며 어른들에 대한 모독이다. 저(김수환) 또한 학도병을 갔다 왔고, 창씨개명과 학교 다닐 때 신사참배도 하였다. 당시 대부분의 사람들이 그러했을 것”이라며 객관성이 결여된 위치에서 친일파 선정 기준에 의문을 제기하고 옹호하였다.
한편 한때 주일대사를 지낸 라종일은 그를 다마오카 쓰토무라고 부르며 조롱했다가 자신의 부친에게 혼났다고 밝히기도 했다. "제가 소년 시절 인근에 사시던 장면(張勉) 총리님을 일본 이름 다마오까 쓰도무(玉岡勉)씨로 불렀다가 부친에게 꾸지람을 들었습니다. 나이가 들면서 그 꾸중의 의미를 조금씩 깨닫게 됩니다."라는 것이다. 한편 그가 제5대 부통령으로 출마할 당시 일부 단체의 이름으로 붙은 구호는 '음흉한 친일도배(徒輩)에 속지 말자', '민족정기가 통곡한다' 등의 구호였다. 그러나 그의 얼굴을 일본군에 합성한 사진은 1960년 정부통령 선거 외에도 그해 8월 총리 선출 기간에도 유포되었다.

#### 친일 의혹
1960년 8월 19일 국회에서 장면의 총리 지명 동의안 표결이 있기 직전, 김두한이 장면의 친일경력을 문제삼기도 했다. 김두한은 장면에게 역사적인 귀한 표를 던져서는 안 된다는 내용과 장면의 창씨명을 적은 전단을 뿌리고, 만일 장면을 총리로 뽑는다면 여의도 의사당을 불살라 버리겠다고 외쳤다.
한편 김수환은 그가 조선총독부로부터 학생들을 구하기 위해 오버한 것이라고 밝히기도 했다. 김 추기경이 졸업반인 5학년 때의 일화가 전해진다. 일제에 대한 울분을 참지 못했던 학생 김수환은 ‘수신(修身) 시간’에 ‘황국신민으로서 소감을 쓰라’는 시험문제를 받았다. “황국신민이 아니어서 소감이 없다.”라고 답했다고 밝히고 있다.”
김수환에 의하면 장면의 배려로 오히려 무사했다 한다. '결국 교장이던 장 전 총리에게 불려가 뺨을 맞았다. 장 전 총리가 김수환 학생을 호출해 일부러 꾸짖은 것은 ‘이대로 가다가는 큰 재목 하나를 잃겠다’는 생각 때문이었다. 수신 담당 선생에게 선처를 부탁하기 위해서도 절차가 필요하기도 했다.' 김수환은 퇴학을 각오했는데 오히려 도쿄의 가톨릭계 대학인 조치(上智)대학 문학부 철학과에 입학하게 된다.

#### 반론
장면이 조선총독부에 협력했다고 보기 어렵다는 반론도 있다. 일제 치하 천주교가 선교활동의 자유를 보장받는 조건으로 일제의 지배를 인정하는 동시에 신자들의 독립운동 참여를 반대했던 바, 신앙심이 깊은 장면으로선 그 노선을 따랐을 뿐 장면을 친일파로 보긴 어렵다는 시각이 있다.
2005년 10월 21일 김수환 추기경은 '일제는 태평양전쟁 말기 우리나라를 국민총동원체제로 끌고 가면서 여러 단체를 만들어 각 단체의 기존 책임자를 대표로 내세웠다. 그때 장면 박사는 대표적 천주교 신자였기 때문에 어쩔 수 없이 신자단체의 대표가 됐는데 단순히 이를 두고 친일로 매도하는 것은 너무나 가벼운 일이다.'고 반박했다. 김 추기경은 “간음한 여인에게 돌을 던져야 하지 않느냐는 바리새파 사람들에게 예수님이 하신 성경 말씀대로 ‘너희들 중 죄 없는 사람이 돌을 던져라’라는 말을 해 주고 싶다”면서 “당신들 아버지가 창씨개명을 안했거나 학교 다니면서 신사참배 안한 사람 있거든 이분들에게 돌을 던져라”라고 덧붙였다.
| “ | 일본은 전쟁 마지막 시기에 국민총동원 취지로서 각 단체마다 총동원단체를 만들었습니다. 그 단체의 책임을 진 사람은 그 단체의 장이 될 수밖에 없었습니다. 그래서 천주교에서는 노기남 대주교가 대표가 되고, 신자들의 대표로는 장면 박사가 됐습니다. 단순히 그런 것을 보고 친일이라고 판단을 내리는 것은 너무나 가볍습니다. 그런 어른들에 대한 모독이라고도 말해도 과언이 아닙니다. 만일 그 잣대로 보면 저도 학병을 갔다 왔고, 창씨개명을 했고, 학교 다닐 때 신사참배도 했습니다. 아마 그 당시 대부분의 사람들이 그러했을 것입니다. 창씨개명은 부모로부터 물려 내려오는 성을 바꾸는 반윤리적인 것이었습니다. 나는 우리 집이 가난해서, 창씨개명을 하지 않으면 전쟁말기 배급이 끊기기 때문에 어쩔 수 없이 창씨개명을 했습니다. 대부분 집에서 그러한 피할 수 없는 상황에 있었습니다. 어쨌든 창씨개명을 해서 이름을 바꿨으니까 그런 잣대로 보면 친일 아닌가요. 그런 연장선상에서 어른들을 봐야 합니다. 그런 단체에 가입하면서 정말로 민족에 해를 끼치는 일을 했다면 또 모르겠습니다. 그렇지 않았습니다. 장면 박사의 경우에는 대표적인 신자였기 때문에 이름이 올라갔는데, 그걸 단순하게 친일이라고 매도하고 돌을 던진다는 것은 참으로 지나칩니다. | ” |
|   | — 김수환 추기경 |   |

2005년 민족문제연구소가 ‘친일인명사전’ 후보 명단에 장 전 총리를 올렸다. 이때 김수환은 “각 종교단체 대표를 내세웠던 일제 말기 정책에 따라 대표적 가톨릭 신자였던 장 전 총리는 어쩔 수 없이 대표가 됐는데 이를 두고 친일로 매도하는 것은 너무 가볍다”이라며 강한 유감을 표시했었다. 김 추기경은 “선생님(장 전 총리)이 나를 살리시려고 일본인 선생들 앞에서 ‘오버’를 하신 것”이라며 안타까워했다. 한 동성상고 동문회 관계자는 “추기경님은 돌아가시기 전까지 ‘선생님은 성인(聖人) 반열에 오르셔야 할 분’이라며 장 전 총리에 대한 진실을 밝히려 애쓰셨는데 뜻을 이루지 못해 눈을 감으며 아쉬우셨을 것”이라며 아쉬움을 나타내기도 했다.

### 언론과의 갈등
민족일보는 2월 8일에 체결된 한미경제원조협정이 2월 28일 국회에 통과되기까지 7회에 걸쳐 사설을 통해 집중타를 가하였다. 비판이 격렬하자 장면은 민족일보가 정권을 무너뜨린다고 생각했다. 장면의 공보 비서였던 송원영은 회고록에서 민족일보는 창간 직후부터 계속 도각(倒閣) 공세를 폈다고 회고했다.
1961년 2월 말 국무원 사무처에서 장면 정권에 대한 비난을 계속하던 민족일보에 대한 인쇄중단을 지시했다. 이는 연일 장면 정부를 비난하는 논설을 내보내자 공보 비서 송원영을 보내서 기사를 빼달라고 사정하기도 했으나 호응이 없었기 때문이었다. 민족일보는 곧 제2공화국의 언론 탄압이라며 다시 공세를 퍼부었다.
한편 측근이자 사돈인 경향신문의 한창우 등은 그에게 인사청탁을 했으나 그는 인사청탁을 거절하였다. 비서관이었던 박종률의 증언에 의하면 “당시 한창우 사장은 장면 총리에 대해 심기가 불편했지요. 주일공사 등에 대한 인선건이 받아들여지지 않았어요. 그래서 불평도 많이 하고 그랬지요. 당시 경향신문이 장면 정권에 대해서도 혹독하게 비판했어요. 사돈간 치고는 너무 심하다 할 정도로 말입니다”라고 회고했다.

### 4.19 관련자에 대한 미온적인 처벌 문제
4.19 혁명, 3.15 부정선거 당시 학생 시위 진압자에 대한 미온적인 처벌이 논란이 되기도 했다. 그가 자유당 관련자 처벌에 미온적이었던 배경에는 미국의 요청도 존재하였다.
미국은 허정 과도정부 시절부터 총리 허정과 민주당 최고 대표위원인 장면에게 보낸 서한에서 "한국의 4월 민주혁명은 계급혁명이 아니며, 계급혁명이 되어서도 안 된다. 이는 비민주적인 이승만 독재정권을 타도하는 데 있었다. (중략)..... 미국의 원조가 사실상 한국 경제의 동맥 역할을 하고 있으니, 설사 부정축재자들이 이 정권 하에서 워조자금, 세금포탈, 부정 금융대부, 그리고 여타 수단과 집권당에 아부로 인한 이권 취득으로 치부를 이루었다 하더라도 이의 국고환원, 범칙금에 의한 부정재산 회수가, 쿠바의 카스트로 정권이 사유 개인재산을 몰수한 것과 같은 행위로 되어서는 안 된다."고 경고하고 있다. 장면은 당초 정치보복이 행해져서는 안 된다는 점을 지적하며 자유당계 인사들에 대한 처벌에는 반대하였다. 다만 부정선거 관련자들 선에서 처리하려 하였다.

### 대통령 취임 음모론
장택상은 장면이 비밀리에 사람들과 손을 써서 대통령에 취임하려고 했다는 의혹을 제기하기도 했다. 장택상에 의하면 1952년 UN총회에 같이 갔을 때 비밀리에 사람들과 연락해서 대통령이 되려고 계략을 썼다는 것이다. 장택상에 의하면 허정에게서 장면이 대통령이 되려고 음모를 꾸몄다는 말을 들었다고 한다.
그가 파리 제6차 UN총회에서 귀국한 직후 허정은 침울한 표정으로 "내 방으로 갑시다. 가서 들으면 잘 알 것이오."라고 대답하면저 장택상을 자신의 집으로 이끄는 것이었다. 한다. 허정에 의하면 "장면 씨가 국회의원 김모, 김모와 몇몇 사람을 통하여 간접 선거에 자기가 대통령으로 입후보할 것을 논의하였고 또 파리 체류 중에도 연락 부절(不絶)로 끊임없는 모의를 하였다."는 것이다. 허정이 전한 말 외에도 장택상은 파리 제6차 UN총회 직후 장면의 태도가 수상했다고 주장하였다.
| “ | 4개월 만에 임무를 마치고 1952년 2월 초에 영국가 미국을 거쳐 귀국하게 되었던 것이다. 나는 뉴욕에서 하룻밤을 지내고 그 곳에서 비행기로 내 자녀가 있는 로스엔젤레스로 향해 떠났다. 비행장에는 아이들은 물론 당지 주재 한국 총영사가 나와 있었다. 그런데 내가 미처 자동차에 오르기도 전에 총영사는 나에게 파리에 있는 장면 총리로부터 전보가 왔다고 말하면서 그 내용은 자기가 2,3일 후에 로스엔젤레스로 직행할 터이니 장 부의장은 본국으로 먼저 떠나지 말고 자기를 기다려 달라는 것이었다고 전하는 것이었다. 그 말을 듣자 그는 깜짝 놀랐다. 그래서 총영사보고 "아니 내가 파리에서 런던으로 떠날 때 장면 총리는 아직 병이 낫지 않았으니 스위스로 가 더 요양을 해봐야겠다면서 우리 두 사람이 서로 작별하였던 것인데 지금 와서 갑자기 로스엔젤레스로 오겠으니 나보고 먼저 본국으로 가지 말라고 하니 도대체 어찌 된 일이오?" 하고 물었다. 그러자 총영사는 "저는 어차피 그 내막은 백지입니다."하고 쳐다보는 것이었다. | ” |

장택상에 의하면 내가 제6차 유엔 총회에서 임무를 마치고 본국을 향해 떠나올 때 장면 씨는 그 때까지 병석에 있었다. 그리고 장면은 그에게 "나는 이곳에서 스위스 전문의를 만나 몇 개월 간 치료를 받고 본국으로 돌아갈 터이니 장 부의장은 먼저 떠나가라."고 말하여 우리는 헤어졌던 것이다. 그런데 막상 로스엔젤레스로 온다는 말을 들으니 나는 놀라움을 금치 못하였던 것이다. 그리고 불과 수 일이 지난 저녁 나절 장면 총리가 탄 비행기는 로스엔젤레스의 비행장에 도착하였다 한다.
그런데 장택상에 의하면 이때 장면은 본국으로 같이 귀국하자고 했다가 다시 말을 바꾸었다고 한다. 그에 의하면 '장면 총리는 LA에서 나를 만나자 즉시 하는 말이 "나는 스위스로 가기로 여정을 작정하였으나 본국으로 돌아가 대통령에게 보고하는 것이 옳다고 생각되어서 예정을 바꾸어 이 곳으로 오게 된 것"이라고 그간의 사정을 설명하는 것이었다는 것이다.
| “ | 장면 박사와 나는 로스엔젤레스에서 이틀을 더 지체하고서 하와이로 향하였다. 그런데 우리는 비행기 관계로 하루를 더 지체하게 되었다. 그 익일 아침 내가 비행장에 나가려고 호텔 현관 밖으로 나왔더니 마침 장면 총리가 호텔까지 와서 나보고 하는 말이 "나는 장 부의장과 함께 본국으로 가려고 이 곳 하와이까지 왓었으나 아무리 생각하여도 이 곳에서 더 치료를 받고 가는 것이 좋게 생각되어 장 부의장을 만나러 온 것이니 장 부의장은 먼저 본국으로 떠나라."는 것이었다. 나는 좀 이상한 생각이 들기는 하였으나 원체 어떻게 된 영문인지 깜깜부지하였기 때문에 그러라고 대답하고 나는 먼저 부산으로 떠났다. | ” |

장택상은 장면이 대통령 자리에 뜻을 두고 있었다고 판단했다. 그는 '나는 장면 총리와 파리에서 한 호텔에 있으면서도 좀 이상스러운 눈치는 보았었지만 그가 대통령을 꿈꾸고 있는 줄은 전연 눈치채지 못하였다. 장면 씨가 총리를 퇴직한 후에는 의당 있을 수도 있는 일이겠지만 현직으로 있으면서 자기 상사의 앉은 자리를 파헤친다는 것은 상식적으로 도저히 생각할 수 없는 일이었고, 더구나 일국의 재상으로서 있을 수 없을 뿐만 아니라 있어서도 안될 일이었기 때문이었다'고 하였다.

### 5·16 군사 정변 관련
장면은 그의 총리 재임기간 동안 10여 차례나 쿠테타 정보를 보고받거나 입수했다. 근거 없는 설이 아니라 매우 구체적인 정보였다. 장면은 그때마다 미국 타령을 했다. 그는 매번 “미군이 있는데 어떻게 쿠데타를 하겠소”라는 말로 대응했다. 쿠데타를 일으킬 세력으로 지목된 사람은 이범석 계열, 박정희 계열, 그 외에 군부 지도자들이 지목되고 있었다.
1961년 봄 장면은 족청계 거사설을 가지고 육군참모총장 장도영을 불러 사실확인을 했다. 그러나 장도영은 확실한 증거는 없지만 계속 조사하겠다고만 대답했다.
1960년 12월 김도연으로부터 정변 음모를 전달받은 윤보선은 장면에게 정변 준비 사실을 알렸다. 그러나 장면은 “장도영 육군 참모총장에게 알아보니 별일이 아니랍니다. 걱정할 것 없다”라고 대응하였다. 장면 내각은 ‘4·19 폭동설’에 대비해 군에 대해 폭동진압훈련을 지시했다. 소장 박정희 등을 주동으로 하는 군부 세력은 만일에 폭동이 발생하면 그것을 진압한다는 명목으로 군을 동원해 쿠데타를 일으킬 계획이었다. 그러나 불행중 다행으로 4·19 당일 폭동이나 데모가 없자 정변계획은 지하로 잠적할 수밖에 없었다.
5월 16일 정변 소식을 듣고 장면 총리는 일가족을 이끌고 주한 미국대사관으로 피신하였으나 주미대사관은 받아들이지 않았고 장면 총리는 가족들을 피신시킨 뒤 자신은 카르멜 수녀원으로 피신하였다. 장면의 처 김옥윤은 장면 사후, 미국 대사관이 장면의 신분을 알고도 문을 열어주지 않았다고 증언하였다. 카르멜 수녀원에 은신한 이후 3일간 연락이 두절되었다가 5월 18일 대통령 윤보선이 군사 정변을 추인했음을 확인하자, 장면은 수녀원을 나와 내각총사퇴 의사를 발표한다. 당시 박정희의 배후를 최경록 육군참모총장과 외무장관 정일형으로 의심하기도 했던 그는 총리의 행방을 묻는 외무장관 정일형의 전화 소식을 듣고도 행방을 알려주지 않았다.
그는 수시로 족청계 쿠테타설, 박정희 쿠데타설 등의 소식을 접하였다. 그러나 군부는 미온적으로 대응하였고 그 역시 쿠테타 모의설을 접하였으나 별다른 대응을 하지 않았다.

### 무능력이 아니라는 설
장면은 자신이 무능력했다는 주장에 대해 내각 출범 후 19일째 되는 날부터 쿠데타를 기도했는데 무능할 기회를 주기라도 했느냐고 반박하였다.
민의원 김영구는 "사실 억업됐던 자유를 풀어주니까 여러 가지 반응이 나왔습니다. 방종으로 흘렀다고나 할까요.이를 극복하지 못해 군부세력이 틈을 타 쿠데타를 일으키는 소지를 만들어 주었습니다. 하긴 장면정부가 무능해서 쿠데타가 일어난 것만도 아니지요. 군부세력은 이승만 정부 때부터 쿠데타를 계획해왔으니까요."라고 증언하였다. 그에 의하면 군인들은 이미 이승만 정권 때부터 쿠데타를 기도했다는 것이다.

### 흥사단 관련설
서북 출신으로 구성된 흥사단계열의 인물로 지목되었다. 그러나 흥사단의 핵심 인물들과 같은 고향이었으나 그는 흥사단에 가입하지는 않았다.
국무총리와 원내 자유당 시절부터 원내 자유당 외에 흥사단의 지지를 받기도 했다. 이후 그는 흥사단 계열로 분류되었고, 민주당 신파 계열에서 조차 그를 흥사단계로 보았으나 본인은 이를 부인하였다. “세간에서는 나를 신파에서도 흥사단(興士團) 계열이라고 보는 이가 있었다. 이는 전혀 낭설이다. 나는 흥사단과는 아무 관계가 없는 사람이다. 흥사단에 가입한 일도 없고 흥사단과 연관을 갖고 있지도 않았다. 흥사단 계열에서 나를 지지한 것은 사실이지만, 이것이 내가 흥사단 계열이라는 지목을 받을 이유는 되지 않는다” 라는 것이다. 흥사단에서 가입 요청이 들어오기도 했지만 그는 가입을 거절했다.

### 제1공화국 당시 대선출마, 내각제 개헌 의혹

#### 이승만 측근들의 주장
이승만의 측근들은 그가 2대 국무총리 재직 시부터 이승만 축출 모의에 적극 개입했다고 비판했다. 윤치영은 장면이 이승만의 환국을 끝내 막아버렸다고 했다. 이승만의 측근인 윤치영은 그가 이승만 박사를 세 번이나 제거하려 했다고 비판했다. “리박사 제거 음모를 꾸민 것은 휴전 반대와 반공포로 석방 때부터 두차례나 되고, 4.19를 빙자해서 끝내는 세 번째에 이승만 제거를 성공을 시켰다”며 그를 비판하였다. 윤치영은 그가 내심 대통령이 될 야심을 품고 있었다고 확신하였다.
장택상은 자신이 허정으로부터 장면이 대통령 출마를 시도했다는 증언을 들었다고 하였다. 허정으로부터 장면이 국회의원 김모 등과 몇사람을 통하여 간접선거에 자기가 대통령으로 입후보할 것을 논의하였고, 또 파리 체류 중에도 연락 부절로 끊임없는 모의를 하였다는 것이다. 장택상은 자신의 회고록에서 파리 유엔 총회때 장면과 한 호텔에 있으면서도 이상한 눈치를 봤었지만 대통령을 꿈꾸고 있는 줄은 전연 눈치채지 못했다고 하였다. 장택상은 장면이 대통령직에 야심이 있었는지 모른다고 의심하였다. 장택상은 “장면이 총리에서 퇴직한 후에는 충분히 있을 수 있는 일이겠지만 현직으로 있으면서 자기 상사의 앉은 자리를 파헤친다는 것은 도저히 생각할 수 없는 일이었고, 더구나 일국의 재상으로서 있을 수 없을 뿐만 아니라 또 있어서는 안될 일”이라고 비판하였다.
이승만의 비서를 지낸 박용만은 장면이 이승만 밑에서 국무총리직에 있을 때부터 야당 의원들과 서로 충분히 통하고 있었던 것은 말할 것도 없다고 주장했다. 박용만에 의하면 개헌공작이 구체화되괴 실현단계에 있던 1952년 4월 20일 장면이 이박사에게 국무총리 사표를 제출하였다. 장면이 국무총리직을 사임한 그때는 이미 개헌공작은 다 되어 있었으며 법적인 절차만 거치면 개헌안이 국회에서 통과되도록 충분한수를 확보하고 있었다고 주장했다.
박용만은 “이승만이 초대 대통령으로서 임기가 끝나는 해인 이때 ‘내각책임제 개헌이 되어 자신이 거세되는 것을 바라지 않았다’고 하며 자신을 거세하고 실질적인 실권자가 될 국무총리 자리에 자기가 이제까지 제일 신임하고 사랑했던 장박사가 된다고 하는 사실 앞에서 더욱더 큰 충격을 받지 않을 수 없었다”고 하였다. 그에 의하면 '이박사는 가장 신임하고 사랑하는 사람으로부터 가장 심하게 배신을 당했다는 생각을 가졌었다고'주장했다. 박용만은 “만약 전쟁중이었던 그 때에 내각책임제 개헌안이 통과되고 장박사가 국무총리가 되어 국정을 맡았더라면 어떻게 되었을까” 라고 의혹을 제기하였다. “스트롱 맨 이박사같이 평화선을 선포하고, 세계 여론과 압력을 일축해서 반공포로를 석방하고 북진통일을 끝까지 고집하며 휴전협정을 반대하고, 미국을 위협(?)해서 전후복구와 경제재건에 많은 원조를 받아 왔었을까? 이런 실없는 생각을 해보면서 나는 4․19 전후 장면 정권 때를 상기해 보기도 했다. 장면 정권 때는 또 그만 두고라도, 5·16 군사 쿠테타 직후 미국 정부측과 유엔군 총사령관이 며칠을 두고 국무총리 장박사를 찾았건만 겁에 질린 장총리가 여수도원에 숨어 있다가 며칠 후에 겨우 얼굴을 내밀고 정권을 넘기겠다고 선언하던 그 모습이 지금도 생생하게 떠오르면 입맛이 쓰다”는 것이다.

#### 장면의 반론
부산정치 파동 당시 병원선 피신 주장에 대해 미국 육군병원에 입원하여 4개월간 치료를 받았던 장면은 병원선엔 가 본 일이 없다 고 항변하였다. 장면에 의하면 부산 정치 파동 당시 신병으로 미군 병원에 입원한 것이며 병원선에 피신한 일은 없다는 것이다.
장면은 “후일, 서독 병원으로 사용한 부산에 있는 미국 육군병원에서 4개월간 치료를 받았다. 외부와는 일체 연락이 없었고 외부인의 출입도 금했다. 이것을 병원선에 피신하여 음모라도 꾸미고 있던 것처럼 억측을 한 것이다. 다시 말하면 병원선에 숨어 사람들을 시켜, 그때 대통령에 또 나서는 이 박사의 낙선 운동을 계획했다니 언어 도단이다” 라고 억울함을 주장하였다. 한편 오위영은 자신과 곽상훈(郭尙勳), 권중돈(權仲敦), 서범석(徐範錫) 제씨와 함께 수차에 걸쳐 은밀히 선거 전략을 추진하였으나, 불행하게도 정치 파동 등으로 뜻을 이루지 못하고 말았다. 고 회고하기도 했다.

#### 다른 야당 인사의 증언
한편 장면 본인의 의사와는 관련없이 곽상훈 등 야당 의원들은 장면을 대통령으로 추대하려 하려는 시도를 하였다. 곽상훈에 의하면 “그 무렵에 오위영 씨 댁에 모여 차기 대통령 선거에는 고집 불통이요, 심술쟁이인 이 박사를 몰아내고 운석을 대통령으로 앉힐 계획을 진행시켰다. 그 당시의 헌법에 정‧부통령 선거는 직선제가 아니라, 국회에서 얼마든지 이 박사를 몰아낼 수 있었다. 우리는 압도적인 사전 지지를 얻는 데 성공했다. 나는 당시의 국무 총리인 장 모씨에게 우리의 취지를 밝히고 도장을 찍도록 권했다. 그는 그 자리에서 도장을 찍어 주지 않았다”는 것이다.
곽상훈에 의하면 내각책임제로 바꾸고 장면을 그 내각책임제 하의 국무총리로 추대할 계획이었다 한다. '그날 집에 돌아와 곰곰이 생각해 보았다. 이 박사에게 너무나 가혹하게 하는 것 같았다. 당시에 그는 비록 실정을 하고 있지만, 그래도 과거 이 나라의 독립을 위해 한때는 사형 직전에 구사 일생으로 탈옥한 일도 있지 않는가? 그리고 지금 전시인데 갑자기 내각 책임제로 개헌하고, 또 이 박사까지 몰아내는 두 가지 일을 한꺼번에 해치우기란 용이한 일이 아닐 것 같았다.'는 것이다. 이어 곽상훈은 '이 박사를 실권 없는 상징적인 대통령 자리에 그냥 둔 채, 내각 책임제로 개헌해서 운석을 중심으로 한 인물 본위로 잘 다스리면 국가 장래를 위해 좋을 것이란 나대로의 결론을 내려, 그 이야기를 했다가 젊은 과격파들에게 묵살당하고 말았다. 걱정은 됐지만 대의에 따라야 하겠기에, 다시 장 모씨를 만나러 그의 국무 총리실로 갔더니, 신임 이 모 장관이 이미 와서 무엇인가 비밀히 숙의 중이었다. 나는 이 박사의 참모들에게 “손 맞게 일들 잘하시오. 성사하는 날 내가 국회에서 잘 알아서 할 테니…” 하고, 혼란한 정국을 바로잡고 참신하게 일하자는 뜻에서 한마디 넌지시 했다.'고 하였다.

### 국립묘지 이장 논란
1999년 6월 4일 장면 총리 서거 33주년 기념일에 정치인 박지원은 김수환 추기경에게 취임인사차 예방하고 김수환 추기경에게 “장면 전 총리의 포천묘소를 국립묘지로 이장할 것을 제의하면서 협조를 요청”하기도 했다. 그러나 일부 여론의 반발과 무응답으로 장면의 국립묘지 이장건은 무산되고 말았다.

## 사상과 신념
그는 총리가 되고서도 어머니에게 무릎을 꿇고 용서를 빌기도 하는 등 복종이 몸에 밴 인물이었다.

### 공산주의, 사회주의에 대한 견해
장면은 공산주의와 사회주의를 구분해서 판단했다. 사회주의 사상은 부분적으로는 수용해야 된다고 생각했지만 공산주의에는 부정적이었다. 1961년 4월 6일의 신문 주간 연설에서 그는 합법적인 사회주의는 보장해야 된다고 했다.
"사회주의가 공산주의와 본질적으로 다른 점은, 공산주의는 폭력을 정권 탈취의 수단으로 삼는 데 반해, 사회주의는 비폭력 의회주의를 통해 정권을 잡는 것을 기도하는데 있다는 것이다. 그런 한에 있어서 사회주의는 자유 민주주의와 똑같이 우리 나라에서 법률의 보호를 받으며 정당 활동을 할 권리가 있을 뿐만 아니라, 우리 국민의 이익에도 많은 기여를 할 수 있다고 확신 한다"는 것이다.
1961년 3월의 공개 담화에서는 공산주의 진영에게 기왕의 파괴적 태도를 청산하고 UN 결의의 모든 조건을 성실하게 이행 할 것을 촉구하기도 했다.
그러나 그는 본질적으로 공산주의와 사회주의는 평등이라는 이름하에 인간의 자유와 개성을 억압하는 사상이라고 봤다. 특히 인간의 존재를 유물론과 변증법, 무신론으로 해석하는 것을 상당히 부정적으로 봤다. 그는 기독교 신앙을 통해 극복될 수 있다고 내다봤다.

### 언론의 자유 보장
장면은 기자회견을 주 1회로 정례화했다. 국무총리실 공보비서관 송원영에 따르면, 장면의 주례 기자회견은 20여 평 되는 작은 방에서 열렸기 때문에 기자들이 내뿜는 담배연기가 장면의 얼굴에 사정없이 밀려오기도 했다. 이를 보다못한 비서관들이 기자들에게 아버지도 없느냐고 따로 불러서 주의를 주기도 했다. 그런데 장면은 흡연은 개인의 취향인데 그것을 왜 그대가 혼내느냐며 오히려 비서관들을 책망하였다.
1961년 2월 4일 장면은 반도호텔에서 열린 관훈클럽 창립 4주년 기념모임에 초청받아 ‘언론의 자유와 그 책임’을 주제로 강연한다. 장면은 “약간 과장해서 말하면”이라고 전제한 뒤 “북조선 괴뢰의 앞잡이들이 ‘조선인민보’나 ‘해방일보’를 발행하겠다고 등록신청을 해도 막을 도리가 없을 만큼, 완전한 언론출판의 자유가 허용되고 있다”고 밝혔다. 그러면서 ‘무책임하고’, ‘사실을 의도적으로 왜곡하며’, ‘독선적인’ 언론이 횡행하는 현실을 우려했다. 장면은 “자유를 수호하기 위해 모든 압제에 반대해야 하는 것과 같이, 자유가 자유 그 자체를 파괴하도록 방임해서도 안 된다”는 말로 연설을 끝맺었다. 무절제한 언론에 대한 이 경고를 관훈클럽은 훗날 발간한 ‘40년사’에서“언론에 경종을 울리는 진지하고도 의미심장한 내용이었다”고 평가했다.
가끔 '대통령 유시'나 발표하고 기자회견은 1년에 한 두차례 하는데 그쳤던 이승만과는 달리 기자회견을 매주 한차례 정례화했다. 그럴 때면 전 각료를 동원하다시피해 갖가지 질문에 답했다. 또, KBS라디오를 통해 ‘주례 국정보고’도 방송했다. 매주 토요일 오후 7시 30분에 시작한 이 방송에서 장면은 민주당 정부의 방침을 국민들에게 설득조로 이야기했다. 장면은 오히려 대화와 설득을 통하여 국정을 운영하려 하였고, 한편으로는 언론을 통한 홍보를 적극 이용하려 하였다.

### 교육, 신앙구국론
장면은 인간은 본질적으로 사악한 존재라고 규정하였다. 따라서 인간을 올바른 길로 계도하고 이끌거나, 인간의 본성을 조절할 수 있는 방법은 교육과 신앙의 힘이라고 확신하였다.
그는 신앙과 교육이 낙후된 조선을 개화시킬수 있는 길이라 확신하였다. 미국 유학 중 그는 '국내에서 우리가 민족에 이바지하는 길은 민간 교육 사업이 더욱 효과적이며 첩경이라는 신념을 가지게 되고, 민족 도덕을 앙양시키기 위해서는 종교적 신앙에 깊이 뿌리를 박아야겠다고 깨닫게 되었다.' 그는 나라가 낙후된 것은 배우지 못한 탓이라 보고 교육을 통해 깨닭음을 주어야 하는 것이며, 신앙을 통해 미신을 버리고 경건함과 도덕의 길로 사람을 인도해야 한다고 확신하였다.

### 전체주의에 대한 거부
장면은 공산주의, 사회주의, 나치즘, 파시즘, 페미니즘 등을 극도로 혐오하였다. 장면은 이들 사상이 인간의 자유와 존엄성을 침해하고 파괴하는 악질적인 사상으로 규정하였다. 공산주의나 사회주의는 그리스도교 신앙과 병립할 수 없다는 점과 나치즘과 히틀러, 파시즘, 페미니즘에 대해서도 심한 혐오감을 드러냈다. 그는 대한민국이 나아가야 할 방향은 자유주의이며 어떠한 형태의 전체주의도 허용되어서는 안 된다고 하였다.
강연과 계몽 연설을 통해 장면은 민주주의 국가라면 표현의 자유와 사상의 자유는 절대적으로 보장해야 되는 바, 전체주의적인 사상을 용납할 수는 있을지라도 공산주의, 사회주의, 나치즘, 파시즘, 페미니즘과 같은 사상이 사회 주류 사상이 되는 것만큼은 어떻게든 막아야 함을 역설하였다. 그는 이러한 사상들이 그리스도교를 극도로 혐오하거나 부정하는 것도 당연한 것으로 봤다. 장면은 개신교에 대해서는 같은 형제이므로 포용해야 한다는 입장이었지만, 전체주의적인 사상에 대해서는 극단적인 반감과 거부감을 드러냈다.

### 소급입법 적용 반대
과거의 죄악에 대한 소급입법 적용을 반대하였다. 4.19 혁명 당시 사망한 사망자의 유가족들은 관련자 처벌을 주장하였다. 그러나 장면은 소급입법을 반대를 반대했다. 소급입법안 적용은 민주주의의 원칙에 어긋나는 것이며, 자칫 정치보복의 논리와 연좌제로 흘러갈수 있다는 것이 그의 견해였다. 그의 소급입법 반대 주장은 끝내 묵살당했지만, 후일 대통령 김대중은 그의 소급입법안 적용에 반대한 점을 높이 평가했다.
장면은 소급입법은 정치보복을 위한 선례를 남길 뿐이라며 반대하였다. 1960년 10월 7일부터 시작된 3.15 부정선거 관련자 재판과 10월 8일 석방에 대한 논란이 계속되었다. 장면은 10월 8일 재판 결과에 대해 "그것이 법조문에 의한 공정한 판결이었는지는 모르나 국민 감정에 미치는 영향도 참작했어야" 했다면서 형량이 너무 가볍다고 크게 화를 냈다. 그러나 그는 소급입법에는 반대했다. 장면은 "끝내 보복을 위한 소급입법을 고집한다면 스스로 당을 떠날지도 모르겠다."라고 말했다.
그러나 소급 입법 문제에 대해서는 이미 민의원 의장과 수습 위원들이 데모대 대표들에게 언질을 준 바도 있고, 국민적 여론이 고조되어 다시 입법에 착수할 수밖에 없었다. 그리고 다른 한편으로는 많은 사람들이 전화로나 혹은 직접 자유당의 숙청 혹은 정치적 보복 을 강요했다. 그러나 장면은 서명을 거부했고 소급입법안은 결국 민의원과 참의원에서 결정하게 되었다. 장면은 직접 민의원 회의와 참의원 회의에 나가서 소급입법은 안되며 과거의 헌법 부정과 정치보복의 악순환을 불러올 뿐이라며 감정적인 정치보복의 선례가 되어서는 안 된다고 호소하였다.
장면의 단호한 반대에도 불구하고 대세는 개헌에 의한 특별법 제정이었다. 장면 정부는 수동적인 입장에서, 장면 개인은 피동적 입장에서 '견딜 수 없는 고역'을 겪는 사이 소급입법은 통과 되었다. 장면의 결사적인 반대에도 불구하고 소급입법안은 민의원 233명 중 찬성 191, 반대 1, 기권 2, 무효표 9, 참의원에서는 찬성 44, 반대 3, 무효 3, 불참 6으로 국회를 통과하고 만다.

### 자유민주주의관
그는 항상 자유를 강조하였다. 그는 늘 범죄행위와 반역행위 이외에는 어떠한 형태의 자유든 존중되어야 한다는 의사를 피력하고 다녔다. 이는 국가나 정부가 침해할 수도 없고 침해해서도 안되는 것이 국민의 자유 라는 것이다.
그는 국민 스스로가 직접 자유의 소중함을 느끼고 지켜나가야 된다고 주장하였다. '이론과 학설로 배운 자유는 혼란을 일으키지만 경험으로 체득한 자유는 진정한 민주주의의 단단한 초석이 되는 것이다. 자유가 베푼 혼란과 부작용에 스스로 혐오를 느낄 때 진실한 자유를 얻는 것이다.'라고 하였다.
1960년 3월의 대구 유세문에서도 정치결사의 자유와 범죄행위와 반역 이외에는 어떠한형태의 자유를 누려야 된다 등의 자유를 연설문에서 유독 강조했는데, 그의 이러한 평소 소신이 담겨 있었다. 그러나 그는 자유와 방종은 구분되어야 한다고 판단했다.
고려대학교 한국사학과 교수 조광은 "장면 박사는 이 따에 단군 이래 최초로 민주주의라는 신화를 역사적 현실로 바꿔놓은 인물이 아닌가 생각합니다. 자유당 독재체제 아래 위축됐던 각 이익집단과 사회단체들이 분출해내는 욕구를 권위주의적인 방법으로 억누르지 않았습니다. 대화라든지 협력을 통해 자율적으로 해결하려는 방법을 취했습니다."라고 평하기도 했다.

### 공개채용제도 도입
1960년 8월 제2대 국무총리 취임 직후 그는 공개채용 제도를 도입하였다. 그리하여 각종 인사 채용때 공개 경쟁 채용의 원칙이 도입되었다. 5대 민의원 김영구에 의하면 '공개채용에는 사심이 하나도 없었습니다. 입학시험 보듯 한 거니까요.그때 뽑힌 사람들이 나중에 거의 전부 장·차관을 했습니다.유능한 사람을 시험 쳐서 뽑았으니까 그대로 키우니 인재가 된 거예요.'라고 진술하였다.
이를 두고 고려대 한국사학과교수 조광은 '그 청렴성은 정권에서 담보됐습니다.공채제도 하나만 예를 들어도 그렇습니다.이는 공정성과 효율성을 전제해야 시행할 수 있는 것입니다.'라고 평하기도 했다.

### 검찰, 경찰 중앙수사부 신설론
2공화국 당시 정보력 부재에 견디다 못한 측근들이 정권 안정을 위해 군검경 세 기관의 합동의 특별기구를 만들자고 건의하였지만, 장면은 "자유당 때의 김창룡 특무대장이나 김종원이를 만들 수 없다."며 한사코 반대했다. 그러나 장면 총리는 일찍부터 경찰이나 검찰에 특별 수사 기관을 설치해야 한다고 주장하기도 했다. 1960년 9월 23일의 시정 연설에서 그는 '경찰 기구의 개편과 함께 대검찰청 안에 중앙 수사국을 발족시켜 각종 정보기관을 연결 조정하는 한편, 과학적인 수사 방법으로 공산 괴뢰 무장 간첩의 남침 방지와 색출은 물론 범죄 수사의 완벽을 기하려 한다. 며 특별 수사 기관의 필요성을 강조했다.
한편 3월 그는 자유주의에서 한발 후퇴, 깡패와 혁신세력 소탕을 추진한다. 3월 초부터 장면은 강력한 정치를 하기 위해 경찰을 통해 혁신분자와 깡패 리스트를 작성, 5월 19일 국가비상사태 비슷한 것을 선포, 혁신계와 깡패들을 일제 검거한다는 계획 아래 그 리스트를 작성해 놓고 D데이를 기다리고 있었다. 그러나 이는 5월 16일의 5.16 군사정변으로 무산되고 만다.
그는 언제든 사회를 위협할만한 세력이 등장한다면 엄히 다뤄야 된다는 의사를 드러내기도 했다. '사회 질서가 지나치게 문란해져서 국가 안녕을 유지할 수 없는 단계에까지 이른다면 그때 가서는 단호한 조처를 취할 준비와 계획을 별도로 세워야 된다는 것이었다. 이를 두고 혁신세력 및 보수세력은 절대적인 자유를 보장한다면서 권력기관을 통해 통제하려 든다며 비아냥을 가하기도 했다.

### 경제 정책
경제개발 계획을 수립해 나갔다. 경제개발 정책을 수립하여 식량 증산과 장기불황으로 발생한 실직자, 고등학교 졸업, 대학 졸업 후 미취직자들의 구제를 위한 국토 건설 개발을 추진하려고 하였다. 또한 미취직 대학생들의 일자리 창출을 위해 국토개발사업을 추진, 국토의 건설을 위해 국토건설본부를 조직하고 스스로 본부장에 취임하여 지도하였으며, 청년 실직자 및 미취직 고졸, 대학 졸업생들을 기간요원으로 채용하여 일자리를 창출하고 장준하, 김석훈 등의 실무인사들을 기용해 국토건설본부 기간요원 관리와 사업을 추진해 나갔다.
1960년 4월 재무부 장관 김영선을 미국으로 파견하여 경제안정 지원기금의 일부인 2천여 만 달러를 수령받아왔고, 장면도 1961년 7월 도미를 계획하고 있었다.

### 민족성에 대한 견해
그는 한민족의 민족성을 고쳐야 된다고 보았으며, 그는 “우리의 민족성은 신앙으로 고쳐야 합니다. 그리스도의 정신으로만 이 혼란을 극복할 수 있어요”라고 말하기도 했다. 부패하고 요령피우기를 좋아하는 근성은 반드시 버려야 된다고 생각했고, 그는 민족성의 개조의 방법으로 합리주의와 가톨릭 신앙, 교육 계몽을 제시하였다. 평신도이면서도 천주교 신학 지식이 해박했던 그는 천주교 서적을 손수 한글로 번역하기도 했다.

### 신학 지식
해박한 신학 지식을 지녔던 그는 각종 가톨릭 서적이나 라틴어로 된 서적을 손수 한글과 한자로 번안, 번역하였다. 한국어를 비롯해 영어, 프랑스어, 일본어, 독일어까지 사용했다고 기록되어 있으며, 고대 이스라엘 등 히브리 지역의 각종 신화와 전설, 민담에 대해서도 해박하였다.

### 여성 편력
그의 여성 편력은 깨끗하였고, 결혼생활 50년 간 한 차례도 외도하지 않았다 한다. 천주교 교리에서 금지한 행위는 절대로 범하지 않았던 그는 누구에게도 대개 있을 법한 외도를 하거나 한번도 생각해 본 일이 없다 한다. 18세에 부모의 중매로 만난 천주교 신자인 김옥윤과 서울 중림동 성당에서 결혼하여 6남 3녀를 두었으며 일생 동안 외도를 하지 않았다. 결혼식장에서 조차 얼굴을 못본 아내와 그는 50년 간 해로하였으며, 결혼 50주년 기념 선물을 준비하였으나 금혼식을 보기 직전에 사망하였다.
학창 시절 동급생들이 기방에 출입할 때에도 그는 기방 출입을 삼가하였다. 성인이 된 뒤에도 여색을 멀리한 것은 변함없었다. 그의 측근이었던 현석호에 의하면 그가 동성 상업학교 교장으로 재직할 당시 동성고등학교는 입학하기가 몹시 어려운 때였다. 그때 서울 종로 경찰서 고등 주임이 하루는 장면을 찾아와서 친지 되는 학생 한 사람을 입학하게끔 부탁을 했다. 귀찮도록 매일 졸라 대어 두고 보자고 해놓고 부탁한 학생의 시험 성적을 보니 커트라인에서 달랑달랑했다. 장면은 직원 회의에서 얘기를 하고 입학을 시켜 주었다. 일본인 고등 주임 나까이는 제 딴엔 몹시 고마웠던지 그를 장충단 모 일류 요리집으로 모셔 한턱을 냈다. 현석호는 또 이렇게 회고하였다.
예나 지금이나 마찬가지지만 술좌석 뒤엔 으레 여자가 따르게 마련이라, 고등 주임은 나까이(중간 심부름꾼)를 시켜 장 박사로 하여금 여자와 동침하도록 꾸몄다. 그것을 최대의 호의로 생각했던 것 같다. 전혀 술을 못해 탐탁지 않은 좌석에서 피곤을 느꼈던. 장면은 나까이를 따라 어느 방에 들어가 보니 성장을 한 게이샤(藝者)가 기다리고 있었다. 그분은 너무도 어이없어 나까이를 불러 당장 택시를 부르라고 소리쳤다. 이튿날 이 소식을 들은 고등 주임이 백배 사죄했음은 물론이다.

20대일 때 천주교 전교 사업 관계로 일본 교토에 갔을 때, 그는 경도 관광차 마침 대기 중인 인력거를 타고 관광을 마쳤는데, 관광 안내를 끝낸 인력거꾼이 “좋은 여관을 소개해 주겠다”고 하면서 경도에서 유명한 유흥 지대인 기온(게이샤 집결지)에다 내려놓았다. 영문을 모르고 내린 20대의 그를 본 일본 게이샤들이 그의 외모에 반해서 우루루 몰려와 서로 환영하여 맞으려고 일대 직업적인 경쟁을 벌였다. 잠시 어리벙벙해 있던 그는 비로소 자기가 지금 어디에 와 있다는 것을 깨닫고 진땀을 흘리며 도망을 쳤다고 한다.

### 국토건설단
1960년 10월부터 경제개발 및 국토건설, 대학 졸업 후 미취직자, 고등학교 졸업 미취직자를 구제하기 위한 국토건설단 수립을 구상하고 실현하였다. 초대 단장으로 취임하여 장준하 등 사상계 동인들을 발탁, 이론 교육과 정신교육 측면을 담당하게 하였고 그들에게 경영하게 하였으나, 5·16 군사 정변 이후 군정은 국토건설단을 불량배나 범죄자, 예비역 군인들로 대체하였다.

## 외교 활동

### 대 북한 관계
북한과의 관계에 있어서는 대한민국 중심의 통일의지를 표명하였다. 1950년대 장면의 통일관은 이승만의 멸공통일, 승공통일론에 이의를 제기하지 않았으나, 1960년 초의 통일방안에 있어서는 무력을 배제한 평화적 통일론을 주장하였다. 그러나 1961년 3월 북한의 총리 김일성이 제시한 연방제 통일안에 대해서는 회의적이었다. 김일성이 연방제 통일안을 내놓자 이를 부정하였고, 외무장관 정일형을 통해 이를 반박하게 했다.

### 대 미국 관계
대체적으로 미국과의 우호적인 관계 유지를 천명하였다. 1950년 한국 전쟁 당시에는 미국 대통령 해리 트루먼과 미 국무성, 국제 사회를 대상으로 설득하여 한국 전쟁 시 미군과 유엔 다국적군의 참전을 적극 이끌어냈다. 한국 전쟁 이후에도 미국과의 적극적인 관계를 유지함과 동시에 미국 원조의 경제개발 정책을 추진, 유지해 나갔다. 한때 미국에서는 이승만을 강제퇴진 시킨 뒤 그를 한국의 통치자로 세울 것을 계획하기도 했다. 그러나 그의 친미 정책이 미국 의존정책이라는 비판적인 시각도 병존한다. 강준만은 그를 지독한 숭미주의자 라며 혹평을 내리기도 했다.

### 대 일본 관계
제1공화국 기간 중에 이승만 정권의 강경한 반일 외교에 대한 비판적인 입장이었고, 미국으로부터 경제원조의 대가로 일본과의 재수교 압력을 받으면서 제2공화국 초반부터 일본과의 회담을 추진하였다. 그러나 일본과의 무리한 협상 노력은 극우와 극좌 양측으로부터 친일파, 친일 정권이라는 오해를 받게 되었다. 그러나 한일 외교 재개의 대가로 장면 내각에서 보상금을 28억 5천만 달러를 요구하자 일본이 거절함으로써 장면 내각의 한일 협정은 무산되고 말았다.
5대 민의원을 지낸 김영구에 의하면 '처음 한·일관계 정상화 교섭 때 장면은 처음 일본에 배상금을 100억달러 요구하였다. 이때 일본의 정부가 깜짝 놀라 “그 절반 정도면 안되겠느냐”고 했다. 교섭 당사자의 말을 들으니 50억달러는 무난했고 아마 70억∼80억달러는 받으리라고 생각하였다.'라고 한다.

### 외교적 성과
1948년 8월 대한민국 단독정부 수립 시 국제사회에 대한민국 정부에 대한 승인을 설득하여 성사시켰다. 공산권 국가의 반발과 제3세계 국가들의 냉담한 반응 속에 그는 미국과 프랑스, 영국을 비롯한 각국의 UN 총회 대표자들을 찾아다니며 대한민국 정부를 승인해줄 것을 요청하여 승인을 얻어냈다. 그의 유창한 영어 실력 외에 그의 참여로 교황청과 각국의 천주교 인사들의 협력과 승인 부탁이 작용하기도 했다.
한국 전쟁 당시에는 국제사회의 한국 문제 개입 및 한국 전쟁 파병을 성사시켰다. 한국 전쟁 당시에는 수도 서울이 3일만에 점령당하였다. 전화로 전황을 접한 그는 미국의 상원과 하원 및 미국 국무부를 설득, UN과 국제사회에도 대한민국의 자유와 민주주의를 지켜줄 것을 호소하여 한국 전쟁 파병을 이끌어냈다.

## 상훈
- 1951년 5월 22일 - 바티칸 교황청 훈장(Knight Commander of the Order of St. Sylvester)
- 1999년 - 건국공로훈장 대한민국장(훈1등)

## 학력
- 경기도 인천 박문학교 수료
- 경기도 인천심상소학교 졸업
- 경기도 수원 농림학교 졸업
- 경성 YMCA 영어학교 졸업
- 미국 뉴욕 맨해튼 가톨릭대학교 영어영문학과 학사(1925년)
- 미국 뉴욕 맨해튼 가톨릭대학교 교육학 석사
- 미국 뉴욕 맨해튼 가톨릭대학교 법학박사

### 명예 박사 학위
- 1948년 12월 29일 - 미국 뉴욕 맨해튼 가톨릭대학교 명예 법학박사
- 1950년 12월 14일 - 미국 포덤 대학교 명예 법학박사
- 1957년 미국 시튼홀 대학교 명예 법학박사

## 가족 관계
그의 조부는 장치응 선생, 조모는 박 구네곤다 여사, 사돈댁으로는 한창우 선생과 김철규 로마 가톨릭 신부 - 공병우 안과의사, 처질녀로는 김교임 로마 가톨릭 수녀 등이 있다.
- 증조부: 장한후(張漢後)
- 증조모: 진주 강씨(晋州姜氏, 영세명 : 안나)
  - 종조부: 장치목(張致穆)
- 할아버지: 장치응(張致應, 영세명 : 도밍고)
- 할머니:진주 강씨
- 할머니: 박 구네곤다(구네곤다, 춘천박씨)
  - 큰아버지: 장규빈(張奎彬, 요한)
  - 큰어머니: 함 루시아(루시아, 양근 함씨)
    - 사촌 형: 장지윤(張志允, 스더왕)
      - 당조카: 장명선(張明善)

    - 사촌 여동생: 장려재 (張麗才, 수산나)
- 아버지: 장기빈(張箕彬, 레오, 1878년 9월 9일 ~ 1959년 7월 24일)
- 어머니: 황 루시아(루시아, 1878년 11월 ~ 1954년 2월)
  - 첫째 남동생: 장발(張勃, 루수, 호는 우석(雨石), 미국명 토머스 장(Thomas Chang), 1901년 4월 3일 ~ 2001년 4월 8일, 서양화가)
  - 둘째 남동생: 장극(張剋, 발로, 호는 하석(霞石). 미국명 폴 장(Paul Chang), 1913년 4월 8일 ~ 2008년 2월 29일, 항공화학공학자·교수)
  - 첫째 여동생: 장정혜(張貞慧, 1904년 2월 19일 ~ 1975년 9월 26일)
  - 둘째 여동생: 장정온(張貞溫, 장 앙네다, 수녀, 1906년 10월 18일 ~ 1950년 10월 4일, 한국 전쟁 때 납북[205])
  - 셋째 여동생: 장정량(張貞良, 1910년 3월 17일 ~ ? )
  - 넷째 여동생: 장정순(張貞順, 1916년 4월 10일 ~ ? )
- 부인: 김옥윤(金玉允, 1901년 ~ 1990년 1월 27일)
  - 첫째 아들: 장영(張英, 1920년 7월 2일 ~ 1922년 음력 4월 6일)
  - 둘째 아들: 장진(張震, 요셉, 1927년 2월 10일 ~ 2011년 9월 30일, 서강대학교 생물학과 명예교수)
  - 며느리 : 김종숙(베로니카, 1934년 ~ )
  - 셋째 아들: 장건(張建, 1932년 2월 26일 ~ , 미국 거주)
  - 며느리: 한광희(1935년 ~ , 언론인 한창우의 딸)
    - 손자 : 장윤(1970년 ~ )

  - 넷째 아들: 장익 (張益, 십자가의 요한, 1933년 11월 20일 ~ 2020년 8월 5일, 로마 가톨릭 주교)
  - 다섯째 아들: 장순(張純, 1935년 10월 17일 ~ , 미국 보스턴 리지스 대학교 정치학 교수·베이징 대학 초빙 교수, 미국 거주)
  - 며느리 : 아나리사 페르스트(독일인)
    - 손자 : 장인(1967년 ~ )
    - 손자 : 장현(1975년 ~ )

  - 여섯째 아들: 장흥(張興, 1939년 9월 20일 ~ , 벨기에 루벵 대학 철학박사, 파리은행 은행원, 프랑스 거주)
  - 며느리: 마리 오딜 오베르(1948년 ~ )
    - 손자: 장훈(1971년 ~ )
    - 손자: 장문(1974년 ~ )
    - 손자: 장원(1976년 ~ )
    - 손자: 장은(1982년 ~ )

  - 첫째 딸: 장명숙(張明淑, 안나, 1918년 8월 10일 ~ 1919년 8월 2일)
  - 둘째 딸: 장의숙(張義淑, 베네딕타, 1930년 2월 21일 ~ 로마 가톨릭 수녀, 미국 거주)
  - 셋째 딸: 장명자(張明子, 데레사, 1941년 10월 3일 ~ 1987년, 미국 펜실베이니아 빌라노바 대학교 도서관학 석사)
  - 사위: 공영길(1933년 ~ , 안과의사 공병우의 장남)[206]
    - 외손녀: 공은혜(1972년 ~ , 변호사)
    - 외손녀: 공은영(1974년 ~ , 회계사)
    - 외손자: 공요한(1975년 ~ , 변호사)
- 조카: 장현숙(張賢淑, 루이사, 1933년 3월 30일 ~ )
- 외할아버지: 황성집(黃聖集)

## 평가
고결한 인격자라는 시각, 편협하다는 시각, 무능력하고 나약하다는 시각 등이 있다.

### 긍정적 평가
인물평으로는 총명하고 지성적이라는 평가가 있다. 1948년 대한민국의 건국과 수호에 발군의 역할을 한 외교관이며 1948년 9월 대한민국 정부 수립 직후 UN에 대한민국 정부 승인을 성사시킨 것과 1950년 6월부터 한국 전쟁 당시 미국과 국제 사회를 설득하여 미군과 UN군의 한국 전쟁 참전을 이끌어낸 점이 높이 평가된다. 단독정부 수립이후 남한에 대한 국제사회의 승인을 이끌어냈고, 6·25 전쟁 시 미군과 유엔군의 파병을 이끌어내 남한의 자유민주주의 체제를 지키는 데 있어 결정적인 역할을 한 건국공로자였다. 대한민국 정부 수립 후 최초로 의원내각제를 실시하였다는 평가와, 정부수립 후 최초로 민주적 선거절차에 의한 정권교체라는 의미를 둘 수 있다. 박정희 정권은 5·16 군사정변 이후 장면을 부정, 부패 무능의 상징이라 주장하였으나 박정희는 장면 내각 출범 이후 19일 뒤부터 군사 정변을 모의하였다. 군사 정권은 장면의 통솔력 부족과 무능력함을 집중적으로 조명했으나 이는 장면에게 부여된 시간적 여유가 없었다는 반론로 제기되고 있다.
한국헌법사를 쓴 김영수에 의하면 “급변하는 정치적 현실 속에서 이익의 조직화를 이루어 내는 능력을 갖고 있던 이승만과는 달리 안정적인 정치 상황 속에서만 장기적인 정책을 입안하고 수행하는데 적합한 행정적 인물이다. 그는 경제와 외교 분야에 상당한 의욕을 가졌던 것으로 생각된다”라고 평가를 내렸다.
언론인 봉두완은 그의 업적은 “건국의 주도자로서 국제사회에 대한민국 정부를 한반도 유일의 합법 정부로 자리매김한 외교적 성과에 있다”라고 평가했다. 그는 또 “해방과 함께 그는 입법위원회 의원, 제헌의원으로 활동했으며 대한민국의 정통성 확립을 위해 제3차 유엔 총회에 한국 수석 대표로 참가, 대한민국의 국제 승인을 이끌어냈다”는 점을 높이 평가했다.
봉두완은 그를 ‘청렴함’과 ‘온화함’의 상징으로 평가하였다. 바티칸 특시 당시 지원과 협력을 얻어낸 것에 대해 “지원자의 협력을 극대화할 수 있었던 것은 장면의 인품과 신앙의 힘이 음양으로 작용한 것”이라고 보았다. 경향신문의 편집국장을 지낸 이원교와 장면의 측근이었던 송원영은 “장면 박사야 말로 이 나라의 진정한 민주주의를 위한 속죄양이었다”라고 평가하였다.
대한민국의 가톨릭 추기경 김수환의 증언에 의하면 일제강점기 당시 동성고등학교의 교장이었던 그는 일본인 장학관이 방문했을 때 학교 학생 김수환은 “나는 황국신민이 아니어서 소감이 없다”며 발표하여 파문을 일으켰다. 장면 교장은 김수환 학생을 불러 체벌을 가하였으나 김수환은 “선생님께서 나를 살리시려고 일본인 선생들 앞에서 ‘오버’를 하신 것”이라며 증언하였다. 한편 김수환에 의하면 “선생님은 성인(聖人) 반열에 오르셔야 할 분”이라고 평가하였으며 친일파로 지목된 것을 안타까워 하였다. 김수환은 그 뒤 장면이 친일파가 아니라는 것을 입증하려 하였으나 뜻을 이루지 못하고 2009년 2월 16일 사망하였다. 한국 현대사가 민주주의를 정착시키고 국민경제를 발전시키며, 분단을 극복하려는 방향성을 갖는다고 한다면, 그 방향성을 제대로 지킨 제2공화국 정부는 긍정적인 평가를 받아 마땅하다는 평가도 있다.
15대 대통령을 지낸 김대중은 1999년에 ‘운석 장면 박사 탄신 100주기 추모미사’에 참석하여 추모사를 발표했는데, 전문은 다음과 같다.

 “우리 역사에 길이 남을 민주주의 지도자” 

사람이 일생을 사는 데 있어서 여러 가지 평가를 받습니다. 젊었을 때 혹은 살았을 때 엄청난 영예를 누리고 찬양받던 사람도 차후에 엄중한 심판을 받는 경우가 있습니다. 또 생전에 여러 가지 비판을 받던 사람도 시간이 지난 뒤 정당하게 평가를 받는 경우도 많습니다. 이것이 사람으로 하여금 역사를 믿고 바르게 살 가치가 있는 것이라고 생각하게 만드는 일이라고 생각합니다. 의인은 결코 영원히 죽지 않습니다. 국민과 더불어 사는 사람은 결코 영원히 비판의 대상이 될 수가 없습니다.

오늘 운석 장면 선생의 탄신 100주년을 맞이하여 우리나라 최고 훈장을 추서하면서 참으로 우리는 의인 불멸을 다시 한번 생각하게 되고, 한없이 축하하는 마음과 자랑스러운 심정을 갖습니다. 저는 1957년 장면 박사를 대부로 보시고 가톨릭 영세를 받았습니다. 장 박사님의 민주당에서 장 박사님을 도와서 열심히 일했습니다.

국무총리가 되신 이후에는 여당의 대변인으로서 우리 총리를 방어하고, 여당의 입장을 국민에게 알리는 데 나름대로 혼신의 노력을 다했습니다. 그러나, 결국 5·16에 의해서 우리들이 나라를 바르게 세우겠다는 꿈은 물거품이 되어 버린 것이 사실입니다. 5·16을 한 사람들이 말하기를 “장면 정권은 너무도 유약했다. 그런 약한 정권 가지고 나라를 지탱할 수가 없는 것이다” 이런 이야기로 자신들의 입장을 정당화했습니다.

그러나, 내가 옆에서 본 장면 총리는 결코 약한 분이 아니라 강력한 빈주적 신념을 갖고 이를 실천한 분이었습니다. 장면 박사는 민주적인 경선을 통해서 총리가 되었고, 총리가 되어 오랫동안 폐지되었던 지방자치제를 완벽하게 실시했습니다. 읍장·면장까지 선거하는 그러한 일을 아무 차질없이 전국적으로 해냈습니다.

또한 야당인사들을 과감하게 입각시켜서 연립내각을 만드는 결단도 내렸습니다. 지금 가장 기억에 남는 것은 과거 자유당 정치인, 경제인, 이런 사람들에 대해서 소급입법을 하려고 할 때 장면 총리가 이것을 단호하게 반대했던 일입니다. 저는 지금도 농협 강단에서 중앙상무위원회를 할 때 장면 총리가 거의 목멘 소리로 “민주국가에서는 소급입법을 해서는 안 된다”라고 설득한 것을 기억하고 있습니다. 불행히도 소급입법은 되고 말았습니다만 총리는 저를 만날 때마다 이런 일을 하면 안 된다고 굉장히 개탄하셨습니다. 그 당시 내각책임제하에 국회가 모든 것을 좌우하는 시대였고 의원들의 각성과 자질이 부족해서 지도자의 그러한 훌륭한 말씀을 여야간에 귀를 기울이는 사람이 적었던 것입니다.

그러나 5·16 군사 쿠데타를 일으킨 사람들의 말처럼 5·16 직전이 나라가 붕괴의 직전에 있었는가, 혼란의 위기에 있었는가, 정반대입니다. 그때 4·19가 일어나고 시민들이 데모 한 번 안하는 사람은 병신이라고 할 정도로 데모를 많이했습니다. 그리고 정부가 폭력적인 진압이 아니라 시위를 평화적으로 유도하는 노력을 해서 결국 5·16직전에는 시위도 거의 없어지고, 시위가 있어도 국민들도 별 관심을 안 가질 정도로 안정이 되었습니다. 그런데 "장면 정권을 그대로 두었으면 나라가 말할 것 같아서 5·16을 일으켰다." 이렇게 말한 것은 사실이 아닙니다.

존경하는 여러분! 앞에서 김수환 추기경께서 박순천 선생의 삼민회 대표 연설을 말씀하셨는데, 그 삼민회 대표 연설을 바로 제가 주도했습니다. 그리고 박순천 선생이 어디서 얻어들으신 것이 아니라 민주당 정권이 수립되자마자 한 달도 안되어서 충무로에 있는 충무장에서 나중에 군사 쿠데타를 한 사람들이 모여서 정권 전복을 모의했다는 것은 그들이 출판한 5·16 군사혁명사에 들어 있습니다. 그래서 제가 그것을 발견해서 박순천 선생께 보이고, 그 연설 속에 넣었습니다. 사실이기 때문에 여당이 감히 반박을 못했습니다. 그러나 그 후로 그 책은 모든 도서관이나 서점에서 수거되어 행방불명이 되었습니다.

장면 정권이 들어서고 나서 1개월도 될까 말까 한데 어떻게 부패할 줄을 알고, 어떻게 무능할 줄을 알고, 어떻게 공산당이 나라를 지배할 줄을 알겠습니까? 이것은 나중에 군사 쿠데타를 정당화하기 위해서 붙인 말에 불과한 것입니다. 5·16 쿠데타를 일으킨 사람들이 신문지 양면에 걸쳐서 깨알같은 글로 민주당 부패상을 밝혔습니다. 그리고 군사재판을 했습니다. 그러나 재판 결과는 어느 장관이 외국 출장 가 있는 동안에 누가 중고품 냉장고 하나 갖다 놓은 것만이 유죄가 되고, 나머지는 전부 무죄가 되었습니다. 5·16 직전에 그렇게 천하를 뒤엎다시피 떠들어댔던 사건이 결국 군사정권의 손에 의해서 무죄가 되었습니다. 부패했다는 것은 전혀 사실이 아닌 것입니다.

또, 무능한 정권이 어떻게 질서를 회복해서 5·16 직전에 거의 안정된 나라를 만들었겠습니까? 무능한 정권이 어떻게 해서 과거 권위주의 정권이 겁이 나서 못하던 지방자치제를 과감하게 실시하게 되었습니까? 그뿐입니까? 장면 정권은 국토건설단을 발대시켜 전국민의 에너지를 국토재건에 투입하는 일을 시작해서 돌아가신 장준하 선생께서 그 단장이 되었던 것입니다. 그리고 5개년 계획을 수립해서 나라경제를 바로잡는 개혁을 했습니다.

그러다가 쿠데타가 났는데 군사정권이 그 5개년계획을 가져다가 표지만 바꾸어서 그대로 쓴 것으로 알고 있습니다. 무능한 정권이 어떻게 이런 준비를 하겠습니까? 모두가 나중에 붙인 이유가 된 것입니다. 장면 총리는 정치인으로서 건국의 공로자이십니다. 한국을 UN에서 승인받도록 하는 데 그 당시 소련의 극렬한 반대를 무릅쓰고 성공하신 것입니다. 또한 6·25때 UN군 파병에 절대적으로 공헌을 하신 구국의 공로자이십니다. 1952년 이래 1960년 4·19까지 8년동안 이 박사의 독재에 반대해서 싸우고, 이 박사 정권으로부터 가장 미움받는 대상이었던 것입니다. 그러면서도 굴하지 않았습니다.

1960년 3·15 정부통령 선거 때 이번에도 불행히 대통령 후보가 선거 시작 전에 돌아가셨습니다. 당내에서는 “대통령 후보 없는 선거 두 번째 해서 뭐 하느냐? 그만두자”고 했습니다. 그럼에도 불구하고 장면 부통령을 중심으로 한 세력들은 “우리는 끝까지 민주주의를 위해 싸워야 한다. 정권도 좋지만 국민의 권리를 끝까지 지켜야 한다”고 싸웠습니다. 저도 그 중의 한 사람으로서 강원도 일대를 돌아다니면서 노력했습니다. 강원도 어느 산골에서 3·15 부정이 저질러졌던 그 삼엄한 시대에, 군인들이 영내에 있다가 철조망 쪽으로 와서 우리가 마이크를 들고 가니까 손을 내밀면서 삐라를 달라고 해서 모두 주었습니다. 그런데 뒤따라 오던 자유당이 와서 그들에게 삐라를 준다고 하니까 전부 안 받고 그냥 가버렸습니다. 이런 기억이 지금도 납니다.

어떻게 되었든 3·15 부정선거에서 야당 표가 전혀 안 나오고, 장면 박사 표가 안 나오고, 모두가 여당 표만 나왔습니다. 표가 너무 많아서 줄이려고 난리치는 이런 부정선거가 행해졌는데, 그런 부정 선거를 안할 수 없게 만든 것이 자염 후보의 불굴의 지도력과 투쟁, 또 우리가 모두 싸운 결과였습니다. 그것이 4·19를 가져왔습니다. 우리가 3·15를 포기했으면 4·19는 있을 수 없었을 것입니다. 장면 박사는 최초의 민주주의 정권을 수립한 이 나라의 역사에서 영원히 지울 수 없는 지도자인 것입니다. 그러나 그 민주정권은 오래 유지되지 못했습니다.

물론 정권의 책임자인 장면 총리의 책임도 큽니다. 그러나 그 당시 많은 정치인들이 야당뿐 아니라 여당 내에서까지도 총리를 괴롭히고 협력을 안했습니다. 이렇게 해서 국민으로부터 정부가 의심을 받게 만들고, 심지어 당내에서 별도 조직을 만들어 총리를 괴롭혔습니다. 이러한 사람들의 책임은 없었습니까? 과거 이 박사 빝에서는 숨도 크게 못쉬고 감옥에 끌려다니던 사람들이 장면 총리 빝에서 자유를 주니까 오히려 장면 정권 타도의 선봉에 나선 그런 과오를 범했습니다. 과거뿐만 아니라 지금도 우리가 반성할 점이 있다고 생각합니다.

장면 박사는 또 우리나라에서 가장 첫줄에 서는 위대한 신앙인이었다는 것은 두말할 필요도 없습니다. 장면 박사가 우리 교회에 끼친 위대한 영향은 어느 성작자 못지 않았다고 생각합니다. 오늘 100주년을 맞이해서 오랫동안 상식화된 장면 박사에 대한 “무능했다, 부패했다, 약했다, 그대로 두었으면 공산화되었다” 이처럼, 군사 쿠데타를 일으킨 사람들이 조작하여 수십 년을 되풀이해서 국민의 머리에 세뇌시킨 장면 박사에 대한 부당한 판단이 이제 건국훈장의 수여와 더불어 말끔히 씻어졌습니다. 그렇게 해서 지도자가 누명을 벗을 뿐아니라 우리 국민의 스승으로서 이 나라의 위대한 민주 지도자로서 남게 된 것을 국가를 위해서 한없는 다행으로 생각합니다. 참으로 하나님이 계시다는 것을 알 수 있고, 하나님의 섭리를 알 수 있습니다. 저는 장면 박사의 대자로서 이 점에서 하나님께 한없이 감사를 드립니다.

또 대한민국 대통령으로서 훌륭한 우리들의 지도자를 오랫동안에 걸친 부당한 평가와 누명으로부터 벗겨 드리고, 이렇게 해서 이 나라 건국의 한 원훈으로서 훈장을 드리고 그 영예를 높이게 된 것을 진심으로 기쁘게 생각합니다. 그동안 부당한 박해 때문에 많은 심려를 하셨던 박사님의 사모님, 또 그 가족들, 박사님을 존경하는 모든 사람들의 한과 고통이 말끔히 씻겨지고, 새로운 기쁨이 충만하기를 바랍니다.앞으로도 장면 박사의 위대한 인격과 민주 지도자로서 탁월한 경륜을 가졌던 분으로서의 진가가 우리 역사에 영원히 빛나기를 바랍니다.

14대 대통령 김영삼은 “박정희는 역사적 죄인으로 쿠데타가 없었으면 그가 나라를 잘 이끌었을 것”이라고 평가했다. 강원용은 기독교도 연맹에서 활동할 때 그를 보았다고 하며, 그는 본래 정치는 잘 모르는 사람이었다고 한다. 권모술수를 쓰지 않은 몇안되는 정치인이라는 시각도 있다.
허동현 교수는 장면이 “이승만의 최대의 협력자였다”라고 보았다. 더구나 그는 “당시 냉전논리적 반공 이데올로기는 남북 분단과 한국전쟁을 체험하는 과정에서 남한의 지식인들 대다수의 지지를 얻었던 정치적 이념”이었으며, 장면은 “남한에 대한 국제적 승인과 6.25 전쟁시 유엔군의 파병을 이끌어내 남한의 자유민주주의 체제를 지키는 데 있어 결정적인 역할을 한 건국공로자”라고 평가하였다. 노길명 교수는 “장면은 자유민주주의에 대한 신념과 가톨릭신앙이 결합되어 있는 분으로, 미국 유학을 통해 자유와 평화에 대한 열망을 지니게 되었고, 해방 후에 그가 택할 수 있었던 국가형태는 당연히 자유민주주의 국가였다”고 부연 설명하였다. 한편 노 교수는 해방 이전에는 정치적으로 무관심하던 교회가 해방 이후에 적극적인 정치참여에 나서게 되었으며, 장면이 가톨릭의 정치적 입장을 대변하게 되었다고 평가했다. 이 당시 교회가 반공주의 사목정책을 선택하였기 때문에 “신앙인으로서 장면은 선택의 여지가 없었으며, 교회의 방침에 따라서 단독정부 수립을 위해 나설 수밖에 없었다”고 덧붙였다. 그 밖에 근면하고 청렴하였다는 평가도 있다.

### 부정적 평가
- 5·16 군사 정변을 막지 못한 일로 무능하다, 나약하다는 평가가 있다. 정치적으로 부패하였다는 평가가 있으나 이는 장면 내각 출범 직후 18일 만에 5·16 군사 정변이 모의되고 있었으므로 논리상 타당하지 않은 평가라는 반론도 제기되고 있다. 전북대학교 신문방송학과의 강준만 교수는 “그가 검소하고 온화하였지만, 나약하고 의타적이었다”라고 평가하였다.[102] 우유부단했다는 평도 있다.[216] 미국측 문헌에는 지적이고 유능하며 합리적이요, 유순한 인물로 묘사되었다는 의견도 있다.[217]

- 중화인민공화국 푸단 대학 교수의 곽정평(郭定平)은 장면의 민주당 정권이 이승만의 자유당 정권과 마찬가지로 부패하고 무능했기 때문에 한국의 정치, 경제, 사회 질서를 확립할 수 없었다고 보았다.[218]

- 전북대학교 신문방송학과 교수 강준만은 “장면은 직업을 잘못 찾은 사람이었다. 그는 종교인이 되었으면 딱 어울렸을 사람이었다”[202] 장면은 지독한 숭미주의자였다.[202]는 평도 내렸다. 강준만은 그가 리더십과도 거리가 먼 인물이었다고 보았다.[202] ‘우유부단’, ‘무능’, ‘나약’이라는 비판에 대해 봉두완은 “이러한 꼬리표가 쉽게 떼어지지 않는 것은 1960년 4월의 피로 쟁취한 민주주의의 불씨를 제대로 지켜내지 못했다는 원망과 질책 때문”으로 분석했다.[208] 김영삼은 장면이 참 무능하다고 혹평하기도 했다.[214] 김영삼은 그가 “무능력자였습니다. 쿠데타를 당한다는 건 말이 안 됩니다. 평가할 가치가 없습니다”라고 혹평하기도 했다.[219] 그 밖에 강력하지 못했던 리더십에 대한 비판이 있다. 그러나 이 비판에 대해서는 민주주의 원칙을 최대한 지키려 했다는 반론도 상존한다.

- 경희대학교 허동현 교수는 “다만 그가 개인적으로는 교육자의 역할을 포기하지 않는 한 일제에 적극적으로 대항하는 교육활동은 할 수 없었[13]”으며 교회적으로는 일제의 천주교에 대한 탄압을 중간에서 도맡아 방어하는 역할을 전담했기 때문에 신앙적인 이유로 일제에 저항할 수 없었노라”고 변론했다.[13]

- 언론인 양호민은 그가 퇴폐적이고 향락적이며 그가 기용한 인물들 역시 '민족해방투사에 기여한 독립투사는 하나도 없고[220]', 그는 '정치적으로 식견도 없고 경륜도 없다[220]'고 비판을 가했다. 그에 의하면 "첫째, 민주당 내각에는 소극적으로나마 민족해방운동의 투사를 찾아보기가 어려웠다. 당시 아(시아)·아(프리카) 신생국의 지도층은 대개 반(反) 제국주의적 독립운동에서 혁혁한 경력을 쌓은 사람이라는 사실에 비추어볼 때, 집권당으로서의 민주당이 대중의 마음으로부터 존경받을 만한 정신적 권위를 가지지 못했음은 당연했다. 둘째, 민주당은 보수 정당으로서 자체의 이상과 경륜을 가지지 못하고 정치는 현실이라는 구실을 내세우며 잔재주로 눈가림을 해 이권을 찾기에만 바빴다. 경륜도 식견도 이상주의도 없는 퇴폐한 집단으로부터 역사의 수레바퀴를 돌릴 에너지는 나올 수 없다. 셋째, 민주당은 훈련과 기율과 정신적 통합력을 가지고 있지 못했다. 따라서 그 지도체제는 극도로 문란했으며 사색당쟁의 양상을 방불케 하는 당내의 복잡한 파쟁이 속출해도 이것을 통제하고 내부적 단결을 회복할 지도력이 없었다. 그리하여 말기의 민주당은 오합지중으로 타락하고 말았다.[220]"는 것이다.

- 재일본 저술가 겸 사회운동가 정경모는 수녀원 피신을 두고 “도망한 지 5일째에 모습을 나타내어 학생들의 선혈로 얻어진 한국 사상 유일한 민주주의 정권을 너무도 간단히 박정희 앞에 내밀어 그것을 이양하는 서약서에 서명하였다”며 “피노체트에게 습격당해도 최후까지 저항하여 기관총을 쏘면서 죽어간 칠레의 살바도르 아옌데에 비해 그 말로가 너무도 교활해 한국인으로써 부끄럽다”[221]라고 비판하기도 했다. 정경모는 제1공화국 당시 장면을 개인적으로 도와주기도 했었다.

- 한편 장면의 역할에 대한 비판론도 있다. 그에 의하면 '실제로 장면 정부는 국민이 데모할 수 있는 자유를 터놓았으며, 정치적 민주주의가 무엇인가를 국민에게 보여주었다. 얼마 안 된 것이기는 하지만, 이 기간에 우리 국민이 경험한 민주주의는 우리가 나아가야 할 민주주의의 방향에 대한 지표가 되어 주었다. 그러나 이와 같은 장면 정부의 긍정적인 면모는 한국 국민의 정치의식의 성장에 관계된 한국 민주주의의 발전선상의 것이지 장면 정부와 장면 개인에 대한 것이라고는 볼 수 없다. '의회민주주의의 발전'이나 '언론의 자유'는 장면의 정치사상에서 도출된 것이 아니고 민권이 얻은 것이었다. 장면 정부는 그 물결에 따라가고 있는 조각배에 지나지 않았다. 그 조각배와 같은 면모는 장면 정부의 마지막 장이 되는 61년 5월 16일 새벽의 행적에 여실히 드러난다.[222]'는 것이다.

### 상대적 평가
5대 민의원을 지낸 김영구는 '장면박사가 평화시에는 훌륭한 재상이 될 수 있지만 난세에는결국 어려웠다는 말들을 하는데 그렇게 볼 수도 있겠지요.하지만 장박사는 인간적으로,정치적으로 훌륭한 분입니다. 상대방 파트너들이 나빴지요.그같은 사람들을 만나지 않았으면 쿠데타에 빌미를 주지 않았을 것입니다.'라고 평하였다.

#### 윤보선과의 비교
이덕일은 5·16후 윤보선과 그의 행보를 비교하여 평가하였다. 그에 의하면 장면은 쿠데타를 막지 못한 역사의 죄인이란 죄의식 속에 참회하다가 죽어간 반면, 윤보선은 ‘올 것이 왔다’던 쿠데타세력의 박정희 후보와 1963년과 67년 두 차례 대결했으나 패배했다며 대조적으로 평가하였다. 또한, “현실적으로 대통령에 대한 꿈을 접었을 무렵인 1980년대에는 전두환 정권에 협력하다가 세상을 떠났다. 쿠데타 후 두 사람의 삶은 현재 우리 정치의 낙후성의 한 원인을 말없이 웅변해준다”라고 평가하였다. "장면은 1960년대 한국 상황에서는 등장이 너무 빨랐던 미래형 정치가이다. 자유민주주의에의 신념과 종교적 경건함이 밴 구도자적 정치가인 장면은 2000년 현재에도 시기상조일지 모를 정도로 선진적인 정치가였다."라고 평가하였다.

#### 박정희와의 비교
박정희와 비교하여 적극적이지 못함을 지적하는 시각도 존재한다. 만약 장면 총리가 책임성이 강한 지도자였다면 개인의 안위를 위하여 수도원으로 피신할 것이 아니로, 군통수권자인 대통령에게 연락해야 했을 것이고, 그의 각료와 자신을 지지하는 장성들에게도 연락하여 사태를 저지하는 방향으로 노력해야 했을 것이다. 그리고 그를 신뢰하는 미대사관측과 주한미군사령부와 연락을 취하여 보다 높은 차원에서 사태해결책을 찾았어야 했을 것이다. 그러나 장 총리는 어떤 곳에도 연락하지 않았고 대응책을 구하지도 않았다.
또, '그런 면에서 15일 밤부터 새벽까지, 갖가지 위험을 무릎쓰고 쿠데타군을 독려 지휘한 박정희와 장면은 좋은 대조가 된다. 박정희는 장면에게 유리하였으되 그에게는 불리했던 조건들을 두려워하지 않고 적극적으로 대응함으로써 역사를 그의 편으로 바꾸어 놓았고, 20년 강압통치의 신화를 만드는 장을 열었다.'는 비판도 존재한다.

### 기타 평가
고려대학교 한국사학과 교수 조광은 한 대담에서 '각종 한국사 개설서를 들춰보았는데 자유당에서 민주당으로 넘어가는 과정을 부정 일변도로 기술했습니다.연구가 축적되지 않은 상황에서 잘못 평가한 것이지요.저는 장면정부가 부패하고 무능한 정권이 아니었다는 말에 전적으로 동감합니다.부패,무능은 쿠데타이후 군사정권이 정당성을 강변하려고 조작한 것입니다.'라고 평하였다.
그는 민주의원과 과도입법위원회 의원으로 있을 무렵부터 이승만으로부터 그 능력을 인정받은 바 있다. 이승만은 자신이 대통령직을 내놓을 경우, 자신 대신 대통령이 될 인물로 장면과 조병옥을 꼽았다. 그러나 이승만은 이 두 사람의 도덕성과 능력, 그리고 애국심, 특히 미국에 대한 독립적인 자세를 가질 수 있는지에 대해 의심하였다. 따라서 그들에게 위태로운 상태에 놓여 있는 나라를 맡기느니 차라리 욕을 더 먹더라도 자기가 좀 더 오래 집권하면서 나라를 보위하고 그 기반을 다지는 것이 대한민국을 위해 낫다고 판단했다.

## 신념
- 범죄행위와 반역을 제외한 어떠한 형태의 자유든 존중되어야 한다.
- "내가 진실로 너희에게 이르노니, 한알의 밀이 땅에 떨어져 죽지 아니하면 한 알 그대로 있고 죽으면 많은 열매를 맺느니라" - 신약성서 요한 복음 12장 24절

## 일화
장면은 직접 가톨릭 교회의 교리관련 서적을 한글로 번역하여 발표, 출간하기도 했다. 현석호에 의하면 “그는 웬만한 성직자보다 많은 교리를 알고 있었으며, 또한 성직자 못지 않게 엄격하고 정결된 신앙 생활을 하였다. 그 분은 교리에 금지된 행위는 절대로 하지 않았다”고 회고한다. 전차가 만원이어서, 표를 주지 못한 채 그대로 내릴 때면 전차표 한 장을 반드시 그 자리에서 찢어 없앴다 한다. 언론인 봉두완이 장면의 혜화동 사저를 방문했을 때 “집이 무척 작았다”고 한다. 내각 책임제 하에서는 총리는 집권자나 다름이 없는데, 그런 그의 집이 연탄난로를 땔 정도로 초라했다 한다. 그는 총리 재직 중에도 호화로운 식사를 마다하고 직접 도시락을 집에서 싸들고 다니며 식사하였다.
개인적인 일가 친족의 이해 청탁이나 만남을 거절하였고, 민주당 신파 내에서도 장면의 총리 취임 후, 신파 내부에서 미는 인물에 대한 인사 청탁 압력이 수시로 들어왔으나 장면은 이를 모두 거절하였다. 한편 자녀들 중에도 그가 국회의원이나 국무총리 재직 중에 아버지의 전용 차량을 이용하려 하였으나 장면은 자녀들을 향해 너희가 언제부터 정치가였느냐며 단호하게 물리쳤다 한다.
주미 대사로 재직할 당시 그는 흑인 운전수를 채용하였다. 흑인 운전수는 장면이 이임한 뒤에도 주미한국대사관의 운전수로 있었고, 그는 한국에서 미국을 방문하는 사절단에게 장면의 소식을 물었다고 한다. 그는 “지금까지 나를 사람으로 취급을 해준 사람은 그분밖에 없었다”고 회고하였다.
독실한 가톨릭 신앙인이었던 그는 술도 담배도 하지 않을 뿐만 아니라 바둑 같은 취미도 없었다. 그러나 현석호에 의하면 누군가를 만나게 되어 낮이면 점심을 나누고 밤이면 저녁 식사까지 나누면서 시간이 가는 줄 모르고 주로 종교에 대한 토론을 했다고 한다. 현석호는 “그는 종교에 관한 얘기만 나오면 피로한 줄도 모르고 정열을 다해 말씀했고, 자기의 뜻이 전달되지 않으면 몹시 안타까워하기도 했다”라고 말했다. 한편 자유당을 탈당하여 그의 문하에 온 김영삼은 술도 담배도 하지 않고 종교 이야기만 하는 그에게 고리타분함을 느끼고 그의 곁을 떠나 조병옥에게 갔다고 한다.
장면의 영향으로, 당시 민주당 신파에 속해있던 정치인들은 장면을 따라 가톨릭 세례를 받았다. 김대중 전 대통령 역시 장면과의 인연으로 1957년 영세를 받았으며, 장면이 김대중의 대부를 섰다. 이러한 장면과 김대중의 신앙은 후대의 정치인들에게도 영향을 미쳐, 민주당 신파의 직속 후계 정당으로 분류되는 더불어민주당의 정치인들의 상당수가 가톨릭 신자이다. 한나라당의 총재를 지냈던 이회창의 경우, 부친이 자유당으로부터 박해를 받을 뻔한 위기에서 장면이 도움을 준 인연으로 전 가족이 가톨릭 영세를 받았다.
7대 국무총리 재직 당시 장면은 윤치영을 영입하려 하였으나 거절당하였다. 장면의 영입 제의에 윤치영은 “당신이 그렇게도 바라던 내각책임제 세상이 되었으니 잘 해 보시오, 국민의 한 사람으로 말한다면 치안부터 안정시키길 바랄 뿐이오”라며 냉소적인 반응을 보였다.

## 기타
그는 춤도 출 줄 몰랐고, 술을 마실 줄도 몰랐으며, 노래라고는 성가와 팝송 몇 곡이 전부였다고 한다. 그는 마음에도 없는 말을 하는 것은 사기행위라며 쇼맨십에 대해서도 거부감을 드러냈다.
장면은 개인적으로 사돈 관계였던 경향신문 사장 한창우와 경향신문 관계자들이 추천하는 인사에 관련 되어서도 채용을 주저하였고, 이 때문에 경향신문은 장면의 집권기간 중에도 비판적인 기사를 쓰기도 했다. 독실한 가톨릭신자이자 민주주의 신봉자이며 온건 합리주의자라는 평가도 있다. 한편 군사 정권은 5·16 군사 정변의 정당화를 위해 장면 내각이 부패했다고 주장해왔으나 이를 입증할 만한 근거는 밝혀지지 않고 있다. 오히려 장면 내각 출범 후 23일 되는 날부터 군사 정변을 준비해온 박정희 등의 5·16 군사 정변이 준비된 무력 정변일 수 있다.
고지식하였고 원리원칙주의자였으며 그 자신이 약속한 것은 어떻게든 실행하는 성격이었다. 배짱이 부족하다는 인물평도 있다. 정윤재에 의하면 그는 독실한 천주교 신자로서 깊은 신앙심과 자신에 대한 엄격한 자제력을 소유했던 인물로 항상 단정한 차림으로 자세를 흐트리지 않았다.
선거 유세 중 여러 사람과 함께 투숙한 여관의 이불이 불결하다 해서 혼자서만 덮지 않고 잤고 시골 주막집에서 때가 묻은 ‘더러운’ 표주박으로 떠 주는 막걸리를 마시지 못하였다는 일화가 있다.
그는 임기응변과 가식을 극도로 싫어하였는데, 고지식한 성격과 원리원칙을 고집하는 스타일은 일부 동료 정객이나 시민들에게 거부감을 주기도 했다.

### 건강
그는 술과 담배를 하지 않았다고 한다. 맨해튼 대학교 재학 시절 위궤양과 위장 질환으로 병원에 입원해, 대학을 6개월간 휴학하기도 했다.
그는 위장이 몹시 약해 육식을 하지 않고 국수를 즐겨 먹었다 한다. 그는 국수류나 면류를 좋아하였다. 그는 또, 배나 비행기를 타면 멀미를 하기 때문에 처음부터 한쪽에 누워서 조용히 책을 보거나 명상에 잠기곤 했다. 얼굴이 하얗게 질려 멀미를 앓자 수행원 중 “술을 먹으면 멀미를 하지 않을 뿐 아니라 뱃속에 있는 벌레들도 죽으니 이런 때 술을 좀 하시오” 하고 술을 권하면 그는 웃으며 “공연히 내게 술 먹이려고 하시는군….” 하고 술은 전혀 입에 대지 않았다.
대한민국 정부 수립 초기에는 과로로 혈새병에 걸리기도 했고, 제2대 국무총리 시절에는 간장염으로 미국 체류 중 병원에 입원하기도 했다. 키는 작고 마른 체구였으나 배가 나왔다.

### 별명과 풍자
그의 별명으로는 자장면, 짜장면, 삼다 선생(三多先生) 등이 있었다. 자장면이라는 별명은 그의 어리숙하고 고지식함을, 삼다선생은 겁이 많고, 권력욕이 있었으며, 세상 물정을 모르는 것이 많다는 것에 대한 풍자였다. 1961년 1월 1일 범죄행위와 반역 이외에는 어떠한 형태의 자유든 존중해야 된다는 신념에 따라 풍자의 자유를 허용하자 그의 별명을 비꼰 각종 풍자들이 쏟아져 나왔다.
해공 신익희의 가까운 명고 송필만은 진천에서 고향 사람들이 자기 가족의 비석에 쓸 비문 부탁을 받고 신익희를 찾아왔을 때 시중에서 들은 삼다 선생 이야기를 꺼냈다. 그에 의하면 '밖에서들 운석을 삼다선생(三多先生)이라 한다우, 하나는 욕다(慾多), 곧 욕심이 많다는 것이고, 둘째는 겁다(怯多), 곧 겁이 많다는 것이며, 셋째는 무지다(無知多), 곧 모르는 것이 많다고 이래서 삼다 선생이라 한다우.'라고 했다.
죽도 밥도 아니라는 뜻에서 장면에게는 자장면이라는 별명이 붙었다. 착하지만 어리숙한 모습을 꼬집은 것이었다. 장면은 평소 범죄행위와 반역 이외에는 어떠한 형태의 자유든 존중해야 된다고 하였다. 그의 소신대로 풍자의 자유를 허용했다. 한편 시인 김수영은 김일성 만세라는 시에서 김일성을 찬양할 자유도 주지 않으면서 자유를 말한다며 조롱하였다.

## 대중 매체
- 한인수 - 제1공화국(1981년, MBC 드라마)
- 김무생 - 제2공화국(1989년, MBC 드라마)
- 김무생 - 제3공화국(1993년, MBC 드라마)
- 신구 - 무풍지대(1989년, KBS 드라마)
- 신국 - 삼김시대(1998년, SBS 드라마)
- 신국 - 야인시대(2002년, SBS 드라마)
- 최명수 - 영웅시대(2004년, MBC 드라마)
- 심양홍 - 김수환 추기경에 관한 마지막 보고서(2009년, 평화방송 드라마)
- 박웅 - 광복 20년 (1966년, TBS 라디오 다큐멘터리)
- 정민 - 경무대 비화 잘돼갑니다(1967년, 영화)

## 저서
- 《구도자의 길》. 1930.
- 《영한교회용어집 The Summary of Religious Terms》. 1929.
- 《조선천주공교회 약사》. 1931.
- 회고록-한알의 밀알이 죽지 않고는(1967)
- 편역, 《성녀 젬마:영혼의 진주 (성인전)》(가톨릭 출판사, 1999)

### 번역서
- Cardinal Gibbons (1944). 《교부들의 신앙 The Faith of Our Fathers》.
- F. I. Remler (1962). 《Why Must I Suffer?의 번역본 <나는 왜 고통을 받아야 하나?>》.
- M.V.Woodgate (1964). 《St.Vincent de Paul의 번역본 <성 원선시오>》.

### 소설
- 《누이》(妹) (1935년)

## 같이 보기
| - 경향신문 - 경향신문 폐간 사건 - 계광순 - 과도입법위원회 - 국대안 파동 - 국토건설단 - 김옥윤 - 김구 - 김규식 - 김대중 - 김도연 - 김병로 - 김성수 - 김수환 - 김영삼 - 김준연 - 노기남 - 미군정 - 한국민주당 - 민주의원 - 민주국민당 - 민주당 (1955년 대한민국) - 민주당 (1963년 대한민국) - 이승만 - 이시영 - 장기빈 - 조봉암 | - 제1공화국 - 제2공화국 - 정진석 - 장진 - 장익 - 장덕수 - 정헌주 - 윤보선 - 윤치영 - 조병옥 - 신익희 - 곽상훈 - 송원영 - 박순천 - 선우종원 - 윤치왕 - 윤치창 - 윤치호 - 장준하 - 조재천 - 이민우 - 이홍렬 - 장발 - 장택상 - 정일형 - 정지용 | - 한국 전쟁 - 호헌동지회 - 송요찬 - 박정희 - 송진우 - 장도영 - 이한림 - 유원식 - 최경록 - 이철승 - 이인 - 한표욱 - 현석호 - 허정 - 흥사단 - 운석기념회 |

## 관련 서적
- 한국국회인물사편찬회, 《역대국회의원총람》 (한국국회인물사편찬회, 1983년)
- 강준만, 《한국현대사산책》〈1950년대편 1권〉(인물과사상사, 2006)
- 강준만, 《한국현대사산책》〈1960년대편 1권〉(인물과사상사, 2006)
- 강준만, 《한국현대사산책》〈1960년대편 2권〉(인물과사상사, 2006)
- 조광 외, 《장면총리와 제2공화국》 (경인문화사, 2003)
- 허동현,《건국·민주·외교의 선구자 장면》 (분도출판사, 1999)
- 이용원, 《제2공화국과 장면》 (범우사, 1999)
- 한국정신문화연구원 편, 《장면. 윤보선. 박정희(한국현대사의재인식 21)》 (백산서당, 2001)
- 정대철, 장면은 왜 수녀원에 숨어 있었나 (동아일보사, 1997)
- 김성진, 박정희를 말하다-그의 개혁정치 그리고 과잉충성 (삶과꿈, 2006)
- 장면, 《한알의 밀이 죽지 않고는》 (가톨릭출판사, 1999)
- 정치외교사학회 편, 한국현대정치사 (집문당, 1997)
- 김영명, 《한국 현대 정치사: 정치 변동의 역학》 (을유문화사, 1992)
- 윤보선, 《외로운 선택의 나날들:윤보선회고록》 (동아일보사, 1990)
- 윤보선, 《구국의 가시밭길》 (한국정경사, 1967)
- 김태일, 한배호 편, 《한국 현대 정치론 I》, (나남, 1990)
- 한용원, 한배호 편, 《한국 현대 정치론 II》, (오름, 1996)
- 현석호, 《한 삶의 고백》 (탐구당, 1986)
- 송원영, 《제2공화국:송원영의 정치체험》 (샘터, 1990)
- 최종만, 《한국의 정당 정치와 민주주의》 (웅비출판사, 1991)
- 일조각 편, 역사의 인물 9 (일조각, 1979)
- 송원영, 《내일을 위한 대화》 (한국정경사, 1970)
- 김도연, 《나의 인생백서:상산회고록》 (일신문화사, 1968)
- 김도연, 《나의 인생백서:상산회고록》 (강우출판사, 1967)
- 윤보선, 《구국의 가시밭길》 (한국정경사, 1967)
- 이영훈, 《파벌로 보는 한국야당사》 (에디터출판사, 2006)
- 국학자료원, 《장면과 제2공화국》 (한국민족운동사학회, 2003)
- 최종고 외, 《인물과 전기》 (한들출판사, 2002)
- 정윤재,《장면, 윤보선, 박정희 : 1960년대 초 주요 정치지도자 연구》 (백산서당, 2001)
- 기본스 추기경, 《교부들의 신앙》 (장면 역, 경향잡지사, 1954)
- 편집부, 《역사의 한순간》 (동아문예, 1988)
- 한표욱, 《이승만과 한미외교》 (중앙일보사, 1996)
- 윤치영, 《동산회고록:윤치영의 20세기》 (삼성출판사, 1991)
- 노기남, 《명동성당》 (중앙일보사, 1984)
- 강만길 외, 4월혁명론:오늘의 사상신서 60 (한길사, 1983)
- 장종의 역, 남한 그 불행한 역사:1953~1966 (좋은책, 1988)
- 김호진 외, 알기쉬운 한국현대정치사 (공동체, 1988)
- 박용만, 《경무대 비화-제1공화국》 (내외신서, 1961)
- 홍우출판사, 정계야화 (전2권) (홍우출판사, 1966)
- 사실의 전부를 기술한다
- 신태양사, 내가 걸어온 길 내가 걸어갈 길(나의 정치백서) (신태양사, 1957)
- 호용관, 《장면부통령저격사건》 (법정평론사출판부, 1960)
- 고려사학회, 한국사학보 제7호 (고려사학회, 1999)
- 허동현, 《張勉의 治積과 政治思想에 관한 연구》 (한국민족운동사연구회, 1999)
- 한승주, 《제2공화국과 한국의 민주주의》 (종로서적, 1983)
- 현석호, 《한국인물대개 : 장면》 (박우사, 1972)
- 장택상, 《대한민국 건국과 나(저서)》 (창랑장택상기념사업회, 1993)
- 장병혜, 장병초 편, 《상록의 자유혼》 (1973, 장병혜, 창랑장택상기념사업회 저)
- 한국을 바꾼 100인’ 월간중앙 1995년 신년호 별책부록

## 주해
1. ↑  이주당 사건 관련자 중 장면의 고등학교 제자 김재우가 있었는데 그가 김재우에게 생활비로 준 100만환이 정치자금이 문제가 되었다.

## 역대 선거 결과
|  | 57.06% |

|  | 46.4% |

|  | 17.5% |

|  | 69.59% |

## 참고 자료
- 장면 - 대한민국헌정회
- 장면(張勉) - 국사편찬위원회
- 장면:네이트 한국학
- 장면박사기념관[깨진 링크(과거 내용 찾기)]
- 한국언론재단, 《한국일보》(1966.6.5.) 1면
- “인동장씨”. 2005년 2월 18일에 원본 문서에서 보존된 문서. 2008년 7월 9일에 확인함.
- “장면박사기념관”.[깨진 링크(과거 내용 찾기)]
- “종로구, 이곳이 '운석 장면 총리' 사시던 집”. cnb뉴스. 2007년 7월 27일.
- “이창호의 역사교육”. 2004년 5월 19일에 원본 문서에서 보존된 문서. 2007년 10월 29일에 확인함.
- “(제2공화국과 張勉)(26)장면의 정치역정·생애(下)”. 서울신문. 1999년 6월 1일.
- “한국의 총리는 왜 용이 못 됐나”. 한겨레 21. 2009년 10월 16일.
- 장면 박사 건국훈장 1등급 추서 가톨릭뉴스 1999년 8월 15일
- 반민족문제연구소 (1994년 3월 1일). 〈장면 : 가진 자의 편에 선 구도자 (이종훈)〉. 《청산하지 못한 역사 2》. 서울: 청년사. ISBN 978-89-7278-313-8.
- [美국무부 보고서] “장면총리, 5·16 진압하려 했다” 조선일보 2002년 4월 18일자
- 보관됨 2011-11-20 - 웨이백 머신 미국이 버린 제2공화국, 나약하지도 무능하지도 않았다 신동아